# Trận chiến nước Pháp
Trận chiến nước Pháp (tiếng Pháp: bataille de France), còn được gọi là Chiến dịch phía Tây (Westfeldzug), Chiến dịch nước Pháp (tiếng Đức: Frankreichfeldzug, campagne de France) và Nước Pháp thất thủ, là cuộc xâm lược của Đức nhằm vào Pháp, Bỉ, Luxembourg và Hà Lan trong Chiến tranh thế giới thứ hai. Ngày 3 tháng 9 năm 1939, Pháp tuyên chiến với Đức, sau khi Đức xâm chiếm Ba Lan. Đầu tháng 9 năm 1939, Pháp bắt đầu Chiến dịch tấn công Saar và đến giữa tháng 10 thì rút lui. Quân đội Đức xâm lược Bỉ, Luxembourg và Hà Lan vào ngày 10 tháng 5 năm 1940. Ý tham chiến vào ngày 10 tháng 6 và âm mưu xâm lược Pháp. Pháp và các nước thuộc Vùng đất thấp đã bị chinh phục, kết thúc những hoạt động quân sự trên bộ ở Mặt trận phía Tây cho đến khi cuộc đổ bộ Normandy diễn ra vào ngày 6 tháng 6 năm 1944.
Trong Fall Gelb ("Kế Hoạch Vàng"), các đơn vị thiết giáp Đức thực hiện một cuộc tấn công bất ngờ qua Ardennes và sau đó dọc theo thung lũng Somme, cắt đứt và bao vây các đơn vị quân Đồng Minh đang tiến vào Bỉ để hội ngộ quân Đức ở đó. Các lực lượng Anh, Bỉ và Pháp đã bị quân Đức đẩy lùi ra biển, hải quân Anh và Pháp đã phải sơ tán những đơn vị bị bao vây của Lực lượng viễn chinh Anh (BEF), quân đội Pháp và Bỉ khỏi Dunkirk trong Chiến dịch Dynamo.
Quân đội Đức bắt đầu Fall Rot ("Kế Hoạch Đỏ") vào ngày 5 tháng 6 năm 1940. Sáu mươi sư đoàn còn lại của Pháp và hai sư đoàn của Anh đóng tại Pháp đã kiên quyết kháng cự nhằm giữ Somme và Aisne nhưng đã bị quân Đức đánh bại nhờ sự kết hợp giữa ưu thế trên không và cơ động bọc thép. Quân Đức tràn qua Phòng tuyến Maginot và tiến sâu vào lãnh thổ nước Pháp, chiếm đóng Paris vào ngày 14 tháng 6. Sau khi chính phủ Pháp tháo chạy và sự sụp đổ của Quân đội Pháp, các chỉ huy Đức đã gặp mặt nhiều quan chức Pháp vào ngày 18 tháng 6 nhằm thương lượng về việc chấm dứt những hành động thù địch.
Vào ngày 22 tháng 6 năm 1940, Hiệp định đình chiến lần thứ hai tại Compiègne giữa Pháp và Đức được ký kết. Chính phủ Vichy trung lập do Thống chế Philippe Pétain cầm đầu đã thay thế nền Đệ Tam Cộng hòa và quân đội Đức bắt đầu chiếm đóng các khu vực dọc theo Biển Bắc và các vùng ven biển Đại Tây Dương của Pháp cũng như những vùng nội địa của quốc gia này. Cuộc xâm lược của Ý nhằm vào Pháp trên dãy Alps đã chiếm được một vùng đất nhỏ và sau hiệp định đình chiến, Ý đã hoàn toàn chiếm đóng một khu vực nhỏ ở phía đông nam. Chế độ Vichy giữ lại zone libre (vùng tự do) ở phía nam. Sau khi Đồng Minh xâm chiếm Châu Phi thuộc Pháp vào tháng 11 năm 1942, người Đức và Ý đã giành quyền kiểm soát khu vực này cho đến khi nó được Đồng Minh giải phóng năm 1944.

## Bối cảnh trước trận đánh

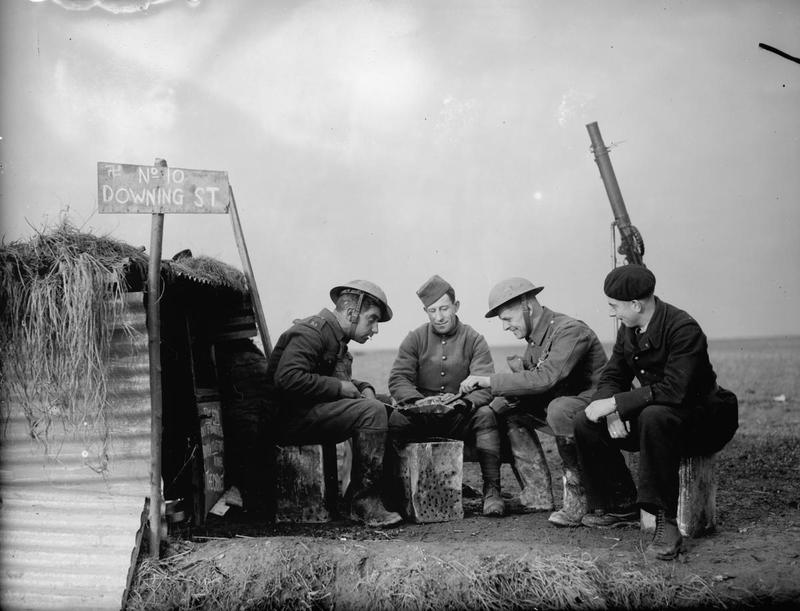
Lính phòng không Pháp trong thời gian "chiến tranh kỳ quặc"

Sau cuộc Chiến tranh thế giới thứ nhất, Pháp và Đức giữ nguyên mối thù Pháp-Đức. Nhưng vào năm 1933, Adolf Hitler lên nắm quyền, cục diện bắt đầu thay đổi.
Ngày 1 tháng 9 năm 1939, Quân đội Đức Quốc xã tấn công Ba Lan. Hai ngày sau đó, ngày 3 tháng 9 năm 1939, Anh và Pháp tuyên chiến với Đức. Chiến tranh thế giới thứ hai bùng nổ.
Phản ứng của Anh và Pháp nằm ngoài dự tính của Hitler, vì ông cho rằng các cường quốc này sẽ lại tiếp tục thụ động như trong các cuộc thôn tính trước đó của Đức. Ngày 6 tháng 10, trong bài phát biểu tại Tòa nhà Quốc hội Đức, Hitler gửi lời kêu gọi hoà bình đến Anh và Pháp trong đó tuyên bố "Đức không đòi hỏi gì thêm từ Pháp". Ngày 10 tháng 10 năm 1939, nước Anh từ chối đề nghị của Hitler; ngày 12 tháng 10 Pháp cũng tuyên bố tương tự.
Tuy nhiên, ngoài lời nói, không bên nào có hoạt động quân sự đáng kể chống lại nhau. Trong giai đoạn cuộc chiến tranh kỳ quặc đó, Đức Quốc xã hoàn thành cuộc chinh phục Ba Lan, gia tăng đáng kể tiềm lực quân sự và phát triển kế hoạch tấn công Pháp, còn phe Đồng minh cũng tích lũy lực lượng chờ đợi một cuộc chiến tranh lâu dài. Riêng ở Pháp, nền chính trị bị chia rẽ sâu sắc và sự mệt mỏi với viễn cảnh chiến tranh gia tăng. Bất chấp nỗ lực tuyên truyền chống lại "sự suy thoái đạo đức và thiếu nhiệt tình chiến tranh", chính phủ Pháp vẫn không ngăn được tâm lý chiến bại và tình trạng vô kỷ luật lan tràn, cũng như xu hướng thân thiện với kẻ thù trong nội bộ quốc gia.

## Chiến lược của Đức

### Nước Pháp trong chiến lược của Hitler
Ngay từ năm 1922, Hitler đã nhắm tới mục tiêu lâu dài của chiến tranh là bành trướng về phía Đông, chinh phục nước Nga để mở rộng không gian sinh tồn cho người Đức, cùng với "sự hủy diệt sức mạnh Do Thái" vốn được xem là nền tảng của nó, với hy vọng nhận được sự hỗ trợ từ phía nước Anh. Trong cuốn sách Mein Kampf, Hitler đã chỉ ra tiền đề cho cuộc chinh phục này là phải thôn tính xong nước Pháp nhằm tránh một cuộc chiến tranh cùng lúc trên hai mặt trận.
Từ những biểu hiện nhu nhược của các cường quốc phương Tây, Hitler cho rằng trừ khi bị tấn công, các nước này sẽ vẫn trốn tránh đối đầu quân sự với nước Đức. Phản ứng từ chối đề nghị hòa bình của Đồng Minh đã khiến Hitler quyết định tận dụng chiến thắng chớp nhoáng đối với Ba Lan để "đánh bại Pháp và [...] buộc nước Anh thừa nhận sự yếu thế và tìm cách thỏa hiệp". Một khi đã "buộc Phương Tây quỳ gối", Đức có thể quay lại chống "Chủ nghĩa Bolshevik Do Thái" và chinh phục nước Nga để đảm bảo tương lai lâu dài của Đế chế thứ ba, nhờ vào các nguồn tài nguyên phong phú tại những vùng lãnh thổ phía Đông.

### Chỉ thị Führer số 6
Nhằm phục vụ cho chiến lược này, trước cả khi Anh và Pháp có thời gian để trả lời đề nghị hòa bình của mình, ngày 9 tháng 10 năm 1939, Hitler đã cho ban hành "chỉ thị Führer số 6" trình bày một đường lối hành động quân sự trong trường hợp bị cự tuyệt. Dù Hitler luôn mơ tưởng về một chiến dịch quân sự lớn nhằm đánh bại hoàn toàn các quốc gia Tây Âu, thế nhưng ý tưởng này lại vắng bóng trong bản chỉ thị Führer số 6. Bản kế hoạch này dựa trên những biểu hiện thực tế rằng sức mạnh quân sự của Đức vẫn cần phải được tiếp tục xây dựng trong nhiều năm nữa và trong thời điểm hiện tại chỉ có thể nhắm đến những mục tiêu hạn chế, nhằm hỗ trợ tăng cường tiềm lực phục vụ cho một cuộc chiến tranh quy mô lớn và lâu dài ở phía Tây. Theo đó, Hitler ra lệnh Vùng Đất Thấp phải được chiếm trong thời hạn ngắn nhất có thể để ngăn Pháp chiếm đóng các quốc gia này và đe doạ vùng Ruhr – khu vực quan trọng sống còn của Đức, đồng thời đem lại cho Đức các căn cứ quân sự phục vụ cho một chiến dịch lâu dài ở trên biển và trên không chống lại nước Anh. Chỉ thị Führer số 6 không đề cập đến một cuộc tấn công kế tiếp ngay sau đó nhằm chinh phục toàn bộ nước Pháp, mặc dù rất có khả năng các vùng biên giới ở bắc Pháp sẽ bị chiếm đóng.
Trong khi đang soạn thảo chỉ thị, Hitler cho rằng một cuộc tấn công có thể bắt đầu tiến hành sau nhiều nhất là vài tuần lễ, nhưng sau đó ông đã tỉnh ngộ về ảo tưởng này. Thực tế cho thấy ông đã không nắm được chính xác về thực trạng sức mạnh quân sự của Đức. Vào thời điểm đó, tình trạng quân đội Đức thật tồi tệ với nhiều trang thiết bị tổn thất nặng nề (một nửa số xe tăng và xe có động cơ đã bị phá hủy). Ngoài ra, còn có dấu hiệu cho thấy rằng có nhiều trường hợp vô kỷ luật diễn ra trong quân đội Đức và sự hoang mang trong chiến đấu, những điều mà Bộ Tổng tham mưu Đức cần phải giải quyết trước khi tiến hành một chiến dịch quân sự quy mô lớn nào khác.
Ngày 27 tháng 9 năm 1939, Hitler công bố dự định ngay sau khi chiến dịch Ba Lan kết thúc sẽ bắt đầu tấn công các cường quốc phương Tây, cụ thể là vào ngày 25 tháng 10 (dù có chấp nhận rằng ngày tháng đó có thể là thiếu thực tế). Đến ngày 5 tháng 11, Hitler lại đề xuất sẽ tấn công vào 12 tháng 11 với Tổng Tư lệnh Lục quân Walther von Brauchitsch. Viên tướng này trả lời rằng quân đội vẫn chưa phục hồi sau chiến dịch Ba Lan, các đơn vị cơ giới cần phải được phục hồi sửa chữa trong vòng 3 tháng nhằm khắc phục những tổn thất trong chiến dịch Ba Lan; còn các kho đạn dược thì đang bị cạn kiệt trầm trọng. Von Brauchitsch xin được từ chức nếu Quốc Trưởng không thay đổi ý định, Hitler đã bác bỏ nhưng hai ngày sau cũng đã cho hoãn tấn công, với lý do chính thức được đưa ra là thời tiết xấu.:42–43
Các tướng lĩnh Đức khác cũng không đặt cuộc chiến ở phía Tây ngang hàng với chiến dịch tại Ba Lan, họ lo sợ sức mạnh phòng thủ của Pháp, với một đội quân khổng lồ và phòng tuyến Maginot cùng với khối liên minh với Anh và các thuộc địa của nó, họ tin rằng các lực lượng vũ trang Đức hiện không sẵn sàng cho một cuộc xung đột mà trong mắt họ, chỉ có thể thất bại. Hitler, lúc đầu tức giận trước sự do dự của các tướng lĩnh, nhưng cuối cùng đã phải nhượng bộ trước lý lẽ của họ về tình trạng thời tiết xấu (mùa thu 1939) và các vấn đề giao thông vận tải, cũng như khả năng Liên Xô có thể thay đổi thái độ trung lập. Tổng cộng Hitler đã chấp nhận trì hoãn thời điểm bắt đầu của cuộc tấn công đến 29 lần.

### Kế hoạch Halder
Sau khi Anh và Pháp từ chối lời đề nghị hoà bình của Hitler, ngày 19 tháng 10, Franz Halder, tham mưu trưởng Bộ tư lệnh Lục quân Đức (OKH) đã trình bày phương án tác chiến đầu tiên của Fall Gelb ("Kế Hoạch Vàng"), mật danh của kế hoạch tấn công Vùng Đất Thấp: "Bản Chỉ dẫn Triển khai số 1, Kế Hoạch Vàng" (Aufmarschanweisung N°1, Fall Gelb). Kế hoạch này dự tính huy động 102 sư đoàn, trong đó có 9 sư đoàn thiết giáp và 6 sư đoàn cơ giới tấn công vỗ mặt trên chính diện rộng từ Hà Lan đến Bỉ.
Kế hoạch của Halder thường được so sánh với kế hoạch Schlieffen, được người Đức triển khai năm 1914 trong Chiến tranh thế giới thứ nhất. Điểm tương tự giữa hai kế hoạch này là đề xuất một cuộc tiến công qua trung tâm nước Bỉ, nhưng trong khi mục đích của kế hoạch Schlieffen là đạt đến một thắng lợi quyết định bằng cách phát triển vòng theo bờ Đại Tây Dương rồi bất ngờ ngoặt về phía Đông để tiến hành một cuộc bao vây khổng lồ toàn bộ quân chủ lực Pháp, thì Bản Chỉ dẫn Triển khai số 1 lại dựa trên cơ sở một cuộc tấn công vỗ mặt thiếu sáng tạo ở miền Trung nước Bỉ, dự kiến hi sinh nửa triệu lính Đức để đạt mục tiêu hạn chế là đẩy quân Đồng Minh lui về sông Somme và chiếm lấy bờ biển Flanders. Sau đó sức mạnh của quân Đức sẽ cạn kiệt trong năm 1940; chỉ đến năm 1942 mới có thể bắt đầu cuộc tấn công chính vào nước Pháp. Câu hỏi về những hoạt động sau đó của quân đội Đức để đến được bờ biển Manche vẫn chưa được giải quyết. Có ý kiến cho rằng Halder vào lúc này đang chống đối lại Hitler nên đã cố tình đề ra kế hoạch bi quan hết mức có thể nhằm làm Hitler tiêu tan hi vọng về một cuộc tấn công toàn diện.
Thời gian quá dài của bản kế hoạch làm Hitler rất thất vọng. Ông phản ứng lại bằng cách quyết định rằng quân Đức phải tấn công sớm hơn, bất kể đã sẵn sàng hay chưa, với hy vọng việc quân Đồng Minh không có chuẩn bị sẽ có thể đem lại chiến thắng dễ dàng. Mệnh lệnh này đã kéo theo một chuỗi những lần trì hoãn về thời gian, khi các tướng lĩnh thuyết phục Hitler gia hạn cuộc tấn công thêm vài ngày hay vài tuần nhằm khắc phục một số khuyết điểm nghiêm trọng trong khâu chuẩn bị, hay để đợi điều kiện thời tiết tốt hơn. Hitler còn cố gắng sửa đổi kế hoạch mà không có sự am hiểu tường tận về quân sự. Kết quả là dẫn đến một kế hoạch làm phân tán lực lượng Đức, khi mà ngoài hướng tấn công chính là ở trung tâm nước Bỉ, còn có cuộc tấn công phụ dự kiến sẽ diễn ra ở xa hơn về phía nam (Hitler đưa ra đề xuất đó vào ngày 11 tháng 11 năm 1939).
Ngày 29 tháng 10, Halder đưa ra một kế hoạch hành động thứ hai, "Bản Chỉ dẫn Triển khai số 2, Kế hoạch Vàng" (Aufmarschanweisung N°2, Fall Gelb) có khác biệt ở chỗ mũi chủ công trực diện được thay bằng 2 mũi thọc sâu thiết giáp đi qua Bắc và Nam Liége để bao vây một phần lớn chủ lực Đồng Minh ở trung tâm nước Bỉ, đồng thời cắt bỏ mũi tấn công phụ tại Hà Lan để tập trung quân cho hướng này. Theo kế hoạch mới này, mũi chủ công là Cụm Tập đoàn quân B của tướng von Bock đóng ở phía bắc mặt trận sẽ đi qua Bỉ rồi vòng lại thọc vào sườn trái các đơn vị Pháp-Bỉ-Anh, sau đó vòng lại đánh bại các lực lượng đối phương tại vùng Lorraine; rồi trong bước thứ hai, dự định bao vây lực lượng còn lại của Đồng Minh bằng cách cho Cụm Tập đoàn quân B từ phía tây đánh dồn họ về phía Cụm Tập đoàn quân A của tướng von Rundstedt - nằm giữa Cụm Tập đoàn quân B và Cụm Tập đoàn quân C ở phía nam mặt trận đối diện vùng Alsace - như một cái đe, tạo thành 2 gọng kềm bóp nát quân chủ lực Đồng Minh. Đây chính là phương án tấn công mà phe Đồng Minh đã dự đoán, và cũng là phương án tấn công rơi vào tay Đồng Minh sau khi một sĩ quan Đức bị hỏng máy bay phải hạ cánh ở Mechelen Bỉ vào ngày 10 tháng 1 năm 1940.
Ngày 10 tháng 1 năm 1940, một chiếc máy bay Messerschmitt Bf 108 của Đức đã gặp sự cố và bắt buộc phải hạ cánh tại Maasmechelen, phía bắc Maastricht thuộc Bỉ ("sự cố Mechelen"). Trong phi hành đoàn của chiếc máy bay có một thiếu tá không quân Đức, Hellmuth Reinberger, người có mang theo bản sao của Bản Chỉ dẫn Triển khai số 2. Reinberger đã không kịp huỷ các tài liệu, và chúng đã nhanh chóng rơi vào tay các nhân viên tình báo Bỉ. Sau này tướng Wilhelm Keitel đã xác nhận tại tòa án Nuremberg rằng ông ta chưa bao giờ thấy Hitler giận dữ đến thế sau khi nghe tin về việc để lộ tài liệu. Sự cố này thường được cho là nguyên nhân dẫn đến sự thay đổi toàn diện kế hoạch của Đức, nhưng thực ra không phải như vậy. Trên thực tế, bản chỉnh sửa kế hoạch sau đó vào ngày 30 tháng 1, "Bản Chỉ dẫn Triển khai số 3" (Aufmarschanweisung N°3, Fall Gelb) vẫn tương tự những phiên bản trước đó.

### Kế hoạch Manstein

Tiến triển của Fall Gelb từ 9/1939 đến 2/1940.

Hitler không phải là người duy nhất phản đối kế hoạch Halder. Tướng Gerd von Rundstedt, tư lệnh Cụm Tập đoàn quân A, cũng không tán thành nó. Tuy nhiên không giống Hitler, một người lính lão luyện như von Rundstedt, hiểu được tường tận cách sửa đổi kế hoạch thế nào cho hợp lý. Ông nhận định rằng thiếu sót chủ yếu của nó là không thích hợp với những nguyên tắc của Bewegungskrieg ("chiến tranh cơ động") cũng như đi chệch chiến lược Trận đánh hủy diệt (Vernichtungsgedanke), vốn đã trở thành kim chỉ nam kinh điển của quân sự Đức từ thế kỷ 19. Cần phải tiến hành một cuộc đột phá tạo điều kiện bao vây và tiêu diệt quân chủ lực Đồng Minh. Địa điểm thích hợp nhất để thực hiện điều này là vùng Sedan, thuộc khu vực mà Cụm Tập đoàn quân A của von Rundstedt phụ trách. Ngày 21 tháng 10, von Rundstedt tán thành với tham mưu trưởng của mình, tướng Erich von Manstein là cần phải soạn thảo một kế hoạch thay thế phản ánh được những ý tưởng cơ bản đó, giúp cho Cụm Tập đoàn quân A có được sức mạnh lớn nhất có thể bằng cách điều bớt các lực lượng từ Cụm Tập đoàn quân B ở phía bắc tới.
Trong khi von Manstein đang xây dựng kế hoạch mới ở Koblenz, thì trung tướng Heinz Guderian, tư lệnh Quân đoàn 19, chuyên gia về lực lượng thiết giáp của Đức cũng đang ngụ tại khách sạn gần đó, và Manstein đã cho mời Guderian tham gia thảo luận kế hoạch (một cách không chính thức). Tại thời điểm này trọng tâm của kế hoạch Manstein là một cuộc hành quân từ Sedan lên phía bắc, tiến ra sau lưng chủ lực của quân Đồng Minh, rồi trực tiếp tấn công vào sau lưng đối phương tại Bỉ. Điểm đột phá được chọn là đoạn Sedan - Dinant, nơi có khả năng gây bất ngờ vì có 2 cản ngại tự nhiên cho hoạt động của xe tăng là rừng rậm Ardennes và sông Meuse, nơi mà Bộ tư lệnh Đồng Minh xem là hầu như không thể vượt qua được đối với lực lượng thiết giáp hiện đại. Guderian đã đề xuất một ý kiến có tính mới lạ và tiến bộ hơn: không chỉ có quân đoàn của ông mà phần lớn lực lượng thiết giáp Đức cần phải tập trung ở Sedan. Khi Pháp và Anh đã đưa các lực lượng tốt nhất của mình đến những vị trí phòng ngự mạnh ở trong lãnh thổ Bỉ và Hà Lan, lực lượng này sau đó sẽ không di chuyển về phía bắc mà là phía tây, nhằm thực hiện một cuộc tiến quân thọc sâu mau lẹ có tính độc lập chiến lược qua vùng Ardennes. Sau đó, mũi chủ công gồm toàn bộ lực lượng thiết giáp sẽ độc lập tác chiến tiến thật nhanh về phía biển Manche để cô lập chủ lực Đồng Minh ở Bỉ mà không cần đợi những sư đoàn bộ binh chủ lực để đạt tốc độ hành tiến cao nhất. Sau đó thì việc tiêu diệt các lực lượng của Pháp sẽ trở nên tương đối dễ dàng. Như vậy có thể dẫn đến sự sụp đổ về mặt chiến lược của đối phương, tránh được con số thương vong cao do một "trận đánh hủy diệt" thông thường gây ra. Phương pháp sử dụng lực lượng thiết giáp độc lập một cách mạo hiểm này đã được thảo luận rộng rãi ở Đức trước chiến tranh nhưng vẫn chưa hề trở thành một học thuyết được tiếp nhận; và Bộ Tổng tham mưu Đức nghi ngờ về khả năng thực hiện một cuộc hành quân như vậy. Những ý tưởng hoạt động của von Manstein đã ngay lập tức nhận được sự ủng hộ của Guderian, người rất thông thạo địa hình khu vực và có kinh nghiệm với lục quân Đức trong những năm 1914 và 1918.
Von Manstein viết bản đề xuất đại cương đầu tiên về kế hoạch của mình vào ngày 31 tháng 10. Trong đó ông đã cẩn thận tránh đề cập đến tên Guderian và giảm nhẹ vai trò chiến lược của các đơn vị thiết giáp nhằm tránh những ý kiến phản đối không cần thiết. Sáu bản đề xuất nữa sau đó, lần lượt vào các ngày 6, 21, 30 tháng 11; ngày 6, 18 tháng 12 năm 1939; và 12 tháng 1 năm 1940, từ từ được xây dựng hoàn thiện hơn về tổng thể. Thế nhưng tất cả đều bị OKH bác bỏ và không nội dung nào trong đó đến được với Hitler.

### Phê chuẩn sửa đổi

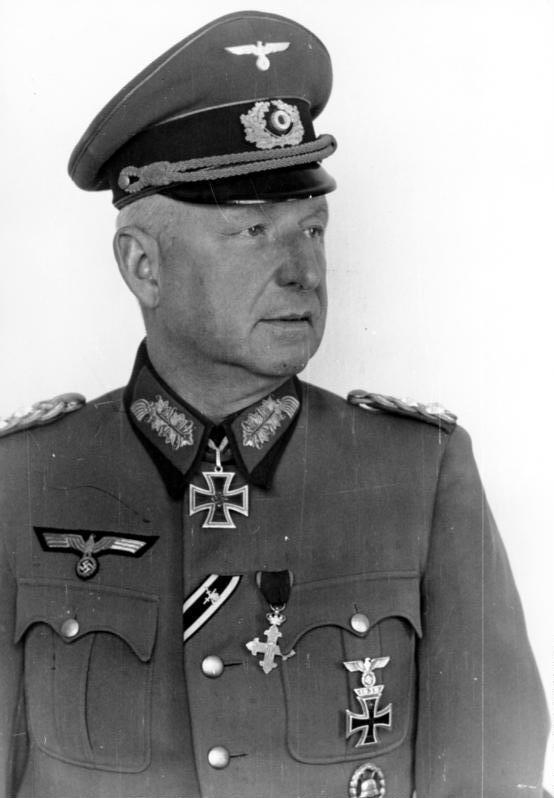
Erich von Manstein

Kế hoạch Manstein đã bị nhiều tướng lĩnh Đức từ chối vì cho là nó quá mạo hiểm, do địa hình vùng Ardennes không phù hợp cho xe tăng. Ngày 27 tháng 1, nhằm thủ tiêu ảnh hưởng của Manstein, Halder đã gây tác động khiến ông bị thuyên chuyển từ chức vụ tham mưu trưởng Cụm Tập đoàn quân A sang làm chỉ huy một quân đoàn ở Phổ, bắt đầu nhiệm vụ mới ở Stettin ngày 9 tháng 2.
Bất bình trước việc thuyên chuyển này, Ban tham mưu của Manstein đã phản ánh và gây được sự chú ý của Hitler, ông bắt đầu biết được thông tin về kế hoạch Manstein vào ngày 2 tháng 2 năm 1940. Trước khi biết về bản kế hoạch này, Hitler cũng từng đề xuất một đòn tấn công tại Sedan, nhưng sau đó đã từ bỏ vì bị thuyết phục là nó quá mạo hiểm. Ngày 17 tháng 2, tại Berlin, Hitler triệu tập Manstein, Rudolf Schmundt (Tham mưu trưởng quân nhân sự Lục quân Đức) và Alfred Jodl (Tham mưu trưởng quân của Bộ Tư lệnh Tối cao Các Lực lượng Vũ trang Đức) đến để bàn bạc. Hitler chỉ ngồi và lắng nghe, không giống như thói quen của ông là hay ngắt lời và chuyển sang độc thoại. Hitler đã rất có ấn tượng, và cuối cùng hoàn toàn đồng ý với đề nghị của Manstein. Ngày hôm sau, ông ta đã ra lệnh sửa đổi kế hoạch cho phù hợp với ý kiến của Manstein. Những ý kiến đó hấp dẫn được Hitler chủ yếu bởi vì chúng đem lại những hy vọng thực tế về thắng lợi. Hitler chỉ nhìn nhận cuộc đột phá ở Sedan về phương diện chiến thuật, trong khi Manstein xem nó như là một phương cách để đi đến kết thúc. Ông đã dự tính một cuộc tiến quân ra eo biển Manche và bao vây các lực lượng Đồng Minh tại Bỉ, mà nếu được tiến hành chính xác, có thể mang lại một kết quả chiến lược có lợi.

### Kế hoạch sửa đổi
Người thực hiện việc sửa đổi kế hoạch lại là Franz Halder — von Manstein không còn đóng vai trò gì hơn nữa trong việc này. Halder tán thành việc chuyển mục tiêu trọng tâm xuống phía nam. Kế hoạch này, giữ lại các lại ý tưởng chính có ưu điểm nổi trội của tướng Manstein, là sẽ tiến hành đòn tấn công chính tại địa điểm bất ngờ nhất ở vùng Ardennes rừng núi rậm rạp và có mạng lưới đường sá thô sơ, không phù hợp làm đường tiến quân cho xe tăng. Điều cốt yếu là phản ứng của Đồng Minh phải đúng như dự tính trong kế hoạch ban đầu, đó là những đội quân chủ lực tinh nhuệ của Anh và Pháp phải được điều đến phía bắc để cứu nước Bỉ. Nhằm đảm bảo điều kiện này, cần phải kết hợp một cuộc tấn công hỗ trợ ở phía Bắc do Cụm Tập đoàn quân B thực hiện vào Bỉ và Hà Lan, tạo cảm giác đó là mục tiêu chính của Đức, nhằm kéo các lực lượng Đồng Minh về phía đông để rồi bao vây và giam chân chúng ở đó. Để hoàn thành nhiệm vụ này, 3 trong số 10 sư đoàn thiết giáp hiện có vẫn được phân cho Cụm Tập đoàn quân B. Ngày 24 tháng 2, Bản Chỉ dẫn Triển khai số 4, Fall Gelb (Aufmarschanweisung N°4, Fall Gelb) đã được công bố và đã được Hitler chuẩn thuận.

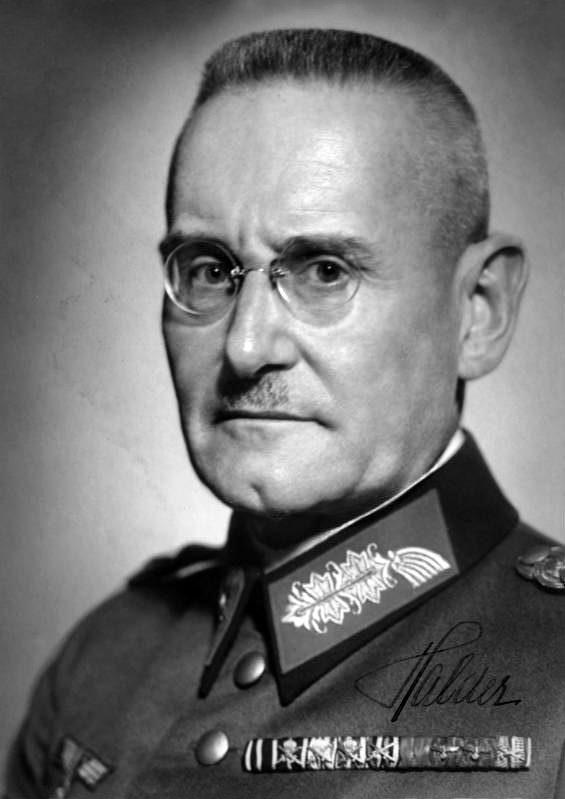
Franz Halder

Tuy nhiên, Halder không có ý định đi chệch ra khỏi học thuyết quân sự truyền thống nên đã không cho phép thực hiện cuộc đột nhập chiến lược độc lập với 7 sư đoàn thiết giáp của tập đoàn quân A. Yếu tố này đầu tiên bị bác bỏ hoàn toàn trong kế hoạch mới. Theo đó, cuộc vượt sông Meuse tại Sedan phải được thực hiện bởi các sư đoàn bộ binh vào ngày thứ 8 của chiến dịch. Chỉ sau nhiều cuộc thảo luận, bản kế hoạch mới chuyển sang cho phép những trung đoàn bộ binh cơ giới thuộc các sư đoàn thiết giáp thiết lập các đầu cầu vào ngày thứ tư, sớm hơn 4 ngày. Nhưng cuộc đột phá tiến về biển Manche vẫn bị dời đến ngày thứ chín, tức là sau 5 ngày trì hoãn để có thời gian tập trung đầy đủ các sư đoàn bộ binh cùng tiến quân với các đơn vị thiết giáp thành một khối thống nhất.
Theo đó, Kế Hoạch Vàng đã ra đời, với trung tâm của sự thắng lợi là Cụm Tập đoàn quân A của tướng von Rundstedt. Trong khi Cụm Tập đoàn quân B của tướng von Bock xâm chiếm Bỉ và Hà Lan, lôi kéo quân đội Đồng Minh tiến vào mặt trận này, thì đội quân của von Rundstedt sẽ tấn công về phía tây tại khu vực biên giới giữa Bỉ và Luxembourg, chọc thủng phòng tuyến Meuse ở khoảng giữa Sedan và Namur, băng qua dãy Ardennes. Còn Cụm Tập đoàn quân C của tướng von Leeb sẽ cầm chân các đơn vị của Pháp tại phòng tuyến Maginot và sông Rhine.
Ngay cả khi đã được sửa đổi theo các nguyên tắc truyền thống, kế hoạch mới vẫn gây ra một làn sóng phản đối từ phần đông các tướng lĩnh Đức. Họ nghĩ rằng là hoàn toàn vô trách nhiệm khi tập trung các lực lượng tại một vị trí không thể được tiếp tế đầy đủ, khi mà tuyến đường tiếp tế không hợp lý có thể dễ dàng bị người Pháp cắt đứt. Nếu phe Đồng Minh không phản ứng như mong đợi thì cuộc tấn công của Đức sẽ trở thành một thảm hoạ. Thế nhưng Halder đã có một "thay đổi quan niệm đáng kinh ngạc", và sự phản đối này đã bác bỏ. Phần lớn các sĩ quan Đức kinh ngạc trước sự thay đổi này và gọi ông ta là "kẻ đào huyệt cho lực lượng thiết giáp". Halder đã bị chỉ trích bằng đúng cái cách mà ông ta đã bác bỏ kế hoạch do von Manstein đề xuất đầu tiên.
Halder lập luận rằng, vì vị trí chiến lược của Đức quá vô vọng nên cơ may giành chiến thắng quyết định dù nhỏ bé vẫn tốt hơn ngồi yên chịu thất bại. Bản kế hoạch còn ngụ ý rằng rất có khả năng quân Đồng Minh sẽ rút về phía nam. Halder nhấn mạnh nếu điều đó xảy ra, chiến thắng của Đức sẽ càng ít tốn kém hơn, đồng thời là một đòn nặng giáng vào danh tiếng của phe Đồng Minh khi họ bỏ rơi các quốc gia Vùng Đất Thấp. Hơn nữa như vậy sức mạnh tấn công của Đức sẽ không bị sứt mẻ gì, dẫn đến khả năng thực tế có thể tiến hành Fall Rot, cuộc tấn công chính vào nước Pháp ngay sau đó. Tuy nhiên, hành động quyết định này cần phải đợi cho đến khi hoàn thành thắng lợi Fall Gelb. Trong thực tế Đức chỉ lên kế hoạch tỉ mỉ cho chiến dịch trong vòng 9 ngày đầu tiên; chứ hoàn toàn không có thời gian biểu cụ thể cho cuộc tiến quân ra eo biển. Phần còn lại sẽ được bàn bạc và quyết định bởi các tướng lĩnh trên chiến trường. Sự linh động này đã có hiệu quả rất lớn theo dòng diễn biến các sự kiện sau này, và là điểm để các tướng chỉ huy thiết giáp tận dụng triển khai phương án của Manstein trong thực tế.
Tháng 4 năm 1940, vì những lý do chiến lược, Đức đã ưu tiên thực hiện chiến dịch Weserübung tấn công các nước trung lập Đan Mạch và Na Uy tại Scandinavia. Anh, Pháp và chính phủ Ba Lan tự do phản ứng lại bằng cách mở chiến dịch giúp đỡ Na Uy. Chỉ một phần nhỏ quân đội các nước tham gia mặt trận này. Mỗi bên mất khoảng 5.000 binh lính. Khi chiến dịch Na Uy sắp đến hồi kết thúc, bộ phận chủ lực quân đội Đức đã tập trung ở phía Tây và sẵn sàng tiến hành chiến dịch tấn công Pháp.

## Chiến lược của Đồng Minh

### Vùng Đất Thấp đối với Đồng Minh
Các tướng lĩnh Đồng Minh cho rằng do Pháp được che chở bởi phòng tuyến Maginot từ phía đông, cho nên hướng tấn công chính của Đức hầu như chắc chắn sẽ đi qua lãnh thổ Bỉ và Hà Lan. Tháng 9 năm 1939, Bỉ và Hà Lan vẫn là những nước trung lập. Họ cố gắng đứng ngoài cuộc chiến càng lâu càng tốt bằng cách dựa vào chính sách trung lập tuyệt đối. Người Bỉ đã cho chấm dứt hiệp ước Pháp-Bỉ 1920 vào năm 1936. Quốc gia này không cho người Pháp thanh tra hệ thống phòng thủ của mình cho đến tháng 3 năm 1940, khi một lữ đoàn trưởng Pháp đơn lẻ mặc thường phục được phép đi ô tô xem xét và chứng kiến tình trạng yếu kém của họ.:56 Tuy vẫn bí mật thương lượng với phe Đồng Minh cho một sự hợp tác trong tương lai phòng khi người Đức xâm chiếm lãnh thổ của mình, nhưng Hà Lan và Bỉ vẫn không công khai chuẩn bị cho cuộc chiến. Tổng tư lệnh tối cao quân đội Pháp, Maurice Gamelin, vào tháng 9 năm 1939 có đề nghị quân Đồng Minh nên tận dụng cơ hội Đức đang vướng chân ở Ba Lan mà tiến vào chiếm giữ Vùng Đất Thấp trước, nhằm dọn đường cho cuộc tấn công Đức sau này. Tuy nhiên đề nghị này không được chính phủ Pháp hưởng ứng.
Các lý do chiến lược đã dẫn đến quyết định của Đồng Minh là sẽ tiến quân và giao chiến trên lãnh thổ Bỉ khi cuộc tấn công của Đức nổ ra. Chính phủ Anh cần đảm bảo bãi biển Flanders phải nằm trong quyền kiểm soát của Đồng Minh để nó không trở thành căn cứ không quân-hải quân Đức, gây đe dọa cho uy thế về hải quân của Anh. Người Pháp thì xác định rõ rằng Bỉ là một vùng đệm chiến lược để ngăn chặn cuộc tấn công của Đức từ xa về phía đông, nhằm giữ cho giao tranh nằm bên ngoài lãnh thổ Pháp, và cũng là để tạo bàn đạp tấn công Đức về sau.

### Những hoạt động ban đầu

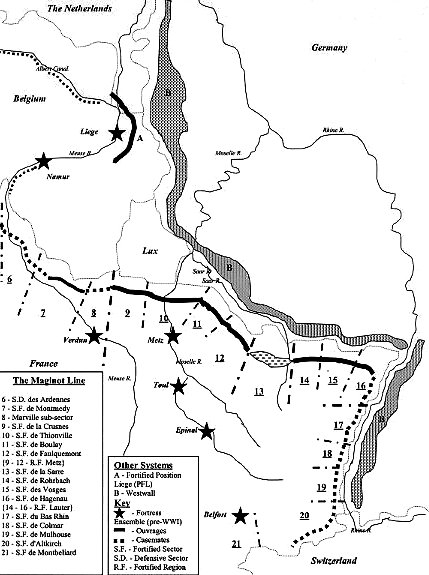
Phòng tuyến Maginot của Pháp

Sau khi Đức tấn công Ba Lan, ngày 7 tháng 9 năm 1939, người Pháp đã bắt đầu cuộc tấn công Saar và cho binh lính vượt qua phòng tuyến Maginot tiến sâu 5 km vào vùng Saar. Cuộc tấn công chỉ được tiến hành một cách hình thức để thể hiện tinh thần của Liên Minh Pháp-Ba Lan (1921) theo những cam kết trước chiến tranh với Ba Lan về việc mở một cuộc tấn công cứu viện ở phía tây. Pháp đã huy động 40 sư đoàn và 2.500 xe tăng chống lại các lực lượng phòng giữ biên giới Tây Đức bao gồm 22 sư đoàn chất lượng kém, không có quân thiết giáp, đạn được chỉ đủ cho ba ngày giao tranh. Họ tiến quân cho đến khi gặp phòng tuyến Siegfried mỏng manh và được bố phòng yếu ớt. Theo đánh giá của Wilhelm Keitel, sau này là người đứng đầu Bộ tư lệnh tối cao các lực lượng vũ trang Đức (OKW), quân đội Pháp lúc đó hoàn toàn có khả năng dễ dàng chọc thủng phòng tuyến yếu kém này và thâm nhập sâu hơn nhiều vào trận tuyến của Đức, nhưng họ lại muốn một cuộc chiến phòng ngự nên ngày 17 tháng 9, Gamelin đã ra lệnh rút quân về các vị trí xuất phát, lực lượng quân Pháp cuối cùng rời khỏi Đức vào ngày 17 tháng 10.
Sau tháng 10, Đồng Minh đã quyết định sẽ không mở màn cuộc chiến trong năm 1940, cho dù nhiều bộ phận chủ chốt của quân đội Pháp từ những năm 1930 đã được huấn luyện chuẩn bị cho công tác tấn công. Đồng Minh tin tưởng rằng cho dù không có một mặt trận ở phía đông châu Âu, chính phủ Đức cũng sẽ bị mất ổn định bởi một cuộc phong toả như trong chiến tranh thế giới thứ nhất. Trong trường hợp chế độ Quốc xã không sụp đổ - khả năng này rất có thể xảy ra - trong năm 1940 một chương trình hiện đại hoá và mở rộng quy mô lớn cho các lực lượng Đồng Minh sẽ được thực hiện, tận dụng các ưu thế hiện tại vượt trội hơn hẳn Đức trong sản xuất quân sự để xây dựng lực lượng một cơ giới áp đảo, với khoảng 2 chục sư đoàn thiết giáp, rồi sẽ tiến hành một cuộc tấn công quyết định vào nước Đức trong mùa hè năm 1941.
Rõ ràng là Đức có thể tấn công trước, và một chiến lược phải được chuẩn bị cho tình huống đó. Cả Pháp lẫn Anh đều không lường trước được thất bại nhanh chóng của Ba Lan, và chiến thắng chóng vánh của Đức đã làm họ hoang mang. Hầu hết tướng lĩnh Pháp đều tán thành đường lối thận trọng. Họ tính toán rằng có ba khả năng lựa chọn cho cuộc tấn công của Đức: một là qua Thụy Sĩ, hai là qua đường biên giới với Pháp và ba là qua lãnh thổ Bỉ và Hà Lan, trong đó khả năng thứ ba là cao nhất. Một số tướng lĩnh cho rằng hướng tấn công chính của Đức có thể đi qua chính diện Meuse - Moselle, nên đề xuất giữ một lực lượng lớn làm dự bị tại khu vực trung tâm, phía bắc Paris để sẵn sàng điều chuyển đối phó với mọi tình huống. Nếu thực sự người Đức tiến hành một cuộc hành quân qua vùng Flanders, họ sẽ bị sa lầy ở miền bắc nước Pháp, khi mà bộ binh của họ bị kiệt sức và cạn kiệt nguồn tiếp tế. Nếu họ cố gắng tấn công mặt trận trung tâm của Đồng Minh, những lực lượng dự bị này sẽ được bố trí hợp lý để ngăn chặn. Nếu Đức tiến quân qua Thuỵ Sĩ, lực lượng dự bị lớn này sẽ sẵn sàng để giáng cho họ một đòn bất ngờ.

### Kế hoạch Dyle - Breda

Bản đồ kế hoạch Dyle-Breda.

Tổng tư lệnh tối cao quân đội Pháp, Maurice Gamelin, đã bác bỏ lối suy nghĩ này với nhiều lý do khác nhau. Trước tiên là về mặt chính trị, không thể có việc bỏ mặc các nước Vùng Đất Thấp với số phận của họ, cho dù đó có thể là một quan điểm hành động khôn ngoan, và chắc chắn là chính phủ Anh nhất quyết đòi bờ biển Flanders phải nằm dưới sự kiểm soát của Đồng Minh. Thứ hai là cuộc tấn công năm 1941 sẽ không thể kết thúc cuộc chiến nếu bắt đầu bằng việc tấn công các lực lượng Đức cố thủ ở trung tâm nước Bỉ từ miền bắc Pháp. Cuộc tấn công của Đức cần phải bị chặn lại càng xa về phía đông càng tốt. Cuối cùng và cũng là lý do thuyết phục nhất đối với Gamelin là ông ta không cho rằng quân đội Pháp có thể chiến thắng bằng vận động chiến với quân đội Đức trên chiến trường tác chiến rộng lớn của nước Pháp. Nước Bỉ sẽ đem lại một mặt trận hẹp hơn nhiều để có thể ngăn chặn quân Đức. Các sư đoàn bộ binh Pháp vẫn chưa được cơ giới hoá cẩn thận. Những sự kiện ở Ba Lan đã củng cố quan điểm của ông. Cần phải tránh đương đầu bằng mọi giá, và Gamelin đi đến kết luận rằng việc tiến quân đến sông Dyle và chuẩn bị tại đó một trận tuyến hầm hào sẽ cứu được phần lớn những vùng công nghiệp của Bỉ khỏi rơi vào tay người Đức. Những đơn vị tinh nhuệ nhất của Pháp sẽ theo Lực lượng Viễn chinh Anh lên phía bắc chặn quân Đức tại tuyến KW (Koningshooikt-Wavre), được các nước Đồng Minh gọi là tuyến Dyle-Breda, là tuyến phòng ngự dọc theo sông Dyle, phía đông nước Bỉ, trên một mặt trận liên kết chặt chẽ sít sao quân đội 3 nước Anh, Bỉ và Pháp.
Gamelin không quyết đoán trong việc xác định ý đồ của mình. Lúc đầu, vào tháng 10 năm 1939, ông ta đề xuất phiên bản kế hoạch E (viết tắt của từ "Escaut" - tên tiếng Pháp của sông Scheldt ở Flanders) với chủ định chỉ bảo vệ bờ biển Flanders. Nó sẽ bao gồm một cuộc tiến quân của người Pháp vào lãnh thổ Hà Lan. Các Tập đoàn quân số 9 và số 1 hùng mạnh của Pháp sẽ phòng giữ trận tuyến tại Bỉ, từ Wavre đến Givet. Tập đoàn quân số 7 Pháp sẽ phòng thủ trên sông Scheldt và liên kết với các lực lượng Hà Lan. Còn quân đội Bỉ trấn giữ tuyến Ghent-Antwerp. Họ sẽ được tăng viện bằng lực lượng quân đội Anh tại khu vực gần Brussels.
Kế hoạch này bị chỉ trích vì nó bỏ mặc Hà Lan và phần bắc nước Bỉ cho quân Đức, đồng thời không liên kết được các lực lượng Bỉ tập trung ở phía bắc theo thỏa thuận riêng giữa Bỉ với Đồng Minh, hơn nữa phòng tuyến vừa dài lại có một khúc lồi rất lớn quay về phía đối phương, gây khó khăn cho việc phòng thủ. Và Gamelin đã phải trình bày đề xuất tiếp theo của mình, kế hoạch D (mật danh của Kế hoạch Dyle) vào tháng 11 năm 1939, theo quan điểm có ý nghĩa hơn kế hoạch E là cho dời phòng tuyến đến dọc theo sông Dyle ngắn hơn, đồng thời đưa 1 Tập đoàn quân qua Antwerp tới Breda, Hà Lan - và nhận được sự đồng ý của Anh.
Ngày 17 tháng 11, Đồng Minh đã quyết định về nguyên tắc việc thực hiện kế hoạch này. Sự cố Mechelen ngày 10 tháng 1 năm 1940 đã góp phần khẳng định rằng kế hoạch của Đức phù hợp với những gì Gamelin mong đợi. Tuy nhiên, Lord Gort, Tư lệnh Lực lượng Viễn chinh Anh (B.E.F.), đã bắt đầu nghi ngờ rằng cuộc tiến công của Đức sẽ không giống những gì Gamelin dự đoán ban đầu. Nguyên nhân chính của sự phản đối là kế hoạch này quá mạo hiểm. Các lực lượng Đồng Minh cần phải hoàn thành cuộc tiến quân và tổ chức phòng thủ trước khi người Đức đến được phòng tuyến Dyle, như vậy xem ra chỉ có vừa đủ thời gian. Khi cố thủ họ sẽ gặp khó khăn trong việc đối phó với chiến lược bất ngờ của Đức, và nguồn tiếp tế nhiên liệu của họ cũng cần được bổ sung. Vấn đề tiếp theo là phòng tuyến này rất dễ bị tổn thương trước sức mạnh chủ lực của Đức, là lực lượng lớn các máy bay ném bom chiến thuật. Dường như không có gì ngăn cản chúng phá vỡ phòng tuyến bằng một trận oanh kích ồ ạt, buộc quân Pháp phải lao vào một trận chiến trực diện sau đó.
Gamelin đã thành công trong việc chống lại những luận cứ này bằng cách giả định có vẻ hợp lý rằng người Đức sẽ cố gắng đột phá bằng các lực lượng cơ giới tập trung, mà các lực lượng này không có cơ may xuyên qua phòng tuyến Maginot ở sườn phải, hoặc chiến thắng được các lực lượng Đồng Minh tập trung bên sườn trái. Chỉ còn lại khu trung tâm, nhưng hầu hết khu vực này đã được che chở bởi sông Meuse uốn khúc trên địa hình gập ghềnh của vùng Ardennes. Xe tăng sẽ không thể đánh bại được các vị trí kiên cố bên bờ sông. Tuy nhiên, tại Namur, sông Meuse đột ngột rẽ về phía Đông tạo thành một khoảng trống nằm giữa nó với sông Dyle. Đó là "khe hở Gembloux", một địa điểm lý tưởng cho chiến tranh cơ giới, một ví trí xung yếu hết sức nguy hiểm. Gamelin quyết định tập trung một nửa lực lượng thiết giáp dự bị tại đây, vì ông ta tin chắc rằng mũi tấn công chính của Đức sẽ đi vùng đồng bằng Bỉ-Hà Lan. Với giả thuyết rằng thời điểm quyết định của chiến dịch sẽ diễn ra dưới hình thức của một trận chiến xe tăng khổng lồ, ông ta bỏ qua vấn đề về lực lượng máy bay ném bom chiến thuật của Đức bởi những cuộc không kích được cho là có ít hiệu quả đối với các đơn vị thiết giáp di động, những chiếc xe tăng sẽ rất khó bị đánh trúng. Tất nhiên người Đức có thể cố gắng vượt sông Meuse bằng bộ binh ở phía nam Namur, nhưng ông ta tin tưởng vào khả năng phòng giữ của người Bỉ, cũng như tin rằng dù quân Đức có vượt qua được sông Meuse thì họ cũng phải mất rất nhiều thời gian để tập kết pháo binh hỗ trợ cho bộ binh lập đầu cầu, và do đó vẫn có đủ thời gian chuyển quân tăng viện. Gamelin đã không nghiên cứu đến trường hợp quân Đức đột phá ở phía nam, và thế là đã không hề có sự chuẩn bị nào cho việc triệt thoái các lực lượng Đồng Minh ra khỏi nước Bỉ.
Gamelin vẫn tiếp tục kế hoạch của mình bất chấp những lời chỉ trích lặp đi lặp lại từ phía cấp dưới. Trong đó, Gaston Billotte (tổng tư lệnh Cụm Tập đoàn quân số 1) và Alphonse Joseph Georges (tổng tư lệnh mặt trận Đông Bắc Pháp, bao gồm cả Cụm Tập đoàn quân số 1 và số 2) là phản đối kịch liệt nhất. Georges đã chỉ ra một vấn đề quyết định. Ông cho rằng Gamelin đã quá chắc chắn về kế hoạch mà Đức sẽ áp dụng, cũng như về diễn biến chính của cuộc chiến sẽ diễn ra ở Hà Lan và Bỉ. Ông chỉ ra rằng dường như Gamelin đang tự để mình bị lôi kéo vào Vùng Đất Thấp. Georges thậm chí còn giả thiết rằng cuộc tấn công ở Bỉ có thể chỉ là nghi binh. Trong trường hợp đó, nếu các lực lượng chủ lực đã bị điều đến Bỉ và "đòn tấn công chính của đối phương đánh vào trung tâm của chúng ta, trên mặt trận nằm giữa Meuse và Moselle, chúng ta có thể bị tước đoạt những phương tiện cần thiết để đẩy lùi nó".
Trong những tháng đầu năm 1940 quy mô và tính sẵn sàng của quân đội Pháp tiến triển đều đặn, và Gamelin bắt đầu cảm thấy đủ tự tin để đề xuất một chiến lược nhiều tham vọng hơn. Ông ta không có ý định tấn công trực diện vào khu vực được củng cố vững chắc của Đức, phòng tuyến Bức tường Tây (tuyến Siegfried) trong năm 1941, thay vào đó là kế hoạch đánh bọc sườn từ phía bắc, mà 4 năm sau đó Bernard Montgomery đã dự định tiến hành trong chiến dịch Market Garden. Để đạt được mục đích này, lý tưởng nhất là có một bàn đạp trên bờ bắc sông Rhine. Lúc này người Hà Lan đã thiết lập 3 tuyến phòng thủ: tuyến đầu tiên dọc theo các con sông IJssel và Meuse, thứ hai là tuyến Grebbe và vùng đầm lầy Peel ở phía nam và cuối cùng là chiến khu quốc gia "pháo đài Holland" - với những vùng ngập nước bao quanh khu vực các thành phố chính là Rotterdam, Amsterdam, Utrecht, Den Haag. Vậy nên Gamelin đã thay đổi mục tiêu của kế hoạch là quân đội Pháp cần phải duy trì mối liên hệ từ phía bắc Antwerp với khu "pháo đài Holland" này. Ông giao nhiệm vụ này cho lực lượng dự bị chiến lược duy nhất của mình, Tập đoàn quân số 7, sẽ tiến vào trung tâm Hà Lan để hỗ trợ quân đội nước này đồng thời đe dọa vùng Ruhr, một khu công nghiệp lớn của Đức. Lực lượng dự bị duy nhất này bao gồm toàn các sư đoàn riêng lẻ. Lại có thêm nhiều phản đối về "kế hoạch Dyle-Breda" này trong nội bộ quân đội Pháp, nhưng Gamelin lại nhận được sự ủng hộ mạnh mẽ từ phía chính phủ Anh, vì Hà Lan rất thích hợp làm một căn cứ lý tưởng để người Đức mở một chiến dịch bằng không quân vào Anh quốc.
Việc phát triển chiến lược của phe Đồng Minh đã hoàn toàn do người Pháp đảm nhiệm. Người Anh, chấp nhận là đối tác yếu hơn trong liên minh, đã tán thành đề xuất của Pháp.

### Tình báo Đồng Minh
Trong mùa đông 1939-1940, tổng lãnh sự Bỉ tại Cologne đã bắt đầu đoán biết được tiến triển kế hoạch mà Von Manstein đang xây dựng. Họ suy ra, dựa vào các tin tình báo, rằng quân đội Đức đang tập trung dọc theo biên giới Bỉ và Luxembourg. Người Bỉ tin chắc rằng quân Đức sẽ đột phá qua dãy Ardennes và hướng đến eo biển Manche không ngoài mục đích cắt đôi chiến tuyến quân Đồng Minh tại Bỉ và đông bắc Pháp. Họ còn dự đoán rằng người Đức sẽ cố gắng đổ bộ các lực lượng không vận và tàu lượn xuống phía sau chiến tuyến Đồng Minh để phá vỡ hệ thống công sự của Bỉ. Nhưng những lời cảnh báo đã không được người Pháp hay người Anh lưu tâm để ý tới.
Tháng 3 năm 1940, tình báo Thụy Sĩ đã phát hiện được 6 đến 7 sư đoàn Panzer trên biên giới Đức-Luxembourg-Bỉ. Thêm nhiều sư đoàn cơ giới khác cũng bị phát hiện ở khu vực này. Nhờ trinh sát hàng không, tình báo Pháp cũng đã nhận thấy rằng quân Đức đang cho làm nhiều phà trên sông Our tại biến giới Đức-Luxembourg. Tùy viên quân sự Pháp tại Berne cảnh báo rằng mũi tấn công chính của Đức sẽ là ở trên sông Meuse tại Sedan, vào khoảng ngày 8 đến 10 tháng 5 năm 1940. Bản báo cáo này được đề ngày 30 tháng 4 năm 1940. Nhưng những báo cáo đó đều hầu như không gây được tác động gì đến Gamelin, cũng giống như những báo cáo tương tự từ các nguồn trung lập như Vatican, và việc một phi công Pháp trông thấy đoàn xe thiết giáp Đức dài cả trăm cây số bên trong lãnh thổ Đức đang hướng tới biên giới Luxembourg.:53

## Lực lượng và bố trí

### Quân đội Đức Quốc xã

Bố trí lực lượng và ý đồ tiến quân của hai bên.

#### Lực lượng
Đức đã động viên được 4.200.000 người cho lục quân (Heer), 1.000.000 cho không quân (Luftwaffe), 180.000 cho hải quân (Kriegsmarine), và 100.000 cho lực lượng Waffen-SS. Do từ năm 1919 chế độ cưỡng bức tòng quân không được thực hiện theo điều khoản của hòa ước Versailles (bị chính phủ Đức bác bỏ từ năm 1935) nên trong các năm 1939–1940, Đức có 45% quân số đã 40 tuổi trở lên, 50% binh lính mới chỉ qua vài tuần lễ huấn luyện và thường được trang bị nghèo nàn hơn nhiều so với Pháp và Anh, thậm chí là chỉ ngang bằng mức trang bị của quân Đức năm 1914. Vào mùa xuân năm 1940, quân đội Đức vẫn đang trong tình trạng bán hiện đại. Có một số lượng nhỏ các sư đoàn tinh nhuệ được trang bị tốt nhất đã bù đắp lại nhiều sư đoàn hạng hai và hạng ba.
Không tính đến các bộ phận tại Ba Lan, Đan Mạch và Na Uy, lục quân Đức có tổng cộng 3.000.000 người phục vụ cho cuộc tấn công ngày 10 tháng 5 năm 1940. Lực lượng này được tổ chức thành 157 sư đoàn. Trong đó, 135 sư đoàn được dùng cho việc tấn công, 42 sư đoàn làm dự bị. Hitler cảm thấy đủ tự tin vào cuộc liên minh với Stalin nên chỉ để lại 7 sư đoàn tại biên giới phía đông của đế chế Đức Quốc xã.
Trong tháng 5 và tháng 6, quân Đức đã triển khai ở phía tây 2.439 xe tăng (bao gồm 523 Panzer I, 955 Panzer II, 349 Panzer III, 278 Panzer IV, 106 Panzer 35(t) và 228 Panzer 38(t)) và 7.378 khẩu pháo cùng đạn dược dự trữ đủ cung cấp cho 6 tuần lễ tấn công. Chỉ có 10% lục quân Đức được cơ giới hóa trong năm 1940 và chỉ có thể tập hợp được 120.000 xe cộ so với con số 300.000 của Pháp. Người Anh cũng có một lực lượng cơ giới "đáng ganh tỵ" so với Đức. Hầu hết đoàn xe hậu cần của Đức vẫn là xe ngựa kéo.

#### Bố trí
Quân đội Đức chia làm 3 cụm quân: 
- Cụm Tập đoàn quân A do Gerd von Rundstedt chỉ huy, có 45½ sư đoàn, trong đó có 7 sư đoàn thiết giáp và 3 sư đoàn bộ binh cơ giới,[53] đóng vai trò chủ công của mũi thọc sâu lưỡi hái[ct 9]. Bao gồm 3 tập đoàn quân: Tập đoàn quân số 4, số 12 và số 16. Có 3 quân đoàn thiết giáp: Quân đoàn Panzer 15 được giao cho Tập đoàn quân số 4, 2 quân đoàn khác (Quân đoàn Panzer 41 của tướng Reinhardt và Quân đoàn Panzer 19 của tướng Guderian) được hợp nhất với Quân đoàn 14 (có 2 sư đoàn bộ binh cơ giới) thành một lực lượng tác chiến độc lập đặc biệt gọi là "Cụm Panzer Kleist" (Panzergruppe Kleist - tên chính thức là Quân đoàn 22).[53][107]
- Cụm Tập đoàn quân B do Fedor von Bock chỉ huy, có 29½ sư đoàn, gồm Tập đoàn quân số 6 (có 2 sư đoàn thiết giáp) và số 18 (có 1 sư đoàn thiết giáp), với nhiệm vụ tiến qua Vùng Đất Thấp và dụ chủ lực Đồng Minh tiến lên nghênh chiến.[108]
- Cụm Tập đoàn quân C, do Wilhelm Ritter von Leeb chỉ huy, có 18 sư đoàn, bao gồm 2 Tập đoàn quân số 1 và 7, chịu trách nhiệm đề phòng một đòn bọc sườn từ phía đông và tiến hành hộ công vào phòng tuyến Maginot và thượng nguồn sông Rhine từ phía đông.[108]

#### Thông tin liên lạc
Lá chủ bài thực sự của người Đức chính là hệ thống radio. Tất cả các xe tăng Panzer đều có trang bị radio, cho phép họ liên lạc truyền thông với các đơn vị khác. Điều này giúp quân thiết giáp Đức phản ứng rất nhanh với những biến đổi liên tục của tình hình chiến trường. Nó cho phép có những thay đổi vào phút cuối về chiến thuật và giúp ứng biến nhanh hơn nhiều so với đối phương. Một số chỉ huy đã xem khả năng liên lạc là phương thức chiến đấu căn bản. Sự chặt chẽ của radio thậm chí còn được coi là quan trọng hơn cả bắn chính xác. Thông tin liên lạc cho phép xe tăng Đức phối hợp với cả đội hình của mình, để cùng tạo nên hỏa lực hiệu quả lớn trong tấn công và phòng thủ. Điều này đã bù đắp lại bất lợi của Đức về số lượng và trang bị so với lực lượng thiết giáp được triển khai rải rác như một vũ khí yểm trợ đơn lẻ của Pháp. Người Pháp cũng không có radio và các mệnh lệnh vẫn phải truyền miệng. Tất cả những điều này đã tạo cho quân Đức một ưu thế quyết định trong cuộc chiến.
Hệ thống radio đã vượt ra khỏi giới hạn giữa các xe tăng. Nó còn cho phép thiết liên lạc giữa các lực lượng trên không và dưới đất. Gắn liền với các sư đoàn Panzer là lực lượng Fliegerleittrupp (quân kiểm soát đường không chiến thuật) được giao cho các loại xe có bánh. Vì có quá ít xe chỉ huy Sd.Kfz. 251 nên nó không thể trở thành một cơ sở thống nhất cho cả quân đội, nhưng về lý thuyết vẫn cho phép lục quân trong một số trường hợp có thể gọi thẳng lên các đơn vị của Luftwaffe lúc đang tiếp đất hay cất cánh nhằm kêu gọi hỗ trợ bằng các đòn tấn công mà pháo binh không thể đáp ứng được. Trong cuộc tiến quân ra eo biển, quân đoàn của Guderian được cho là chưa bao giờ phải đợi quá 15–20 phút sau khi yêu cầu, là không quân Đức đã xuất hiện ở phía trên mục tiêu. Một lực lượng máy bay Junkers Ju 87 đặc biệt, Quân đoàn Không quân số 8 Đức (VIII. Fliegerkorps), chịu trách nhiệm hỗ trợ cuộc tiến quân ra biển của Cụm Tập đoàn quân A, đã bố trí một nhóm Ju 87 và một nhóm tiêm kích luôn luôn sẵn sàng để cất cánh ngay lập tức, và có thể đến nơi hỗ trợ cho các đơn vị thiết giáp trong thời gian trung bình từ 45 đến 75 phút kể từ lúc mệnh lệnh được ban hành.

#### Chiến thuật lục quân
Vũ khí chính của các lực lượng trên bộ của Đức là kiểu chiến đấu hiệp đồng binh chủng. Trái ngược với phe Đồng Minh, họ dựa vào các đơn vị tấn công có tính cơ động cao, với số lượng cân bằng giữa các đội hình pháo binh, bộ binh, công binh và xe tăng đã qua huấn luyện bài bản, tất cả kết hợp trong những sư đoàn Panzer. Họ cũng dựa vào hệ thống liên lạc tuyệt vời cho phép đột nhập vào một vị trí và khai thác nó trước khi đối phương kịp phản ứng. Các sư đoàn Panzer có thể tiến hành nhiệm vụ trinh sát, hành quân bắt liên lạc, phòng thủ và tấn công các vị trí quan trọng hay các điểm yếu. Các vị trí này sau đó sẽ được bộ binh và pháo binh nắm giữ để làm bàn đạp cho các cuộc tấn công tiếp theo. Mặc dù xe tăng của Đức không được thiết kế để phục vụ cho các trận chiến tăng đấu tăng, chúng có thể chiếm giữ trận địa và đẩy quân thiết giáp đối phương vào các phòng tuyến chống tăng của các sư đoàn. Điều này giúp bảo toàn lực lượng xe tăng để có thể tiến hành các bước tấn công tiếp theo. Hậu cần của các đơn vị này là tự túc, đủ cho 3 đến 4 ngày chiến đấu. Các sư đoàn Panzer sẽ được hỗ trợ bằng các sư đoàn bộ binh và cơ giới.
Lục quân Đức không có được loại xe tăng chiến đấu hạng nặng ghê gớm như Char B1 của Pháp. Xét theo trang bị vũ khí và lớp giáp, các xe tăng của Pháp đều trội hơn cả về thiết kế lẫn số lượng (mặc dù các xe cộ của Đức nhanh hơn và đáng tin cậy hơn về mặt máy móc). Nhưng dù bị áp đảo về số lượng pháo binh và xe tăng, lục quân Đức lại có được một số lợi thế quan trọng so với đối thủ. Mỗi tổ lái xe tăng Panzer có năm người; gồm 1 chỉ huy, 1 xạ thủ, 1 người nạp đạn, 1 lái xe và 1 thợ máy. Mỗi người được đào tạo một kiểu riêng biệt theo chuyên môn, cho phép họ tập trung vào nhiệm vụ của mình tạo nên một tổ chiến đấu hiệu quả cao. Tổ lái của Pháp có ít người hơn, và viên chỉ huy kiêm luôn nhiệm vụ nạp đạn cho khẩu súng lớn. Điều này làm cho anh ta bị phân tán khỏi nhiệm vụ chính của mình là quan sát và triển khai chiến thuật, khiến cho việc chiến đấu kém hiệu quả hơn nhiều so với Đức.
Ngay cả trong các đội hình bộ binh, người Đức cũng có ưu thế với học thuyết Auftragstaktik (nhiệm vụ chiến thuật), theo đó các sĩ quan được quyền chủ động sử dụng óc sáng tạo của mình nhằm đạt được ý định của cấp chỉ huy, và được quyền kiểm soát những vũ khí hỗ trợ cần thiết; ví dụ: một trung đoàn bộ binh Đức có 12 khẩu pháo bộ binh hạng nặng 150 ly. Trong khi ấy thì các đội hình của Anh dựa trên cơ cấu mệnh lệnh tập trung, và các sĩ quan phải gọi về tổng hành dinh pháo binh của sư đoàn để xin hỗ trợ hỏa lực. Cách kiểm soát tập trung này giúp người Anh có lợi thế trong các hoạt động dàn quân chính thức, nhưng lại gây bất lợi trong những tình huống chiến thuật thay đổi nhanh chóng đòi hỏi tính ứng biến.

#### Không quân
Không quân Đức (Luftwaffe) chia lực lượng 2 cụm: 1.815 máy bay chiến đấu, 487 máy bay vận tải và 50 tàu lượn phối hợp với Cụm Tập đoàn quân B, 3.286 máy bay chiến đấu khác hỗ trợ Cụm Tập đoàn quân A và C.
Nhiệm vụ chính của không quân Đức là tiến hành yểm trợ bám sát mặt đất bằng các máy bay ném bom bổ nhào và máy bay ném bom hạng trung. Vào năm 1940, ngoại trừ một bộ phận nguồn lực vẫn phải sử dụng rộng rãi để phục vụ cho chiến lược quốc gia, thì Luftwaffe là một lực lượng đại thể căn bản không có học thuyết chủ đạo chặt chẽ. Nó rất linh hoạt và có thể thực hiện hiệu quả cả hoạt động ném bom tác chiến, chiến thuật lẫn chiến lược. Linh hoạt chính là sức mạnh của Luftwaffe trong năm 1940. Trong khi không lực Đồng Minh trong năm đó bị trói buộc vào nhiệm vụ yểm trợ cho lục quân, thì Luftwaffe triển khai nguồn lực của mình theo nhiều hướng hoạt động hơn, từ các nhiệm vụ chiếm ưu thế trên không sang việc đánh phá ngăn chặn địch ở tầm trung, từ các đòn đánh chiến lược cho đến nhiệm vụ yểm trợ trực tiếp tùy thuộc vào yêu cầu của các lực lượng trên chiến trường. Trong thực tế, Luftwaffe chưa phải là một vũ khí xung kích chuyên dụng cho quân thiết giáp, và chỉ có không đến 15% lực lượng của nó được bố trí để chi viện trực tiếp lục quân trong năm 1939, vì đó không phải nhiệm vụ chính của nó.

#### Phòng không
Người ta thường cho rằng Đức còn có lợi thế lớn so với Đồng Minh về hỏa lực phòng không. Nhưng trên thực tế, số liệu trích dẫn thường thấy về 2.600 khẩu pháo phòng không 88 ly hạng nặng cùng 6.700 khẩu 37 ly và 20 ly hạng nhẹ có vẻ như đề cập đến tổng số thống kê của toàn bộ lực lượng vũ trang Đức, tức là bao gồm cả hệ thống phòng không tại các thành phố và cảng biển của Đức, cũng như trang bị trong các đơn vị huấn luyện. Một bộ phận 9.300 khẩu pháo trên chiến trường sẽ đòi hỏi quân số tương ứng còn đông hơn cả toàn bộ Lực lượng Viễn chinh Anh. Số pháo phòng không thực tế dành cho các lực lượng tấn công là 85 khẩu đội pháo hạng nặng và 18 khẩu đội pháo hạng nhẹ trực thuộc Luftwaffe, 48 "đại đội" pháo hạng nhẹ không thể thiếu đối với các sư đoàn lục quân, và 20 "đại đội" pháo hạng nhẹ được phân phối cho các đội quân làm lực lượng dự bị sẵn có dưới quyền các tổng hành dinh trên cấp quân đoàn: tất cả khoảng 700 pháo 88 ly và 180 pháo 37 ly được cung cấp bởi các đơn vị mặt đất của Luftwaffe và 816 pháo 20 ly được cung cấp bởi lục quân.

### Quân đội Đồng Minh

#### Lực lượng

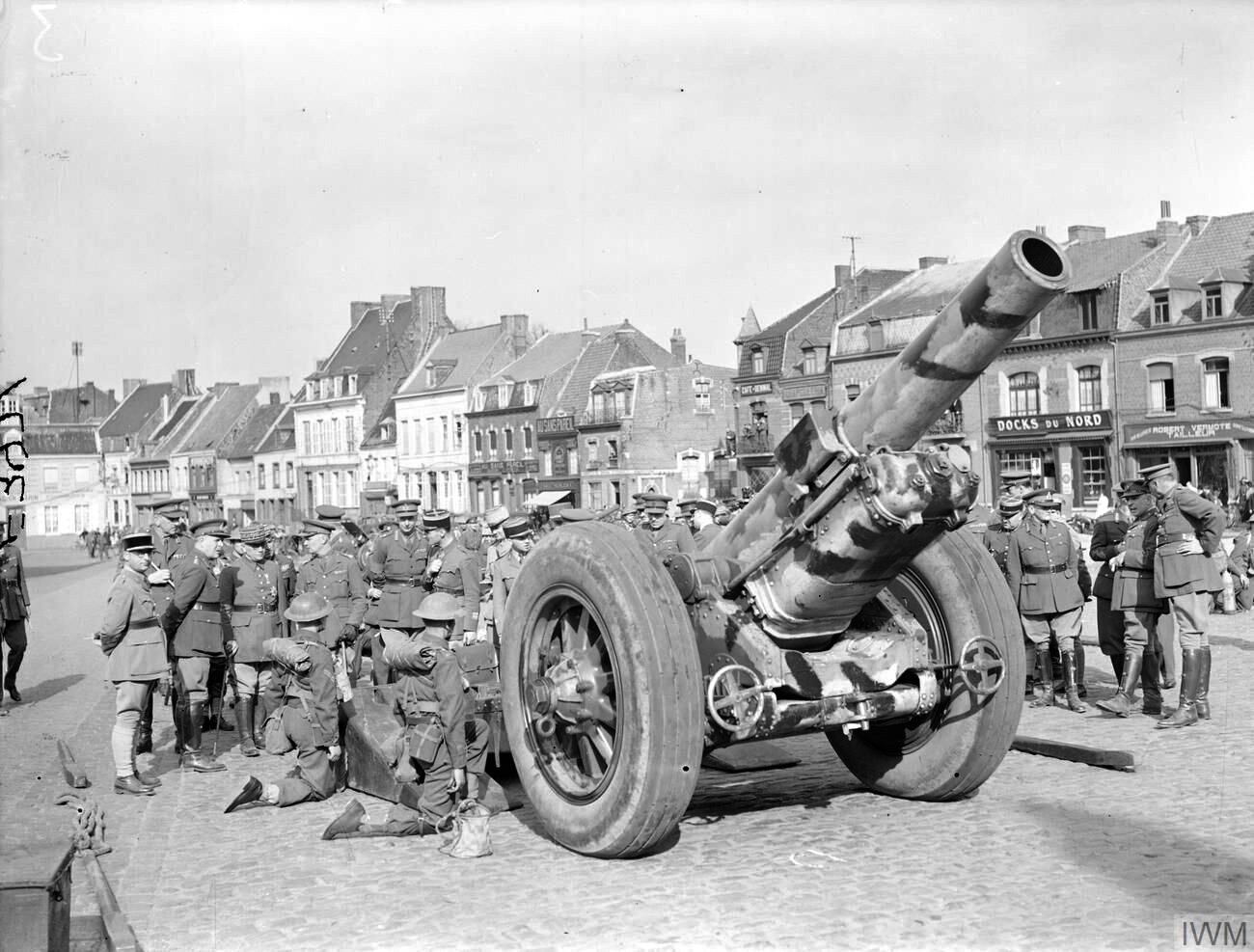
Tướng Pháp Alphonse Georges xem xét khẩu pháo 8 inch của Anh.

Nước Pháp đã huy động một tỷ lệ GNP của mình trong các năm 1918-1935 vào lĩnh vực quân sự nhiều hơn so với các cường quốc khác, và chính phủ Pháp đã bắt đầu một nỗ lực tái vũ trang lớn quy mô lớn vào năm 1936. Do tỉ lệ sinh đẻ thấp, dân số lại suy giảm trong chiến tranh thế giới thứ nhất và trong cuộc Đại suy thoái, nước Pháp lâm vào tình trạng thiếu nhân lực trầm trọng trong khi dân số chỉ bằng một nửa nước Đức. Bù lại, Pháp đã huy động được khoảng 1/3 dân số nam giới trong độ tuổi từ 20 đến 45, nâng tổng số lực lượng vũ trang lên đến 5.000.000 người. Nhưng trong đó chỉ có 2.240.000 phục vụ trong các đơn vị quân đội ở phía bắc. Người Anh đóng góp tổng cộng 897.000 quân trong năm 1939, và tăng lên 1.650.000 vào tháng 6 năm 1940, nhưng trong tháng 5 chỉ có 500.000 người, kể cả dự bị. Nguồn nhân lực của Hà Lan và Bỉ ước tính lần lượt là 400.000 và 650.000 người.

#### Lục quân

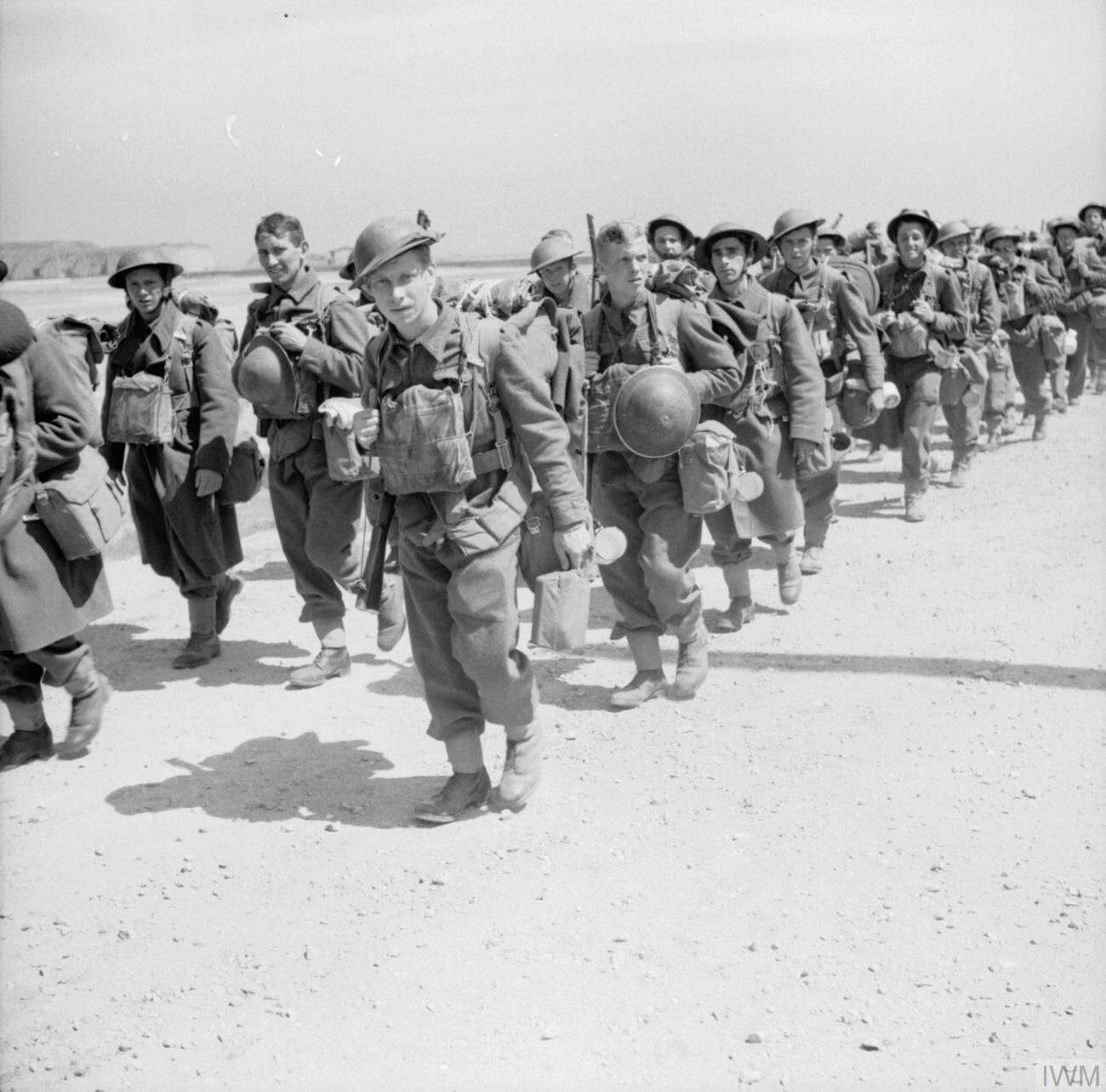
Quân lính Anh mới tới nơi đang di chuyển ra mặt trận, tháng 5 năm 1940

Pháp có tổng cộng 117 sư đoàn, trong đó 104 sư đoàn (bao gồm 11 là dự bị) được bố trí phòng thủ ở phía bắc. Lục quân Anh chỉ đóng góp 13 sư đoàn, 3 trong số đó vẫn chưa được tổ chức khi chiến dịch bắt đầu. Khoảng 22 sư đoàn Bỉ và 10 sư đoàn Hà Lan và 2 sư đoàn Ba Lan cũng góp phần vào binh lực phe Đồng Minh. Lục quân Pháp được cơ giới hóa nhiều hơn đối phương (người Đức vẫn phụ thuộc nhiều vào sức ngựa kéo). Mặc dù Hà Lan, Anh và Bỉ hầu như không có quân thiết giáp, nhưng Pháp lại sở hữu một lực lượng thiết giáp mạnh với 3.254 xe tăng hiện đại và pháo tự hành. Ngoài ra còn có thêm 1.200 chiếc nữa lấy ra từ kho hoặc biên chế trong các đơn vị mới thành lập, chưa kể 1.500 xe tăng FT-17 đời cũ. Ưu thế lực lượng cả về số lượng và chất lượng so với Đức đã được thể hiện ở thắng lợi chiến thuật trong trận Hannut, trận tăng chiến lớn nhất của toàn chiến dịch. Ngoài ưu thế xe tăng, Đồng Minh còn vượt trội về hỏa lực pháo với khoảng 14.000 khẩu, nhiều hơn 45% so với Đức. Trong đó lực lượng pháo binh Pháp ước tính có 10.700 khẩu pháo, Anh có 1.280 khẩu, Bỉ 1.338 khẩu và Hà Lan 656 khẩu.
Quân đội Pháp tuy có ưu thế về số lượng và sở hữu hỏa lực mạnh hơn nhưng lại có chất lượng không đồng đều. Họ có trong đội hình một số đơn vị rất mạnh, đặc biệt là các sư đoàn thiết giáp hạng nặng và hạng nhẹ (các sư đoàn thiết giáp dự bị DCR và cơ giới hạng nhẹ DLM), cùng nhiều sư đoàn bộ binh chuyên nghiệp. Tuy nhiên, cũng có nhiều sư đoàn gồm toàn lính dự bị, đã trên 30 tuổi và trang bị nghèo nàn. Một khuyết điểm nghiêm trọng về chất lượng sự thiếu hụt về pháo phòng không, pháo chống tăng và hệ thống liên lạc radio, bất chấp những nỗ lực của Gamelin trong việc xây dựng các đơn vị pháo binh cơ động. Trong Trận chiến nước Pháp ông ta đã sử dụng điện thoại và người tùy tùng để liên lạc với chiến trường; chỉ có 0,15% chi tiêu quân sự trong các năm 1923-1939 dùng cho radio và những thiết bị liên lạc khác.
Sự triển khai chiến thuật và sử dụng các đơn vị tác chiến cơ động của Pháp cũng kém hơn so với Đức. Về chiến thuật, quân thiết giáp bị dàn mỏng dọc theo phòng tuyến Pháp, các sư đoàn Pháp được yểm trợ bởi các tiểu đoàn tăng với khoảng 100 xe tăng, khiến chúng không thể tập trung thành một lực lượng mạnh độc lập về tác chiến. Tồi tệ hơn, chỉ có rất ít xe tăng Pháp trong mỗi đơn vị được trang bị radio, với chất lượng nhiều khi không đáng tin cậy, khiến cho việc liên lạc trở nên khó khăn. Xe tăng Pháp cũng có tốc độ chậm hơn nhiều so với các loại tăng Panzer (ngoại trừ loại SOMUA S35), và được thiết kế để hỗ trợ bộ binh, điều này sau đó đã bù đắp những bất lợi của quân Đức bằng ưu thế chiến thuật trên chiến trường. Năm 1940, học thuyết quân sự Pháp vẫn coi xe tăng chỉ là vũ khí hỗ trợ cho bộ binh. Kết quả là, tại nhiều thời điểm của chiến dịch, quân thiết giáp Pháp không thể phản ứng nhanh kịp bằng quân thiết giáp Đức.
Về mặt tác chiến, dường như người Pháp không nghĩ nhiều đến việc sử dụng các đơn vị thiết giáp như một vũ khí tấn công. Mặc dù trong những năm 1930 đã có một số chuyên gia quân sự, như đại tá Charles de Gaulle, đã cố gắng thuyết phục Bộ tư lệnh Tối cao về sự cần thiết của việc xây dựng những sư đoàn thiết giáp với sự hỗ trợ của không quân và bộ binh, nhưng chủ nghĩa bảo thủ quân sự đã ngăn cản "ý tưởng mới" này phát triển. Bộ tư lệnh Pháp vẫn tập trung vào việc phòng giữ các mặt trận rộng lớn và liên tục giống như những năm 1914-1918. Họ coi các lực lượng thiết giáp chỉ là phần thêm vào của các công sự cố định. Nhiệm vụ chủ yếu của chúng là phòng thủ, để đón đầu và ngăn cản đối phương trên những địa hình không có xây đắp công sự. Tình trạng đào tạo cũng không cân xứng: phần lớn các cán bộ chỉ được huấn luyện để bố trí cho các công sự cố định. Có rất ít công tác đào tạo về tác chiến cơ động được tiến hành trong khoảng từ tháng 9 năm 1939 đến tháng 5 năm 1940.

#### Bố trí

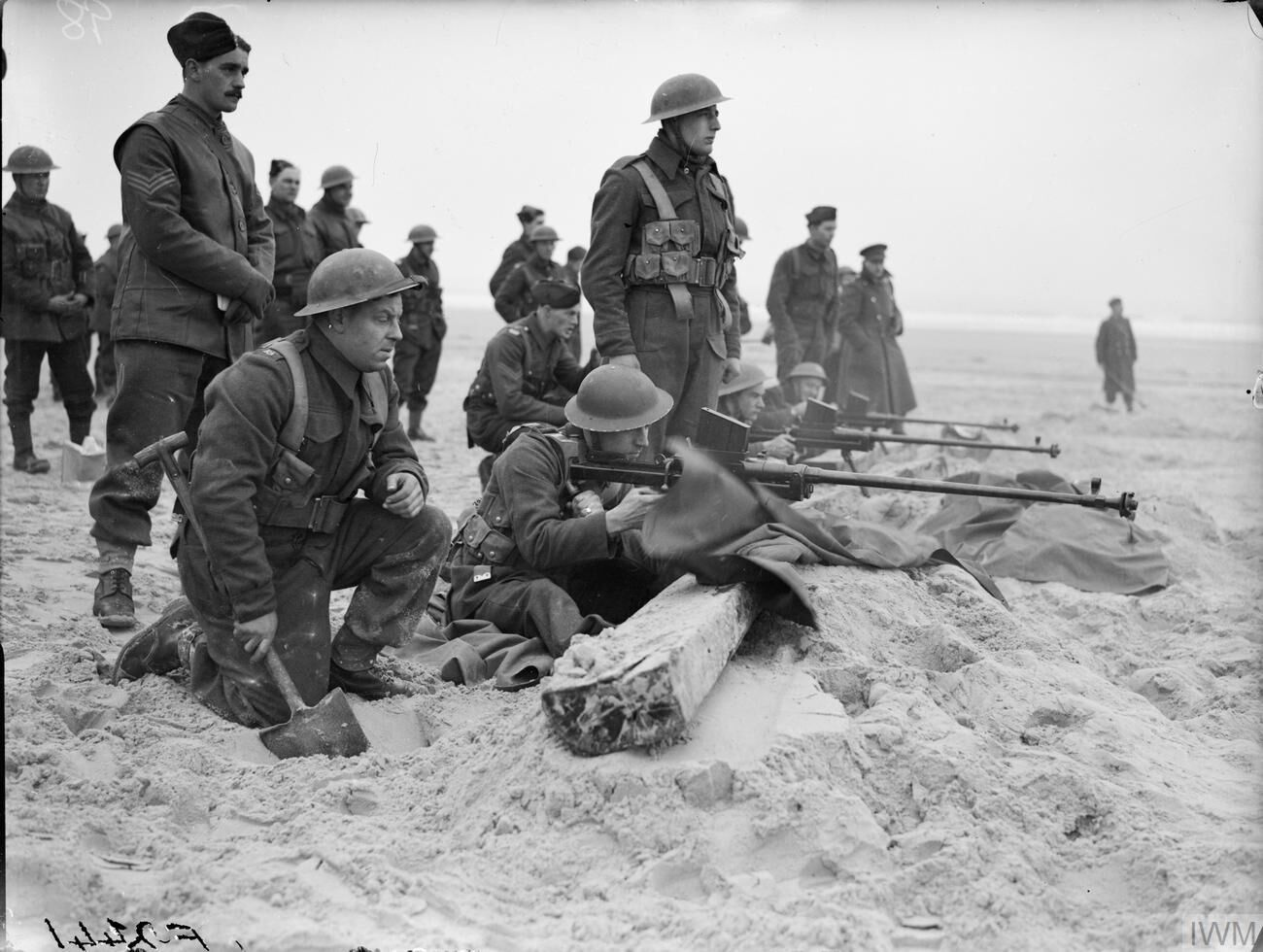
Quân lính Anh tại gần Etaples, tháng 2 năm 1940

Quân đội Pháp ở phía bắc có 3 Cụm Tập đoàn quân: Cụm Tập đoàn quân số 1 của tướng Gaston-Henri Billotte, gồm 40 sư đoàn tinh nhuệ (trong đó có Lực lượng Viễn chinh Anh do Gort chỉ huy) có nhiệm vụ tiến thẳng sang Vùng Đất Thấp. Cụm Tập đoàn quân số 2 của tướng André-Gaston Prételat bao gồm 26 sư đoàn và Cụm Tập đoàn quân số 3 (đóng ở cánh nam Cụm Tập đoàn quân số 2) của tướng Antoine-Marie-Benoit Besson bao gồm 36 sư đoàn cùng phòng giữ phòng tuyến Maginot ở phía đông.
Tập đoàn quân số 7, ban đầu đóng tại sườn trái gần bờ biển, được tăng cường bởi 1 sư đoàn cơ giới hạng nhẹ (Division Légère Mécanisée - DLM), dự định sẽ hành quân đến Breda - Hà Lan qua Antwerp. Cạnh đó về phía nam là 9 sư đoàn Lực lượng Viễn chinh Anh (BEF), sẽ tới phòng tuyến Dyle và đóng quân cạnh sườn phải của quân Bỉ, từ Louvain đến Wavre. Tập đoàn quân số 1, được tăng viện 2 sư đoàn cơ giới hạng nhẹ và 1 sư đoàn Thiết giáp Dự bị (DCR) trong lực lượng dự bị, đến phòng thủ khe hở Gembloux nằm giữa Wavre và Namur. Đội quân xa nhất về phía nam tham gia tiến vào Bỉ là Tập đoàn quân số 9, kiểm soát toàn bộ quân khu Meuse nằm giữa Namur và Sedan. Lord Gort, tư lệnh BEF, đã hy vọng rằng mình sẽ có từ 2 đến 3 tuần lễ chuẩn bị trong thời gian quân Đức di chuyển 100 cây số để tới sông Dyle (nhưng thực tế quân Đức đã đến nơi chỉ sau 4 ngày).:58
Tại Sedan, Tập đoàn quân số 2 trở thành "bản lề" của lực lượng di chuyển và lực lượng ở lại phòng thủ và đã phải đối mặt với đòn tấn công tập trung các sư đoàn thiết giáp tinh nhuệ của Đức tại Sedan. Chỉ có 5 sư đoàn, 2 trong số đó là các đơn vị dự bị đã quá tuổi, hay gọi là các sư đoàn "hạng B", và 1 đơn vị Tây Phi đến từ Senegal, họ bị yếu thế cả về nhân lực, vũ khí phòng không, chống tăng cũng như yểm trợ trên không. Phải phụ trách một mặt trận lớn hơn nhiều so với thực lực, cùng với thực trạng huấn luyện và trang bị, họ trở thành yếu điểm trong hệ thống phòng ngự của Pháp. Điều này xuất phát từ niềm tin của Bộ Tư lệnh Tối cao Pháp rằng xe tăng không thể vượt qua rừng Ardennes, mặc dù tình báo của quân đội Bỉ và của chính họ đã cảnh báo họ về những đội hình thiếp giáp và vận tải kéo dài đang băng qua Ardennes và bị tắc nghẽn giao thông nghiêm trọng trong một thời gian. André Corap, tư lệnh Tập đoàn quân số 9 đã gọi ý nghĩ rằng quân địch không thể vượt qua Ardennes là "ngu xuẩn". Thế nhưng Gamelin vẫn phớt lờ những bằng chứng này, bởi nó không phù hợp với kế hoạch chiến lược của ông ta.

#### Không quân
Ở trên không, phe Đồng Minh bị thua kém về số lượng: Không quân Pháp (Armee de l'Air) có 1.562 máy bay, và Bộ tư lệnh Tiêm kích RAF huy động 680 chiếc, còn Bộ tư lệnh Ném bom RAF đóng góp được khoảng 392 chiếc trong các chiến dịch. Nhiều loại máy bay của Đồng Minh là loại lỗi thời như Fairey Battle. Xét riêng về tiêm kích thì chỉ có loại Hawker Hurricane của Anh và Dewoitine D.520 của Pháp là có thể so sánh với Messerschmitt Bf 109 của Đức trong cùng điều kiện chiến đấu. D.520 cơ động hơn nhưng tốc độ lại hơi kém. Thế nhưng cho đến ngày 10 tháng 5 năm 1940, mới chỉ có 36 chiếc D.520 là được điều động cho 1 phi đội duy nhất.
Xét riêng lực lượng máy bay tiêm kích, Đồng Minh có ưu thế về số lượng: 836 chiếc Bf 109 Đức phải chống lại 81 tiêm kích của Bỉ, 261 chiếc của Anh và 764 của Pháp thuộc nhiều chủng loại khác nhau; nguồn máy bay dự bị cũng lớn hơn, nhưng các lực lượng này không bao giờ được sử dụng phối hợp để chống lại Không quân Đức. Ngay cả khi được tập hợp lại để tấn công, thì thường chỉ có tối đa 20-24 máy bay chiến đấu Đồng minh chọi với khoảng 40 máy bay Messerschmitt Bf 109, một đội tiêm kích điển hình của Đức. Vì bất đồng ngôn ngữ dẫn đến việc thiếu hụt sự phối hợp chặt chẽ, các máy bay Đồng minh thường xuyên phải chiến đấu riêng biệt.
Vào đầu tháng 6 năm 1940, nền công nghiệp hàng không Pháp đạt được mức sản xuất đáng kể, và ước tính số máy bay dự bị vào khoảng 2.000 chiếc. Tuy nhiên, sự thiếu hụt thường xuyên các bộ phận dự phòng đã làm tê liệt lực lượng không quân dự trữ này. Chỉ 29% số máy bay (599 chiếc) là sẵn sàng phục vụ, trong đó có 170 máy bay ném bom. Khả năng bảo trì thấp đã khiến cho người Đức có ưu thế rõ rệt về số lượng máy bay ném bom hạng trung, đông hơn của Pháp đến 6 lần.
Mặc dù bị bất lợi nhưng Armée de l'Air đã hoạt động hiệu quả hơn nhiều so với dự kiến, tiêu diệt 916 máy bay địch trong các trận không chiến thuộc Trận chiến nước Pháp, đạt tỷ lệ tiêu diệt là 2,35:1, gần 1/3 trong số đó là do phi công Pháp bay trên những chiếc Curtiss P-36 Hawk Hoa Kỳ sản xuất gây ra, chiếm 12,6% lực lượng tiêm kích một chỗ ngồi của Pháp.

#### Phòng không
Quân đội Pháp, ngoài 580 khẩu súng máy 13 ly được phân phát cho lực lượng quốc phòng dân sự, còn có 1.152 súng phòng không 25 ly, với 200 pháo tự động 20 ly đang trong quá trình phân phối, 688 khẩu 75 ly và 24 khẩu 90 ly - mà sau này gặp phải vấn đề về hao mòn nòng súng. Còn có 40 khẩu pháo phòng không 105 ly lỗi thời từ hồi chiến tranh thế giới thứ nhất. Lực lượng Viễn chinh Anh có 10 trung đoàn pháo phòng không 94 ly, đây là loại vũ khí phòng không hạng nặng tân tiến nhất thế giới lúc đó, và 7 trung đoàn rưỡi pháo Bofors 40 ly, với 3 đến 4 khẩu đội trên mỗi trung đoàn, tương ứng với khoảng 300 khẩu pháo phòng không hạng nặng và 350 khẩu hạng nhẹ. Người Bỉ cũng có 2 trung đoàn phòng không hạng nặng và đang trong quá trình làm quen với pháo Bofors 40 ly để trang bị cho các đội quân phòng không cấp sư đoàn. Hà Lan có 84 khẩu pháo phòng không 75 ly, 39 khẩu 60 ly cũ kỹ, 7 khẩu 100 ly và 232 khẩu 20 với 40 ly, cùng vài trăm súng máy phòng không Spandau M.25 lỗi thời từ hồi chiến tranh thế giới thứ nhất.

## Tháng 5:Kế Hoạch Vàng, Vùng Đất Thấp và Bắc Pháp
Ngày 9 tháng 5 năm 1940, Bộ Ngoại giao Đức đã chuẩn bị một công hàm để giao cho đại sứ Bỉ và Hà Lan vào lúc 5h45 ngày hôm sau. Với lý do Bỉ và Hà Lan đã "đơn phương ủng hộ kẻ thù của nước Đức và có ý định hỗ trợ chúng", nên Chính phủ Đức "quyết định sẽ đảm bảo tính trung lập của các quốc gia này bằng toàn bộ sức mạnh quân sự của đế chế". Công hàm còn nói thêm rằng "Đức không có ý định thực hiện các biện pháp can thiệp vào chủ quyền của Vương quốc Bỉ và Vương quốc Hà Lan đối với những quyền lợi của các quốc gia này ở trong và ngoài châu Âu, cả bây giờ và trong tương lai".
Chính phủ Luxembourg cũng nhận được một công hàm thông báo rằng Chính phủ Đức "nhận thấy họ buộc phải mở rộng chiến dịch trên lãnh thổ Luxembourg".

### Mũi tấn công mồi phía bắc
Quân đội Đức Quốc xã mở màn Kế Hoạch Vàng vào buổi tối trước đêm 10 tháng 5. Trong đêm 9 tháng 5, quân Đức đã chiếm Luxembourg mà hầu như không gặp kháng cự, và Cụm Tập đoàn quân B bắt đầu cuộc tấn công mồi nhử vào Hà Lan và Bỉ. 5h30 sáng ngày 10 tháng 5, quân nhảy dù Đức (Fallschirmjäger) thuộc Sư đoàn Không quân số 7 và Sư đoàn Bộ binh Không quân số 22 dưới sự chỉ huy của tướng Kurt Student đã bất ngờ đổ bộ vào Den Haag trên con đường tới Rotterdam, và pháo đài Eben-Emael của Bỉ nhằm mở đường cho cuộc tiến quân của Cụm Tập đoàn quân B.
Bộ tư lệnh Pháp lập tức phản ứng lại, điều Cụm Tập đoàn quân số 1 lên phía bắc theo đúng kế hoạch D. Sự di chuyển này đã lấy đi lực lượng mạnh nhất của họ, làm yếu sức tấn công do sự đảo lộn cục bộ mà nó gây ra, đồng thời giảm sự cơ động do tiêu tốn nhiên liệu. Đồng thời Tập đoàn quân số 7 cũng vượt biên giới Hà Lan, nhưng nhận thấy quân đội Hà Lan lúc này đang rút lui toàn diện, liền rút về Bỉ phòng thủ Brussels.
Không quân Pháp và Anh đã bị hạn chế trong các phi vụ "trinh sát", và tránh không tấn công các đội hình thiết giáp của Đức, vì bộ chỉ huy Pháp đã bày tỏ mối lo ngại rằng cuộc chiến sẽ trở thành một "trận chiến bom" mà có thể sẽ làm tổn thương đến dân thường, và không quân Đức đã nhanh chóng chiếm được ưu thế trên không, giành lấy khả năng trinh sát và phá vỡ sự liên lạc phối hợp của Đồng Minh.

#### Chiến sự ở Hà Lan

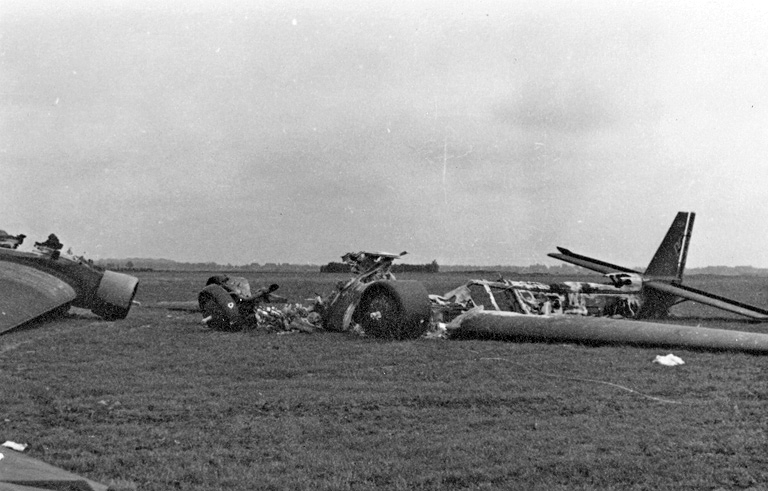
Một máy bay vận tải Junkers Ju 52 của Đức bị bắn rơi.

Không quân Đức hoàn toàn làm chủ bầu trời Hà Lan nhờ lấn át tuyệt đối về số lượng. Luftwaffe đã điều động 247 máy bay ném bom hạng trung, 147 máy bay tiêm kích, 424 máy bay vận tải Junkers Ju 52 và 12 thủy phi cơ Heinkel He 59 vào vùng trời Hà Lan. Lực lượng không quân Hà Lan, Cục Hàng không Quân đội (Militaire Luchtvaartafdeling - ML) có 144 máy bay chiến đấu thì một nửa trong số đó đã bị tiêu diệt ngay trong ngày đầu tiên của chiến dịch. Số còn lại phân tán tan tác và ước tính số máy bay Đức bị hạ chỉ đếm trên đầu ngón tay. Tổng cộng ML chỉ thực hiện được 332 lần xuất kích, mất 110 máy bay.
Tập đoàn quân 18 Đức đã chiếm được tất cả các cây cầu có tính quan trọng chiến lược sống còn ở trong và lân cận Rotterdam, chia cắt khu pháo đài Holland - vùng lãnh thổ duy nhất người Hà Lan dự định bảo vệ - và vòng qua Tuyến đường thủy Hà Lan từ phía nam. Tuy nhiên, một cuộc hành quân khác được tiến hành độc lập bởi Luftwaffe vào Den Haag nhằm đánh chiếm nơi đặt trụ sở của chính phủ Hà Lan, được gọi là trận Hague, đã bị thất bại hoàn toàn. Quân Đức phải chịu những tổn thất nặng nề về người và lực lượng không quân vận tải mới chiếm được các phi trường xung quanh thành phố (Ypenburg, Ockenburg, và Valkenburg). Có khoảng 96 máy bay đã bị hỏa lực của quân Hà Lan bắn hạ. "Cụm vận tải" của Luftwaffe (Transportgruppen) mất 125 chiếc Ju 52 bị phá hủy và 47 chiếc bị thương trong quá trình hoạt động, tương đương 50% sức mạnh của toàn đội tàu. Ngoài ra, chiến dịch không vận cũng làm quân dù Đức mất 4.000 người, trong đó có 1.200 người bị bắt làm tù binh, trong tổng lực lượng 8.000 người. Người Hà Lan sau đó đã sơ tán sang Anh. Tổng thiệt hại của Đức trong thất bại này là 20% số hạ sĩ quan và binh lính, 42% sĩ quan chỉ huy thiệt mạng.
Tuy nhiên, quân dù Đức đã thành công ở phía nam khi bất ngờ đổ bộ chiếm các cây cầu dọc tuyến đường nổi Moerdijk qua khu vực ngập nước ở cửa sông Meuse, cô lập Pháo đài Holland với quân chủ lực Đồng Minh và chia cắt Hà Lan ra làm 2 phần. Hành động nhanh chóng này buộc Quân đội Hà Lan rút về Amsterdam và Rotterdam ở phía bắc, không còn khả năng kết hợp với Pháp được nữa. Tập đoàn quân số 7 của Pháp tới Breda nhưng không liên kết được với Quân đội Hà Lan, họ tiếp tục tiến về phía đông và thất bại trong cuọc đụng độ lực lượng thiết giáp tăng viện Đức là Sư đoàn Panzer số 9 - sư đoàn thiết giáp Đức duy nhất điều động cho cuộc chinh phục Hà Lan - và phải rút về phòng thủ Antwerp, Bỉ. 2 ngày sau, Sư đoàn Panzer số 9 đã tiến tới Rotterdam nhưng không thể vượt qua cầu tiến vào thành phố vì người Hà Lan đã chặn đường phía bắc đoạn cuối của cây cầu. Cùng ngày hôm ấy ở phía đông, tiếp sau trận Grebbeberg với một cuộc phản công nhằm ngăn cản mũi đột phá của Đức bị thất bại, quân Hà Lan rút lui từ tuyến Grebbe về Tuyến đường thủy Mới.
Quân đội Hà Lan hầu như còn nguyên vẹn đã đầu hàng tối ngày 14 tháng 5 sau trận ném bom Rotterdam do Không đoàn Ném bom 54 (Kampfgeschwader 54) của Đức thực hiện. Các máy bay ném bom tầm trung Heinkel He 111 đã hủy diệt khu trung tâm thành phố, đốt cháy các khu phố cổ khiến 814 dân thường thiệt mạng. Đây là một quyết định gây tranh cãi. Quân đội Hà Lan đã nhận định tình thế chiến lược đã trở nên tuyệt vọng và lo ngại về khả năng huỷ diệt các thành phố chính của Hà Lan. Văn kiện đầu hàng được ký ngày 15 tháng 5. Mặc dù thế, các đạo quân Hà Lan tại Zeeland (nơi quân Pháp đã tiến vào) và các thuộc địa vẫn tiếp tục chiến đấu trong khi Nữ hoàng Wilhelmina đã thành lập một chính phủ lưu vong tại Anh. Con số thương vong của Hà Lan ước tính là 2.157 người của lục quân, 75 của không quân, và 125 của hải quân. Ngoài ra còn có 2.559 dân thường thiệt mạng.

#### Chiến sự ở Bỉ

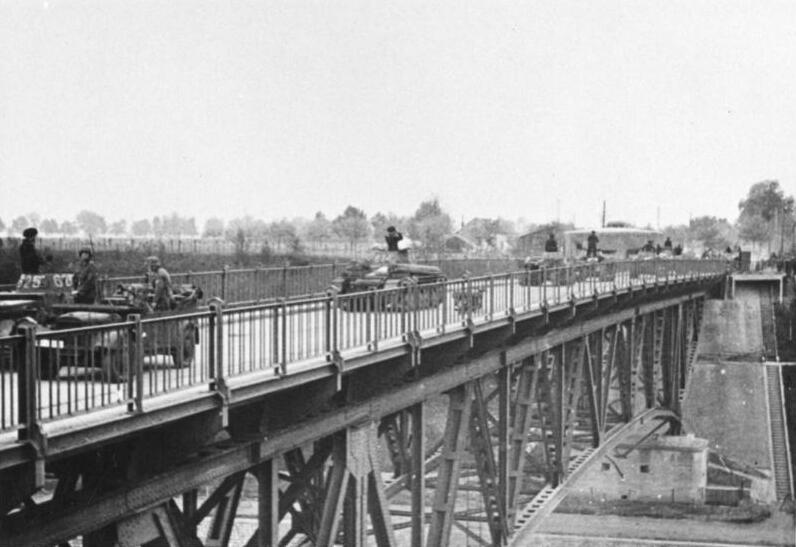
Quân Đức vượt kênh đào Albert.

Người Đức cũng đã dễ dàng thiết lập ưu thế trên không tại mặt trận Bỉ. Nhờ hoàn thành xuất sắc nhiệm vụ chụp ảnh do thám, họ đã tiêu diệt 83 trong tổng số 179 máy bay của Aeronautique Militaire (không quân Bỉ) chỉ trong vòng 24 tiếng đầu tiên của cuộc chiến. Người Bỉ thực hiện được 77 phi vụ bay nhưng chỉ góp một phần nhỏ cho chiến dịch trên không. Luftwaffe đã giành ưu thế tuyệt đối về không quân trên bầu trời Vùng Đất Thấp.
Vì Cụm Tập đoàn quân B yếu hơn so với các kế hoạch ban đầu, đòn tấn công nhử mồi của Tập đoàn quân số 6 Đức có nguy cơ phải ngừng lại ngay lập tức, khi đụng phải phòng tuyến rất kiên cố của Bỉ tại sông đào Albert. Tuyến đường hành quân chính bị án ngữ bởi pháo đài Eben-Emael, một pháo đài lớn được đánh giá là có trang bị hiện đại nhất châu Âu, kiểm soát liên lạc giữa Meuse và kênh đào Albert. Người Bỉ tin rằng cuộc tấn công của Đức tại đây có thể bị chặn lại trong 2 đến 4 ngày. Sự trì hoãn đó có thể gây nguy hiểm tới kết cục của toàn bộ chiến dịch, bởi như vậy có nghĩa là những cánh quân chủ lực của Đồng minh sẽ đến được tuyến Dyle-Meuse và tham chiến trước khi Cụm Tập đoàn quân A kịp thiết lập các đầu cầu cần thiết.
Để vượt qua khó khăn này, người Đức đã sử dụng một biện pháp độc đáo trong trận pháo đài Eben-Emael. Trong những giờ đầu tiên của ngày 10 tháng 5, những chiếc tàu lượn DFS 230 đã cho đổ bộ lên nóc pháo đài Eben-Emael những đội quân tấn công tiền trạm nhằm vô hiệu hoá các khẩu pháo lớn trên mái vòm bằng lượng nổ lõm trên tháp pháo. Vụ nổ đã phá hủy tháp và làm lửa loang xuống các hành lang bên dưới. Tiếp đó quân Đức dùng súng phun lửa và các vũ khí hạng nặng khác để chế ngự quân Bỉ còn lại trong pháo đài. Sáng ngày 11 tháng 5, xe tăng Đức tiến quân bao vây pháo đài, khiến 1.200 quân phòng thủ đầu hàng. Các cây cầu bắc qua kênh đào cũng bị lính dù Đức đánh chiếm. Người Bỉ mở một số cuộc phản công nhưng đều bị không quân Đức bẻ gãy. Choáng váng vì sự sụp đổ của hệ thống phòng ngự ngay tại vị trí được xem là kiên cố nhất, Bộ tư lệnh Tối cao Bỉ đã rút các sư đoàn về tuyến KW sớm hơn 5 ngày so với kế hoạch ban đầu. Tuy nhiên các chiến dịch tương tự đã được quân Đức tiến hành tại các cây cầu ở Maastricht, Hà Lan đã thất bại. Chúng đều đã bị người Hà Lan phá sập và chỉ có duy nhất một cây cầu đường sắt là bị chiếm. Điều này đã ngăn cản quân thiết giáp Đức tiến vào lãnh thổ Hà Lan được một thời gian.
Quân đội Bỉ rút lui trong khi Lực lượng Viễn chinh Anh và Tập đoàn quân số 1 Pháp vẫn chưa xây dựng xong thế trận phòng ngự và không hay tin về thất trận của người Bỉ tại khu vực biên giới. Quân Đồng Minh đã tin chắc rằng cuộc kháng cự của Bỉ sẽ có thể đem lại cho họ thời gian vài tuần để chuẩn bị tuyến phòng thủ tại khe hở Gembloux. Khi Quân đoàn Panzer số 16 của tướng Erich Hoepner, bao gồm các Sư đoàn Panzer số 3 và số 4 băng qua những cây cầu mới chiếm được tiến về "khe hở Gembloux", thì dường như tình hình đã diễn biến đúng như tính toán của Bộ tư lệnh Tối cao Pháp rằng trọng tâm tấn công của Đức là nhằm vào vị trí này. Gembloux nằm ở giữa Wavre và Namur, trên một địa hình bằng phẳng lý tưởng cho xe tăng. Đây cũng là khu vực chưa được củng cố trong phòng tuyến của Đồng Minh. Để tranh thủ thêm thời gian, René Prioux, tư lệnh Quân đoàn Kỵ binh thuộc Tập đoàn quân số 1 Pháp đã điều 2 sư đoàn cơ giới hạng nhẹ số 2 và số 3 tiến lên đương đầu với quân thiết giáp Đức tại Hannut, phía đông Gembloux. Cuộc hành quân này không nằm trong kế hoạch D, và thực tế nó đã phá vỡ phần còn lại của kế hoạch này. Họ sẽ tạo thành một tuyến bảo vệ cầm chân quân Đức và cho Tập đoàn quân số 1 đủ thời gian cần thiết để xây dựng các vị trí vững chắc.

##### Trận Hannut và Gembloux

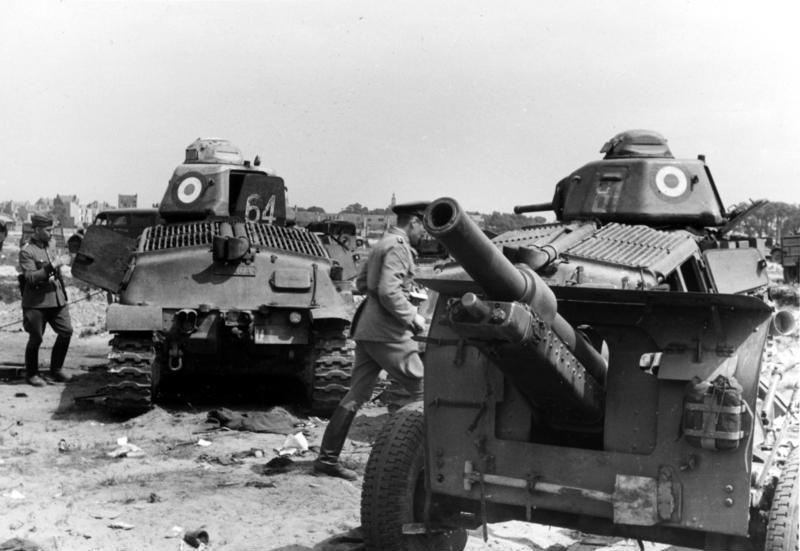
Hai xe tăng SOMUA S35 bị phá hủy trong trận Hannut

Trận Hannut diễn ra trong hai ngày 12 và 13 tháng 5, là trận đánh xe tăng lớn nhất cho đến thời điểm lúc bấy giờ với khoảng 1.500 phương tiện chiến đấu bọc thép tham chiến.
Ngày thứ nhất, người Pháp cho rằng đã loại ra khỏi vòng chiến đấu khoảng 160 xe tăng Đức đổi lại 91 xe tăng Hotchkiss H35 và 30 xe tăng Somua S35 bị tiêu diệt hay bắt sống. Sang ngày thứ hai quân Đức xoay xở chọc thủng được đội hình xe tăng Pháp, nhưng Prioux rút lui thành công về Gembloux sau khi đã hoàn thành nhiệm vụ là cầm chân các lực lượng Panzer và để cho Tập đoàn quân số 1 có thời gian bố trí phòng thủ, và với thiệt hại 105 xe tăng đổi lấy 165 xe tăng Đức thì đây là một thắng lợi chiến thuật cho phía Pháp. Tuy nhiên, do người Đức kiểm soát bãi chiến trường sau trận đánh, nên họ đã tìm lại, sửa chữa và tái chế lại được đến 100 xe tăng Panzer, vì thế tổng số thiệt hại không thể phục hồi của Đức chỉ có 49 xe tăng (20 thuộc Sư đoàn Panzer số 3 và 29 thuộc Sư đoàn Panzer số 4). Ngược lại, dù đã hoàn thành nhiệm vụ quan trọng nhất của mình là đánh lạc hướng chú ý của Tập đoàn quân số 1 Pháp ra khỏi Sedan, nhưng Hoepner đã không thể tiêu diệt hay ngăn chặn họ. Tập đoàn quân này đã thoát khỏi vòng vây và đem lại sự hỗ trợ vô giá cho quân đội Anh tại Dunkirk chỉ 2 tuần sau đó.
Ngày 14 tháng 5, sau thất bại chiến thuật tại Hannut, trái với mệnh lệnh cấp trên, Hoepner đã cố gắng phá vỡ phòng tuyến quân Pháp một lần nữa, dẫn đến trận chiến tại khe hở Gembloux. Đây là lần duy nhất trong toàn chiến dịch xe tăng Đức tấn công trực diện vào một vị trí phòng ngự vững chắc. Cuộc tấn công này đã bị Sư đoàn Bộ binh Maroc số 1 đẩy lùi, Sư đoàn Panzer số 4 bị tổn thất thêm 42 xe tăng, 26 trong số đó bị hỏng hoàn toàn. Sau trận đánh với Tập đoàn quân số 1 Pháp ngày 15 tháng 5, nhật ký chiến trường của Sư đoàn Panzer số 4 có ghi thiệt hại không thể sửa chữa ngày hôm đó gồm 9 xe tăng Panzer I, 9 Panzer II, 6 Panzer III, 8 Panzer IV và 2 xe tăng chỉ huy trong tổng số 314 xe tăng có lúc đầu. 137 xe cơ giới, trong đó có 20 xe MK III và 4 xe MK IV là sẵn sàng chiến đấu ngay.
Có thể nói rằng "khe hở Gembloux" đã được bảo vệ tốt. Tuy nhiên, thắng lợi chiến thuật này của Pháp đã trở nên vô nghĩa vì những sự kiện diễn ra ở xa hơn về phía nam.

### Cuộc đột phá ở Trung tâm

#### Vùng Ardennes

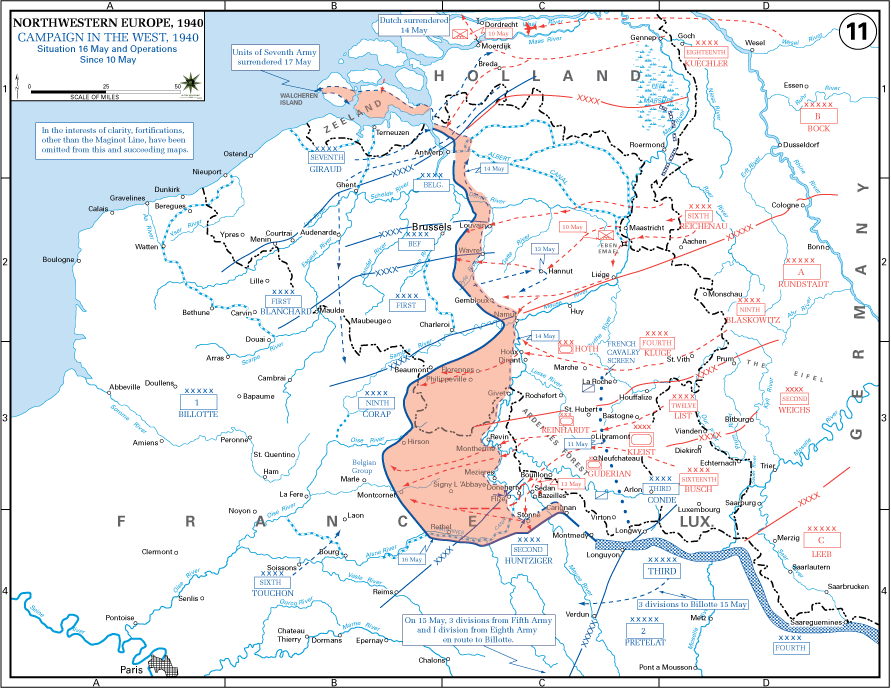
Quân Đức tiến quân cho đến trưa ngày 16 tháng 5 năm 1940

Tại mặt trận trung tâm, Cụm Tập đoàn quân A của Đức được đón đầu bởi bộ binh cơ giới Bỉ và các sư đoàn kỵ binh cơ giới hoá Pháp (Divisions Légères de Cavalerie) đang tiến vào vùng Ardennes. Đụng độ chủ yếu xảy ra với lực lượng Chasseurs Ardennais số 1 của Bỉ và Sư đoàn Khinh Kỵ binh số 5 Pháp. Những lực lượng này do không được trang bị đầy đủ vũ khí chống tăng để đối phó với một số lượng xe tăng đông đến bất ngờ của quân Đức mà họ gặp phải, đã phải nhanh chóng chịu thua và rút lui về bên kia sông Meuse. Cuộc tiến công của Đức dù vậy cũng bị chững lại khi mà toàn bộ quân đội buộc phải di chuyển trên một hệ thống đường sá tồi tệ. Cụm Panzer của tướng Kleist có trên 41.000 xe cộ mà để vượt qua dãy Ardennes, đội vận tải khổng lồ này chỉ có 4 tuyến đường hành quân. Thời gian biểu chiến dịch đã định cho thấy là quá lạc quan, và chẳng mấy chốc tình trạng tắc nghẽn nghiêm trọng đã trải dài từ sông Rhine về phía đông, tổng cộng kéo dài 2 tuần lễ. Điều này đặt Cụm Tập đoàn quân A trước nguy cơ sẽ phải chịu thiệt hại nặng khi không quân Pháp tấn công, nhưng rồi điều đó đã không xảy ra.
Dù Gamelin nắm bắt được tình hình, nhưng lực lượng ném bom chiến thuật Pháp còn xa mới có thể thách thức ưu thế trên không của Đức tại một khu vực ở quá gần biên giới Đức. Không quân Pháp đã cố gắng một cách vô ích nhằm chặn đứng dòng xe thiết giáp Đức trong trận Maastricht, và chịu thất bại với tổn thất nặng nề. Trong 2 ngày, lực lượng ném bom Pháp chỉ còn lại 72 trong tổng số 135 máy bay.
Ngày 11 tháng 5, Gamelin ra lệnh cho 6 sư đoàn dự bị bắt đầu đến tiếp ứng cho quân khu Meuse. Trước nguy cơ bị không quân Đức tấn công, các cuộc hành quân bằng hệ thống xe lửa phải giới hạn vào ban đêm, làm chậm bước quân tiếp viện, nhưng người Pháp lại không yêu cầu khẩn cấp vì cảm thấy rằng sự tập trung của các sư đoàn Đức cũng chậm chạp tương tự. Do đó, các sư đoàn Pháp tới nơi vừa trễ lại vừa lẻ tẻ. Dù biết rằng các đội hình xe tăng và bộ binh Đức rất hùng mạnh, nhưng Pháp vẫn tự tin vào các công sự vững chắc và ưu thế pháo binh của mình. Tuy nhiên, chất lượng chiến đấu của các đơn vị Pháp trong khu vực lại không đáng tin cậy, đặc biệt là pháo binh chỉ được thiết kế dành cho tác chiến bộ binh, và lại thiếu cả súng phòng không lẫn chống tăng.
Các lực lượng tiên phong Đức đã tới phòng tuyến sông Meuse chiều muộn ngày 12 tháng 5. Để cho từng đạo trong số 3 tập đoàn quân của Cụm Tập đoàn quân A vượt sông, 3 đầu cầu chính đã được thiết lập: một tại Sedan ở phía nam, một tại Monthermé cách đó 20 km về phía tây bắc và một tại Dinant ở xa thêm 50 km nữa về phía bắc. Những đơn vị Đức đầu tiên tới nơi một cách khó khăn đã bị áp đảo cục bộ về số lượng; pháo binh yểm trợ vốn đã thiếu thốn lại bị hạn chế tiếp tế 12 viên đạn mỗi khẩu. May mắn cho các sư đoàn Đức là pháo binh Pháp cũng bị giới hạn tiếp tế ở mức một ngày 30 viên đạn mỗi khẩu.

#### Cuộc vượt sông Meuse và hỗ trợ của Không quân Đức

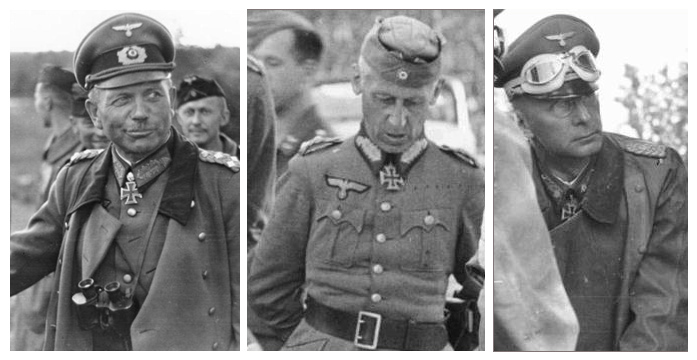
Heinz Guderian, Hermann Hoth và Hans Reinhardt, Tư lệnh các quân đoàn thiết giáp của Cụm Tập đoàn quân A.

Bộ tư lệnh Pháp hoàn toàn chắc chắn rằng Đức sẽ chỉ tấn công vào các công sự ghê gớm trên phòng tuyến Meuse khi đã tập trung đủ một lực lượng lớn bộ binh và pháo binh, một công việc rõ ràng không thể hoàn thành trước ngày 20 tháng 5 do tình hình tắc nghẽn giao thông; một kỳ hạn rất gần với kế hoạch ban đầu của Halder. Thế là tất cả đều phải hết sức ngạc nhiên khi nỗ lực tiến công đã được hoàn thành sớm vào ngày thứ tư của cuộc tấn công, tức ngày 13 tháng 5, theo đúng khẩu hiệu mà Heinz Guderian đã đề ra cho Quân đoàn số 19 của mình: "Trong ba ngày đến sông Meuse, ngày thứ tư vượt sông Meuse."
Ngày 13 tháng 5, Sư đoàn Panzer số 7 của Erwin Rommel thuộc Quân đoàn Panzer 15 của tướng Hermann Hoth là đơn vị đầu tiên vượt sông Meuse tại Dinant. Đối đầu với Rommel là tướng André Corap, do vẫn tin rằng cuộc tấn công của Đức là ở phía bắc nên đã không gửi thêm quân đi hỗ trợ cho cuộc tấn công vào đầu cầu đã được thiết lập trên sông Meuse, ở đó Pháp chỉ có một đại đội xe tăng và 3 khẩu đội pháo. Phòng tuyến của Pháp ở cả hai phía thành phố Dinant trên sông Meuse bị chọc thủng. Song song với cuộc tấn công của tướng Hoth, cách một chút về phía nam là Quân đoàn Panzer 41 của tướng Georg-Hans Reinhardt có trách nhiệm khó khăn hơn là đột phá tại thành phố Monthermé, một bán đảo được bao bọc ba mặt bởi sông Meuse, và tuyến phòng thủ chiều sâu của Pháp tại đây đã ngăn cản nỗ lực vượt sông của Reinhardt trong 2 ngày.
Mặc dù các cuộc tấn công này đã gây thiệt hại nặng cho quân đội Pháp, thất bại lớn nhất của người Pháp là tại Sedan.
Tại Sedan, Bộ phận quân Đồng minh tại Sedan được tổ chức bởi những đơn vị hạng B, và phần nhiều không được trang bị đầy đủ. Bù lại, phòng tuyến Meuse bao gồm 1 vành đai phòng thủ kiên cố, được xây dựng sâu 6–10 km theo nguyên tắc tuyến phòng thủ khu vực hiện đại, nằm trên đoạn dốc quan sát toàn bộ thung lũng sông Meuse và được củng cố bởi 103 công sự bê tông ngầm, do Trung đoàn Bộ binh Pháo đài 147 phòng giữ. Các vị trí phía sau được phụ trách bởi Sư đoàn Bộ binh 55. Đây chỉ là 1 sư đoàn dự bị hạng "B", nhưng sau đó có thêm quân tiếp viện: sáng ngày 13 tháng 5, Sư đoàn Bộ binh 71 đã đến án ngữ phía đông Sedan, giúp cho Sư đoàn Bộ binh 55 có thể rút ngắn độ dài trận tuyến của mình đi 1/3 và tổ chức phòng ngự sâu lên 10 km. Thêm nữa, Pháp lại có lợi thế về pháo binh so với các đơn vị Đức lúc này.
Ngày 13 tháng 5, Quân đoàn 19 Đức tổ chức 3 cuộc vượt tuyến gần Sedan, được thực hiện bởi các sư đoàn Panzer số 1, số 2 và số 10, có tăng cường bởi Trung đoàn Bộ binh "Đại Đức" tinh nhuệ. Để thay thế cho lực lượng pháo binh tập trung chậm, người Đức đã tập trung hầu hết lực lượng không quân ném bom chiến thuật nhằm tạo 1 lỗ hổng trong khu vực hẹp của phòng tuyến Pháp bằng đòn ném bom rải thảm của các máy bay ném bom bổ nhào. Hermann Göring hứa với Guderian rằng sẽ tiến hành một cuộc không kích yểm trợ dữ dội đặc biệt kéo dài liên tục 8 tiếng đồng hồ, từ 8 giờ sáng cho đến lúc nhá nhem tối. Tập đoàn quân Không quân số 3, được hỗ trợ bởi Tập đoàn quân Không quân số 2, đã tiến hành trận oanh tạc bằng không quân dữ dội nhất trong lịch sử cho tới thời điểm đó và cũng là trận oanh tạc có cường độ lớn nhất mà Luftwaffe thực hiện trong chiến tranh. Không quân Đức sử dụng 2 không đoàn ném bom bổ nhào (Stukageschwader) tiến hành 300 phi vụ tấn công vào các vị trí của Pháp, riêng Stukageschwader 77 đã tiến hành 201 phi vụ. 9 không đoàn ném bom hạng trung (Kampfgeschwader) cũng đã được huy động, thực hiện tổng cộng 3.940 phi vụ.
Nhận ra tính nghiêm trọng nếu thất bại tại Sedan, tướng Gaston-Henri Billotte, tư lệnh Cụm Tập đoàn quân số 1 Pháp đóng giữ chốt phòng ngự sườn phải tại Sedan đã kêu gọi phá hủy các cây cầu bắc qua sông Meuse bằng không quân, và đoan chắc rằng "cuộc chiến bên trên chúng sẽ quyết định thắng bại!". Ngày 14 tháng 5, toàn bộ lực lượng máy bay ném bom hạng nhẹ sẵn có của Đồng Minh đã được huy động để tấn công tiêu diệt 3 cây cầu. Lực lượng không quân xung kích của RAF (A.A.S.F) dưới quyền chỉ huy của phó nguyên soái không quân P H L Playfair, đảm nhiệm mủi tấn công chủ lực. Kế hoạch là RAF sẽ huy động lực lượng ném bom tấn công và được bảo vệ bởi lực lượng tiêm kích Pháp. Thế nhưng máy bay ném bom Anh đã không được yểm trợ đầy đủ và kết quả là 21 máy bay tiêm kích Pháp và 48 máy bay ném bom Anh, chiếm 44% lực lượng của A.A.S.F, đã bị Không đoàn Jagdfliegerführer 3 của đại tá Gerd von Massow tiêu diệt. Hôm sau Không quân Pháp chuyển mục tiêu sang các đoàn xe thiết giáp Đức, nhưng lực lượng máy bay ném bom nhỏ nhoi của Pháp vốn đã bị đánh cho tơi tả vào ngày hôm trước, chỉ còn có vài chục máy bay được huy động vào mục tiêu quan trọng này. Con số lực lượng phòng không hùng hậu của Đức, với 198 đại bác 88 li, 44 pháo 37 li và 81 pháo 20 li, đã giải thích tại sao có đến một nửa số máy bay ném bom của Đồng Minh bị tiêu diệt. Chỉ trong 1 ngày Đồng minh mất 90 máy bay ném bom. Với Luftwaffe ngày này đã trở thành "Ngày của máy bay tiêm kích".

#### Thiết lập đầu cầu bên sông Meuse

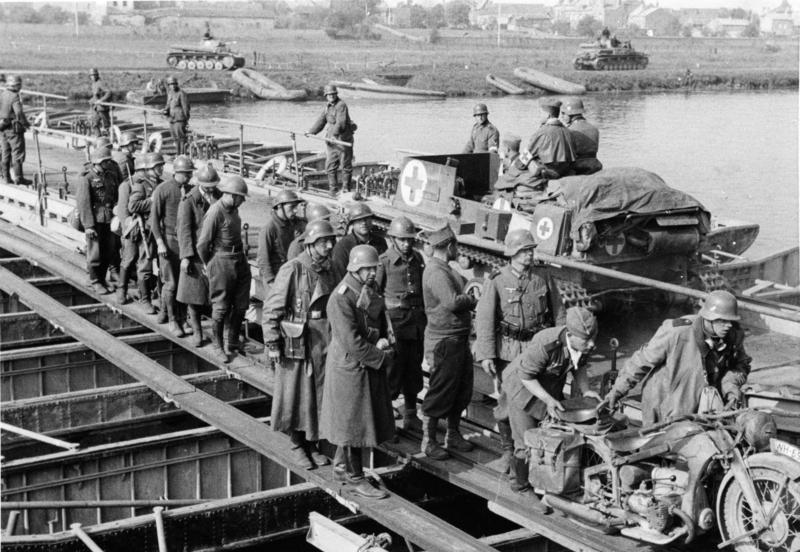
Sư đoàn Panzer số 1 vượt sông Meuse.

Trung đoàn Bộ binh 147 Pháp được che chở trong các công sự bê tông ngầm tiền tiêu đã ít bị ảnh hưởng bởi cuộc oanh tạc và giữ vững các vị trí trong suốt cả ngày hôm đó, đẩy lui những cố gắng đột phá của các sư đoàn Panzer số 2 và số 10 tại cánh trái và cánh phải. Thế nhưng, lô cốt án ngữ vị trí giữa khúc uốn của con sông đã bị Trung đoàn Đại Đức hạ bằng pháo phòng không, hình thành khe hở để các trung đội công binh xung kích Đức vượt sông thâm nhập khoét rộng.
Bố trí phòng ngự chiều sâu theo khu vực của Pháp là để đối phó với cách tấn công đột nhập chiến thuật kiểu nhóm nhỏ này, nhưng vì cả Sư đoàn Bộ binh 55 đã bị đợt oanh tạc của Không quân Đức bẻ gãy ý chí chiến đấu, nên không kháng cự hiệu quả được lâu. Bắt đầu từ việc các khẩu đội pháo binh yểm trợ phòng thủ phía sau hoảng loạn bỏ chạy, những toán quân phòng thủ chủ lực còn lại của sư đoàn cảm thấy bị bỏ rơi nên cũng tháo chạy theo. Chỉ với thiệt hại vài trăm người, bộ binh Đức đã tiến sâu 8 km vào tuyến phòng ngự của Pháp cho đến nửa đêm. Cho đến tận lúc này, phần lớn bộ binh Đức vẫn chưa qua được, hầu hết thành quả đạt được là nhờ vào hoạt động của chỉ 6 trung đội, chủ yếu là lực lượng công binh xung kích.
Tình trạng rối loạn bắt nguồn từ Sedan đã lan theo chân những tốp lính phờ phạc đang tháo chạy ra toàn phòng tuyến Pháp. Lúc 19 giờ ngày 13 tháng 5, Trung đoàn 295 thuộc Sư đoàn Bộ binh 55, nắm giữ tuyến công sự phòng thủ cuối cùng trên cao điểm Bulson cách sông Meuse 10 km, hoảng sợ vì những tin đồn thất thiệt rằng xe tăng Đức đã bao vây sau lưng các vị trí của mình nên đã bỏ chạy tạo nên một lỗ hổng trên tuyến phòng thủ của Pháp trong khi chưa một xe tăng nào của Đức vượt qua sông. Việc "Cơn hoảng loạn Bulson" lan sang lực lượng pháo binh đã tạo điều kiện cho quân Đức có thể vượt sông ở địa điểm không xa phạm vi các khẩu đội pháo của Pháp. Cả Sư đoàn Bộ binh 55 tan rã và kéo Sư đoàn Bộ binh 71 tan rã theo mà không hề bị tấn công. Quân Đức đã không có hoạt động cụ thể gì cho đến 12 tiếng đồng hồ sau, tức là lúc 7h20 ngày 14 tháng 5. Người Pháp vẫn còn nhiều tiếng đồng hồ để phản công trước khi Đức kịp củng cố các đầu cầu, nhưng họ đã không thể nào mở được cuộc tấn công sớm.
Ngày 14 tháng 5 có thể coi là một bước ngoặt. Mặc dù mới chỉ là ngày thứ tư của cuộc chiến, nhưng lúc này đã có nhiều việc được định đoạt. Xe tăng Đức đã chiếm được 4 đầu cầu trên bờ sông Meuse địa hình rậm rạp từ Dinant tới Sedan, tạo thành mối đe dọa đối với toàn bộ trận tuyến của Đồng Minh. Sáng 14 tháng 5, 2 tiểu đoàn xe tăng FCM 36 và Trung đoàn Dự bị 213 thuộc Sư đoàn Bộ binh 55 của Pháp cố gắng phản công xóa đầu cầu của Đức nhưng đã muộn. Lúc này cây cầu phao đầu tiên đã bắc xong, các đơn vị thiết giáp và chống tăng Đức đã gấp rút qua sông từ lúc 7h20 và tổ chức bẻ gãy cuộc phản công tại Bulson.

#### Phòng tuyến sông Meuse sụp đổ

Tình hình chiến sự từ ngày 10 đến 16 tháng 5 năm 1940

Ngày 12 tháng 5, Tư lệnh Quân đoàn 19 Đức, Heinz Guderian đã bày tỏ ý kiến muốn mở rộng đầu cầu sâu thêm ít nhất 20 km nữa. Thế nhưng thượng cấp của ông ta, Paul Ludwig Ewald von Kleist, đã nhân danh Hitler ra lệnh phải giới hạn chiều sâu của đầu cầu trong khoảng tối đa 8 km cho đến khi lực lượng được hợp nhất. Ngày 14 tháng 5, lúc 11h45, von Rundstedt phê chuẩn lệnh này, dựa trên nhận định rằng lực lượng xe tăng đã bắt đầu cần phải tiến hành củng cố. Tuy nhiên Guderian đã vin vào nguyên tắc chỉ huy tiền phương được quyền quyết định tại chỗ, đồng thời dọa từ chức cùng những tác động cửa sau để buộc von Kleist phải đồng ý cho ông ta tiến hành "trinh sát có hỏa lực". Thuật ngữ mập mờ này giúp Guderian tiến lên phía trước một cách hiệu quả và bỏ ngoài tai các mệnh lệnh ngừng tiến quân của Kleist.
Trong kế hoạch ban đầu của Manstein mà Guderian có tham gia vào, các đòn tấn công phụ sẽ được tiến hành sau lưng phòng tuyến Maginot ở phía đông nam nhằm làm rối loạn bộ chỉ huy Pháp. Yếu tố này đã bị Halder cắt bỏ nhưng Guderian giờ vẫn điều Sư đoàn Panzer số 10 và Trung đoàn Bộ binh "Đại Đức" xuống phía nam để tiến hành đúng cuộc tấn công mồi nhử đó bằng cách sử dụng tuyến đường hành quân duy nhất sẵn có ở phía nam trên cao nguyên Stonne. Tư lệnh Tập đoàn quân số 2 của Pháp, tướng Charles Huntziger, cũng dự định tiến hành một cuộc phản công ngay tại nơi đó với Sư đoàn Thiết giáp Dự bị số 3 nhằm triệt phá đầu cầu Đức. Nếu làm chủ Stonne và Bulson, người Pháp có thể nắm giữ được vùng đất cao bao quát Sedan, và phá vỡ các đầu cầu của Đức tại đây ngay cả khi không chiếm được chúng. Do Sư đoàn Thiết giáp Dự bị số 3 bị phân tán để phòng ngự trước đó nên sáng ngày 15 tháng 5 Pháp chỉ tập trung được 1 đại đội xe tăng để chặn Sư đoàn Panzer số 10 tại thị trấn Stonne.
Từ ngày 15 đến 17 tháng 5, một trận chiến thiết giáp đã xảy ra tại Stonne, cả hai phe đều cố gắng một cách vô ích nhằm làm chủ chiến trường với những cuộc tấn công kịch liệt, trong đó Stonne đã bị giành đi giật lại 17 lần. Cuối cùng vào tối ngày 17 tháng 5, nó lại trở về tay người Đức. Huntzinger cho rằng đây ít nhất cũng là một thắng lợi có tính phòng ngự và sau đó tự giới hạn về bảo vệ sườn của mình. Tuy nhiên, cho dù Stonne là một thắng lợi phòng ngự thì Huntzinger cũng đã đọc sai ý đồ đối phương vì trong ngày 14 tháng 5 Guderian đã bất ngờ điều 2 sư đoàn thiết giáp khác của mình là Sư đoàn Panzer số 1 và số 2 về tiến phía tây, khiến phía Pháp bỏ lỡ cơ hội quý giá lúc cả hai sư đoàn Đức đã hành quân trong khi Sư đoàn Panzer 10 chưa kịp qua sông giữ đầu cầu. Họ đã bắt đầu tiến quân hết tốc lực về phía eo biển Manche.

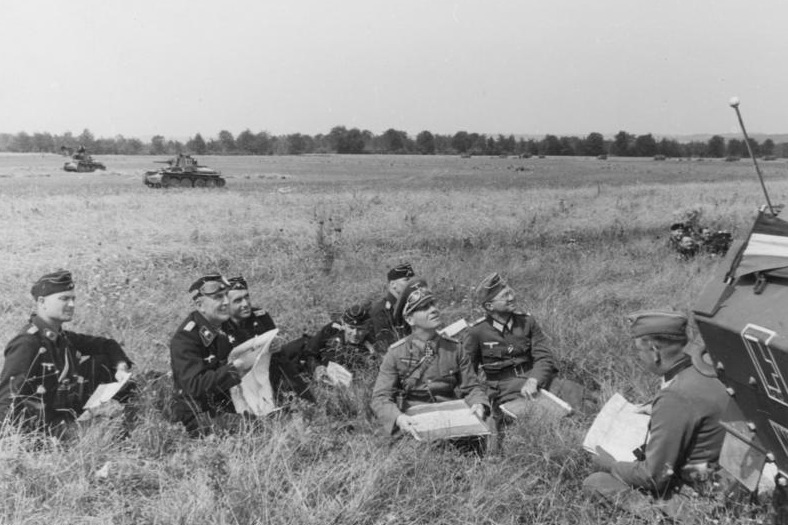
Rommel năm 1940.

Trong lúc trận đánh Stonne đang tiếp diễn, vào ngày 15 tháng 5, bằng một cuộc tấn công mạnh mẽ, lực lượng bộ binh cơ giới của Guderian đã khoét sâu vào khe giữa Tập đoàn quân 2 và Tập đoàn quân 9 của Pháp, đánh tan quân tiếp viện của Pháp là Tập đoàn quân số 6 mới thành lập tại khu vực tập kết của họ ở phía tây Sedan, thọc sâu vào sườn phía nam của Tập đoàn quân số 9 Pháp gần 40 km. Tập đoàn quân Pháp này hứng chịu đòn tấn công chính của Đức, nhưng do Bộ tư lệnh Pháp hiểu sai ý đồ của đối phương nên thậm chí đã không gửi cho họ lấy một sư đoàn dự bị nào để hỗ trợ, dẫn đến việc tan rã và ra hàng hàng loạt. Các mũi thiết giáp của Guderian ép Sư đoàn Pháo đài 102 bỏ vị trí, giải phóng cho Quân đoàn Panzer 41 của Hans Reinhardt đang bị kẹt tại đầu cầu Monthermé với nhiều thiệt hại trước nỗ lực cố thủ của quân Pháp trong 2 ngày vừa qua. Ngay khi xe tăng qua sông xong, Reinhardt cấp tốc tấn công về Montcornet, tại đây, các sư đoàn Panzer số 6 và số 8 Đức đã bao vây tiêu diệt Sư đoàn Pháo đài 102 Pháp đang rút lui không còn hỗ trợ bên sườn vào ngày 15 tháng 5 mà không cần đến không quân yểm trợ, và cắt đôi đội hình Sư đoàn Thiết giáp Dự bị số 2 Pháp đang triển khai.
Tập đoàn quân số 2 Pháp cũng bị đánh tơi tả và trở nên bất lực. Tập đoàn quân số 9 cũng đành chịu thua do không có đủ thời gian để củng cố lại trận tuyến. Erwin Rommel đã tiếp cận và chọc thủng tuyến phòng thủ của họ trong vòng 24 tiếng đồng hồ. Tất cả tạo điều kiện rất thuận lợi cho Sư đoàn Panzer số 7 của Rommel thuộc Quân đoàn Thiết giáp 15 bứt phá khỏi khu vực Dinant và ào ạt tấn công như đi vào chỗ không người. Không để cho sư đoàn của mình nghỉ ngơi và hành quân cả ngày lẫn đêm, Rommel đã dẫn "Sư đoàn Ma" tiến được 48 km chỉ trong vòng 24 giờ đồng hồ.
Rommel tiến quân nhanh chóng đến nỗi liên lạc giữa ông ta với cấp trên là tướng Hermann Hoth và tổng hành dinh đã bị gián đoạn. Phớt lờ các mệnh lệnh và không cho quân Pháp có thời gian thiết lập một tuyến phòng thủ mới, ông ta tiếp tục theo hướng tây bắc tiến về Avesnes-sur-Helpe, ngay phía trước các sư đoàn Panzer số 1 và số 2. Sáng ngày 15 tháng 5, các đơn vị còn lại của Sư đoàn Thiết giáp Dự bị số 1 Pháp, đã được nghỉ ngơi sau khi mất gần 16 xe tăng tại Bỉ, đã bị Rommel tấn công khi đoàn xe tăng Pháp còn đang xếp hàng chờ nhận nhiên liệu. Sư đoàn Thiết giáp Dự bị số 1 Pháp phải rút lui mà chỉ còn lại có 36 xe tăng, và đến 17 tháng 5 thì bị tiêu diệt hoàn toàn. Trong trận này, người Đức chỉ mất 50 trong tổng số 500 xe tăng.
Trước đó, để lại việc xóa sổ Sư đoàn Thiết giáp Dự bị số 1 Pháp cho Sư đoàn Panzer số 5, Rommel đã tiếp tục thúc quân về phía tây, đánh tan Sư đoàn Bộ binh 18 và 22 Pháp, cô lập Sư đoàn Bộ binh Bắc Phi 4 tại Philippeville. Mờ sáng hôm sau, 16 tháng 5, Sư đoàn của Rommel đến Avesnes và gặp may khi bắt gặp Sư đoàn Cơ giới số 5 của Pháp đã dựng trại nghỉ đêm ngay trên đường tiến quân của ông, và để các xe cộ xếp hàng ngăn nắp dọc theo lề đường còn binh sĩ vẫn đang ngủ say. Nhân cơ hội này, xe tăng của Rommel liền xông thẳng vào xóa sổ chúng. Tốc độ chậm, tình trạng quá tải và thiếu phương tiện liên lạc đã vô hiệu hóa quân Pháp. Lại thêm Sư đoàn Panzer số 5 cũng tham chiến. Người Pháp đã gây thiệt hại đáng kể cho cho sư đoàn này, nhưng không thể đối phó nổi với tốc độ của các đơn vị cơ động của Đức, chúng nhanh chóng tiếp cận và tiêu diệt quân thiết giáp Pháp ở cự ly gần.
Cho tới lúc này, Sư đoàn Panzer 7 đã cơ bản đánh sụm Tập đoàn quân số 9 của Pháp, mở thông đường qua tuyến Sambre-Oise tại Landrecies mà phía Pháp muốn giữ bằng mọi giá. Quân đội Pháp "tan vỡ theo đà chạy trốn; bị giày xéo dễ dàng trong giấc ngủ của họ". Đến ngày 17 tháng 5, Rommel tuyên bố đã bắt được 10.000 tù binh mà chỉ mất có 36 quân. Guderian rất vui mừng trước đà tiến quân nhanh chóng này, và thúc Quân đoàn 19 của mình, bao gồm các Sư đoàn Panzer số 1, số 2 và số 10 phải tiếp tục tiến thật nhanh về eo biển cho đến khi cạn kiệt nhiên liệu.
Trong giai đoạn này, đã có một sự thay đổi của tâm trạng trong các lãnh đạo hàng đầu. Trong khi Bộ tư lệnh Lục quân Đức (OKH) tự tin vào chiến thắng và tăng tốc độ tấn công, thì những thắng lợi của các tướng lĩnh trên chiến trường bắt đầu gây tác động đến Hitler, ông ta lo lắng rằng quân Đức đang tiến quá nhanh có nguy cơ bị đánh vào sườn, và giận dữ với những viên chỉ huy xe tăng không vâng lời. Halder ghi lại trong nhật ký của mình ngày 17 tháng 5 rằng:
| “ | Quốc trưởng rất lo lắng. Vì sợ mất uy tín của những thành công của chính mình, ông không dám liều lĩnh nữa, vì thế mà ông kéo dây cương kềm chúng ta lại... [Quốc trưởng vào ngày hôm sau] tiếp tục lo lắng về sườn phía nam. Ông nổi giận và la hét rằng chúng ta đang trên đường làm hỏng toàn bộ chiến dịch. | ” |

Bằng những mánh khóe và cách giải thích khác nhau cho mệnh lệnh dừng tiến quân của Hitler và von Kleist, các viên tư lệnh chiến trường đã phớt lờ cố gắng của Hitler nhằm ngăn cản cuộc tiến quân ra biển của họ.

### Cuộc tấn công thọc sâu về eo biển
Tốc độ hành quân của các quân đoàn thiết giáp Đức đã bắt đầu chậm lại đáng kể. Việc đột phá sớm về phía tây mà không chờ bộ binh khiến cho họ có nguy cơ bị cắt rời khỏi hậu tuyến. Hiện tại đã có một khoảng trống hết sức nguy hiểm ngăn cách họ với lực lượng bộ binh. Hơn thế nữa, sau hơn một tuần liên tục hành quân và chiến đấu, lực lượng đã bị dàn mỏng ra, mệt mỏi, nhiên liệu đạn dược đang cạn và nhiều xe tăng đã hư hỏng. Bây giờ một cuộc tấn công quyết liệt với một lực lượng cơ giới vừa đủ lớn của đối phương là có thể chia cắt và tiêu diệt hoàn toàn các xe tăng Panzer. Phe Đồng Minh biết rõ tình trạng này, thế nhưng họ không làm gì được.

#### Sự bất lực của Đồng Minh

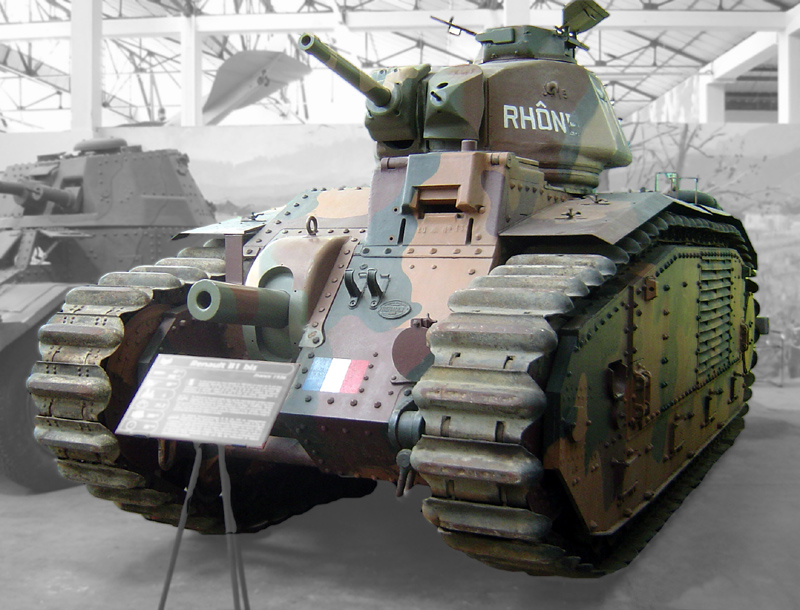
Xe tăng Char B1 của Pháp

Bộ tư lệnh tối cao Pháp, choáng váng bất ngờ trước cuộc tiến công đột ngột này, giờ đã mang nặng tâm lý chiến bại. Sáng ngày 15 tháng 5, thủ tướng Pháp Paul Reynaud gọi điện cho thủ tướng Anh Winston Churchill và nói "Chúng ta đã bị đánh bại. Chúng ta đã quỵ; chúng ta đã vỡ trận." Churchill cố gắng động viên Reynaud, đã nhắc lại cho thủ tướng Pháp rằng quân Đức đã từng vượt qua phòng tuyến quân Đồng Minh trong Chiến tranh thế giới thứ nhất rồi cuối cùng đã bị chặn lại. Nhưng rồi Reynaud vẫn thấy lo lắng bất an.
Hôm sau, ngày 16 tháng 5, Churchill bay tới Paris. Ông lập tức hiểu ra tính nghiêm trọng của tình hình hiện tại khi thấy rằng chính phủ Pháp đã thiêu huỷ các tài liệu lưu trữ và chuẩn bị sơ tán khỏi thủ đô. Trong một cuộc gặp gỡ ảm đạm với các nhà lãnh đạo Pháp (gồm Reynaud, Daladier, Bộ trưởng Bộ Chiến tranh và Tư lệnh Gamelin), Churchill đã hỏi tướng Gamelin về lực lượng đã cứu nguy cho Paris trong Chiến tranh thế giới thứ nhất: "Où est la masse de manoeuvre?" ["Quân dự bị chiến lược ở đâu?"]. Gamelin trả lời: "Aucune" ["Không còn"]. Churchill hầu như không tin được, ban đầu ông còn nghĩ rằng viên tướng này có thể đã hiểu lầm ý mình nên đã hỏi lại bằng tiếng Pháp. Sau chiến tranh, Gamelin xác nhận câu trả lời của mình "Chẳng còn gì nữa". Về sau, Churchill mô tả việc nghe thấy điều này là cú sốc thực sự duy nhất trong cuộc đời mình. Churchill hỏi Gamelin về thời gian và địa điểm mà vị tướng này dự định sẽ bắt đầu cuộc phản công vào sườn chỗ lồi của quân Đức. Gamelin trả lời ngắn gọn rằng "kém về số lượng, kém về trang bị, kém về phương pháp".
Đó cũng là thực tế. Mặc dù có lực lượng thiết giáp vượt trội về số lượng, người Pháp đã không thể sử dụng chúng cho hợp lý, hay dùng chúng để tiến hành một cuộc tấn công vào chỗ lồi dễ bị tổn thương của Đức. Trong khi quân Đức kết hợp các phương tiện chiến đấu bọc thép của họ lại thành những đội hình tác chiến lớn, và dùng chúng để tập trung tấn công có trọng điểm, thì phần lớn quân thiết giáp Pháp bị rải rác dọc theo tuyến mặt trận thành những đội hình nhỏ lẻ. Hầu hết các sư đoàn dự bị của Pháp giờ đều đã được sử dụng. Sư đoàn Thiết giáp Dự bị số 1 bị loại khỏi vòng chiến do cạn hết nhiên liệu còn Sư đoàn Thiết giáp Dự bị số 3 cũng đã để lỡ mất cơ hội xóa sổ các đầu cầu Đức tại Sedan. Vào ngày 11 tháng 5, sau khi tung 6 sư đoàn vào tăng cường cho mặt trận Sedan thì lực lượng tổng dự bị của Pháp chỉ còn Sư đoàn Thiết giáp Dự bị số 2. Nhưng sư đoàn loại này lại được cấu trúc cho nhiệm vụ hỗ trợ công kiên mà không thể tác chiến độc lập vì thiếu bộ binh cơ giới hóa cơ hữu. Hầu hết xe tăng của sư đoàn là loại Char B1 bis - nặng nề và cần tiếp liệu 2 lần mỗi ngày - khiến cho việc triển khai rất chậm. Khi được giao nhiệm vụ tấn công ở tây Saint-Quentin, Aisne vào ngày 16 tháng 5, thì lúc chuyển tới Hirson vào ngày 15 tháng 5 bằng tàu hỏa, chỉ riêng việc đưa xe tăng xuống tàu đã mất quá nhiều thời gian, nên Sư đoàn Thiết giáp Dự bị số 2 chỉ triển khai lực lượng từng phần, dẫn đến đội hình bị rải mỏng, đánh mất ảnh hưởng chiến lược trên chiến trường. Viên tư lệnh sư đoàn chỉ xác định được vị trí của 7 trong số 12 đại đội của mình, do lực lượng đã bị phân tán trên một mặt trận rộng 79 km và sâu 60 km. Lực lượng này đã bị Sư đoàn Panzer số 8 của Đức đè bẹp trong khi vẫn còn đang tổ chức lực lượng và bị thiệt hại nặng đến mức không còn sức chiến đấu.
Một số đơn vị Đồng Minh mạnh nhất ở phía bắc thì lại gặp ít giao tranh, nhưng cũng đang bị Cụm Tập đoàn quân B Đức đe dọa cắt rời nên chỉ có thể co cụm về tuyến sông Escaut. Giữ chúng làm lực lượng dự bị thì có thể sử dụng cho cuộc phản công quyết định, nhưng lực lượng này lại bị hao tổn nhiều sức mạnh tấn công trong khi di chuyển lên phía bắc và nếu buộc phải tức tốc trở về phía nam sẽ còn phải trả giá nhiều hơn nữa. Điều mỉa mai là, những nghiên cứu trước chiến tranh của Bộ Tổng tham mưu đã khẳng định rằng các nguồn dự trữ chính yếu phải được giữ lại trên đất Pháp, để chống lại một cuộc tấn công từ phía Vùng Đất Thấp và tiến hành một cuộc phản công hoặc "tái lập toàn vẹn trận tuyến ban đầu".
Cho đến lúc này, một quyết định tiến bộ về việc tránh giao chiến và rút lui ngay về phía nam vẫn có thể cứu được hầu hết các sư đoàn cơ giới và thiết giáp, bao gồm cả lực lượng của BEF. Nhưng điều đó có nghĩa là phải để mặc khoảng 30 sư đoàn bộ binh lại với số phận của họ. Thất bại đơn độc của nước Bỉ sẽ được xem như một đòn nghiêm trọng về mặt chính trị. Trong lúc này, Pháp chỉ có thể trông chờ vào Tập đoàn quân số 7 mới đang được thành lập bằng các sư đoàn rút ra từ vùng Grand Est-Lorraine và phòng tuyến Maginot. Thế nhưng một mặt việc tập hợp quân tốn thời gian, mặt khác các lãnh đạo Quân đội Pháp lại không biết được chắc chắn về hành động tiếp theo của Đức. Đối phương giờ có thể đe doạ theo 4 hướng: phía bắc tấn công trực tiếp vào quân chủ lực của Đồng Minh; phía tây chia cắt cô lập họ; phía nam chiếm Paris; và phía đông đánh vào sau lưng chiến luỹ Maginot. Vì vậy họ do dự không biết nên tập trung quân để chặn mũi thiết giáp của Đức, hay nên rải dọc hành lang tiến quân của Đức để bảo vệ Paris.
Nỗ lực duy nhất trong thời gian đó là của Sư đoàn Thiết giáp Dự bị số 4 vừa được thành lập vội vàng dưới quyền của Đại tá Charles de Gaulle. Sư đoàn mới được thành lập vội, nhưng ngày 17 tháng 5 vẫn cố gắng mở một cuộc phản công từ phía nam vào Montcornet, nơi tướng Guderian đặt tổng hành dinh quân đoàn của mình và cũng là khu vực tiếp tế hậu phương của Sư đoàn Panzer số 1, và họ giành được một thắng lợi nhất định: tiêu diệt vài trăm lính Đức, bắt 130 tù binh với tổn thất không đến 200 người. Trong trận Montcornet, quân Đức đã vội vàng thiết lập một tuyến phòng thủ trong khi Guderian tức tốc điều Sư đoàn Panzer số 10 đến uy hiếp phía sườn của De Gaulle. Áp lực này cùng với những đòn không kích từ Quân đoàn Không quân số 8 của Luftwaffe đã bẻ gãy cuộc tấn công. Thiệt hại của Pháp trong ngày hôm đó là 32 xe tăng và xe thiết giáp, nhưng họ cũng đã "gây thiệt hại cho phía Đức".
Sau cuộc tấn công này, de Gaulle nhận được thêm xe tăng và pháo binh tiếp viện, với lực lượng hơn 150 xe tăng (trong đó có 30 chiếc CHAR B mẫu mới nhất, 40 chiếc SOMUA, còn lại là loại Renault R35 đã lỗi thời). Ông đã thử tấn công một lần nữa vào ngày 19 tháng 5, de Gaulle dẫn quân vượt qua sông Saar nhằm cắt đứt đường tiến quân của Guderian. Nhưng sau một số thành công, quân Pháp bị máy bay Stuka tấn công và lại bị đẩy lùi với thiệt hại 80 trong tổng số 155 xe thiết giáp. De Gaulle đã nhận được lệnh phải ngừng tiến quân. Quân đoàn Không quân số 8 của Wolfram von Richthofen đã đóng góp phần lớn công trạng khi nhằm vào các đơn vị Pháp đang di chuyển vào vị trí để tấn công bên sườn sơ hở của quân Đức, giúp ngăn chặn được cuộc phản kích ngay từ đầu. Thất bại của De Gaulle và sự tan rã của Tập đoàn quân số 9 Pháp chủ yếu là do các đơn vị không quân của Richthofen gây ra.
Mặc dù De Gaulle đã thu được thành công nhất định, giúp ông có được danh tiếng đáng kể và được thăng chức chuẩn tướng, nhưng những cuộc tấn công của ông trong các ngày 17 và 19 tháng 5 đã không thay đổi được tình hình chung. Sau chiến tranh, bộ máy tuyên truyền của chính phủ De Gaulle đã tận dụng những thành công này và khẳng định đó là chiến thắng duy nhất của Pháp trong chiến dịch, nhưng nhiều người vẫn tin rằng đó là các cuộc đột kích không hiệu quả. Đây là cuộc phản công duy nhất của Pháp trong cuộc tiến quân ra eo biển của người Đức.

#### Cuộc đua ra eo biển của quân Đức

Tình hình chiến sự từ ngày 16 đến 21 tháng 5 năm 1940

Từ chiều tối ngày 16 tháng 5 thì việc chống thượng lệnh của cả Guderian lẫn Rommel đều trở thành công khai khi Quân đoàn của Guderian đã đến Male, cách Sedan 80 km, còn Sư đoàn của Rommel đã vượt sông Sambre ở Le Cateau, cách Dinant 100 km. Đến đây, theo lệnh của đích thân Hitler, cả hai mũi tiến quân mới tạm dừng và dùng cả ngày 17 và 18 tháng 5 để nạp nhiên liệu, ăn uống ngủ nghỉ và sửa chữa xe tăng.
Lúc này thì Đồng Minh không còn làm được gì để đe dọa các quân đoàn thiết giáp Đức, cũng chẳng biết cách nào để thoát khỏi mối đe dọa của chúng. Lúc này, Bộ chỉ huy tối cao Đức đã trở nên vô cùng tự tin rằng Đồng Minh không có khả năng đe doạ nghiêm trọng đến sườn Nam của mũi chủ công. Trong thực tế, tướng Franz Halder đã bỡn cợt ý kiến tấn công Paris ngay lập tức nhằm loại Pháp ra khỏi cuộc chiến chỉ bằng một đòn. Tối ngày 16 tháng 5, Đồng Minh rút bỏ tuyến Dyle về bờ sông Escaut ở phía bắc và phơi sườn ra trước các Sư đoàn Panzer số 3 và 4. Tiếp tục bất động đồng nghĩa với việc để cho đối phương có cơ hội tổ chức phòng ngự hoặc chạy thoát. Giờ là lúc Đức phải cố gắng cắt đứt đường rút lui của Đồng Minh.
Ngày 19 tháng 5, tướng Edmund Ironside, Tham mưu trưởng Bộ Tổng tham mưu Đế quốc Anh đã họp bàn với tướng Lord Gort, tư lệnh Lực lượng Viễn chinh Anh tại tổng hành dinh của ông ta ở gần Lens. Ironside thúc giục Gort cứu quân viễn chinh Anh bằng cách tấn công ra phía tây nam về phía Amiens. Gort trả lời rằng 7 trong số 9 sư đoàn của ông ta đang mắc kẹt trên sông Scheldt, và chỉ còn lại 2 sư đoàn có thể tổ chức tấn công. Ironside liền hỏi Gort hành động theo lệnh của ai, và được đáp rằng đó là tướng Gaston Billotte, tư lệnh Cụm Tập đoàn quân số 1 Pháp, nhưng Billotte đã không gửi cho ông ta một mệnh lệnh nào từ 8 ngày nay. Ironside đã đến gặp mặt Billotte, người đóng tổng hành dinh của mình cách đó không xa, và nhận thấy rằng hình như ông ta không thể thực hiện được một hành động quyết định nào cả. Ironside trở lại Anh trong lỗi lo âu về tình trạng bi đát mà Lực lượng Viễn chinh Anh đang phải đương đầu, và khẩn cấp ra lệnh tiến hành các biện pháp chống xâm lược.
Vào sáng ngày 19 tháng 5, các quân đoàn thiết giáp Đức được lệnh khởi động lại cuộc hành quân. Trong khi Rommel chỉ giả vờ tấn công vào Cambrai đã lấy được thành phố thật, thì các sư đoàn của Guderian vượt sông Somme trước buổi trưa, còn Quân đoàn Panzer 41 của Reinhardt đè bẹp tàn quân của Sư đoàn Thiết giáp số 2, chiếm Sở Chỉ huy Tập đoàn quân 9. Ngày 20 tháng 5, Quân đoàn của Guderian đã xóa sổ 2 Sư đoàn Nội địa số 18 và 23 vừa thiếu vừa yếu của Anh đóng trên sông Somme, lần lượt chiếm Amiens và kiểm soát cây cầu xa nhất về phía tây bắc qua con sông này tại Abbeville. Tối hôm ấy, một đơn vị trinh sát thuộc Sư đoàn Panzer số 2 của Rudolf Veiel đã tới Noyelles-sur-Mer, cách vị trí của họ trong ngày 17 tầm 100 km về phía tây. Từ đó họ có thể nhìn thấy cửa sông Somme chảy ra biển Manche. Một cái túi khổng lồ chứa toàn bộ Cụm Tập đoàn quân số 1 của Đồng Minh đã được hình thành. Kể từ đây, Quân đội Bỉ, B.E.F. và 3 Tập đoàn quân số 1, số 7 và số 9 Pháp, tức gần một triệu binh sĩ Đồng Minh đã bị cô lập ở phía bắc. Như vậy là xe tăng của Guderian và Rommel đã ra đến bờ biển trong vòng 11 ngày, điều mà Lục quân Đức đã không thể làm được trong suốt 4 năm Chiến tranh thế giới thứ nhất.

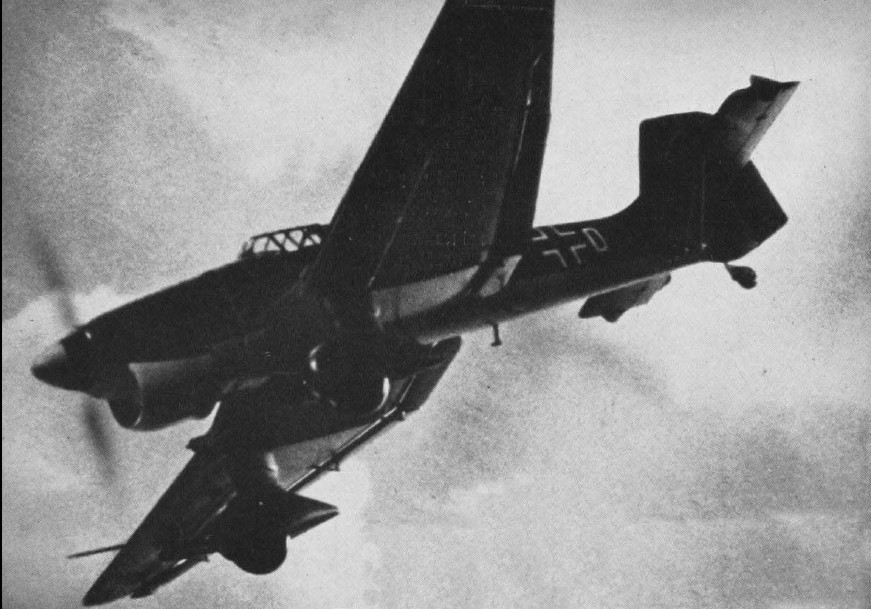
Máy bay Stuka của Đức

Quân đoàn Không quân số 8 Đức (VIII. Fliegerkorps) dưới quyền Wolfram von Richthofen chịu trách nhiệm yểm trợ cho "cuộc đua ra eo biển" này. Được biết đến như "thời khắc vàng" của máy bay Ju 87 (Stuka), các đơn vị này đã đáp lại mọi yêu cầu hỗ trợ của các sư đoàn thiết giáp Đức qua một hệ thống liên lạc thông tin vô cùng hiệu quả, giúp dọn đường một cách hữu hiệu cho lục quân tiến lên. Máy bay Ju 87 đã có hiệu quả đặc biệt trong việc đánh tan các cuộc tấn công dọc theo sườn của quân Đức, tiêu diệt các vị trí kiên cố, và phá vỡ hệ thống tiếp tế từ hậu phương địch. Không quân Đức đã được hỗ trợ rất nhiều bởi hệ thống liên lạc đất-không tuyệt vời trong suốt chiến dịch. Radio cho phép sĩ quan liên lạc ở tiền tuyến có thể gọi thẳng lên các máy bay Stuka và điều khiển họ tấn công vào các vị trí của đối phương dọc theo trục tiến quân. Trong một số trường hợp, không quân Đức đáp lại mệnh lệnh chỉ sau 10-20 phút. Nghiên cứu kĩ càng cho thấy lục quân phải đợi khoảng 45-75 phút đối với các đơn vị Ju 87, và chỉ 10 phút đối với các đơn vị Henschel Hs 123. Trung tá Hans Seidemann (tham mưu trưởng của Richthofen) nói rằng "chưa từng có hệ thống thảo luận và lên kế hoạch chung cho chiến dịch nào đạt đến khả năng hoạt động trơn tru đến như vậy".

#### Kế hoạch phản công của Weygand

Tình hình chiến sự từ ngày 21/5 đến ngày 4/6

Sáng ngày 19 tháng 5, Maurice Gamelin ra lệnh cho lực lượng Đồng Minh bị mắc kẹt tại Bỉ và Bắc Pháp đánh xuống phía Nam để nối với các lực lượng Pháp sẽ từ sông Somme đánh lên phía Bắc. Thế nhưng tối hôm đó thủ tướng Pháp Paul Reynaud cách chức Maurice Gamelin do những thất bại của ông ta trong việc ngăn chặn quân Đức và thay thế bằng Maxime Weygand. Weygand hầu như không ý thức được về tính cấp bách của tình hình hiện tại, ông ta tuyên bố nhiệm vụ đầu tiên của mình trên cương vị tổng tư lệnh sẽ là ngủ một giấc ngon lành. Weygand đã làm lãng phí thêm thời gian mà đáng lẽ cần phải sử dụng để chuẩn bị cho một cuộc phản công nhanh chóng và mạnh mẽ. Ông ta hủy bỏ kế hoạch tấn công của Gamelin, sau đó mất thêm vài ngày đi thăm xã giao các giới chức sắc ở Paris. Ngày 21 tháng 5, Weygand bay sang Ypres gặp tướng Billotte, tư lệnh Cụm Tập đoàn quân số 1 và quốc vương Bỉ Leopold III bên trong vòng vây. Tình thế của người Bỉ đã được Leopold làm rõ. Theo như ông ta lo lắng, quân đội Bỉ không thể tiến hành bất cứ hoạt động tấn công nào do thiếu xe tăng và máy bay; giờ họ chỉ có thể phòng thủ mà thôi. Quốc vương còn chỉ rõ là diện tích khu vực còn tự do của Bỉ đang tụt giảm nhanh chóng, và chỉ còn đủ lương thực cho 2 tuần lễ nữa. Leopold không mong đợi Lực lượng Viễn chinh Anh mạo hiểm vị trí của họ để duy trì liên hệ với Lục quân Bỉ, nhưng ông cảnh báo người Anh rằng nếu tham gia vào cuộc tấn công xuống phía nam thì quân đội Bỉ sẽ bị kéo quá căng và sẽ sụp đổ. Quốc vương Leopold đề nghị rằng tốt nhất là nên thiết lập vị trí đầu cầu bảo vệ Dunkirk và các cảng biển của Bỉ.
Ngày 22 tháng 5, Weygand xếp đặt một kế hoạch tương tự như kế hoạch của Gamelin bằng cách đề xuất một cuộc phản công từ cả phía bắc và phía nam vào "hành lang" tiến quân của Đức, bằng đòn tấn công phối hợp giữa các tập đoàn quân bị vây ở phía bắc và các lực lượng khác tại mặt trận sông Somme (tức là Cụm Tập đoàn quân số 3 Pháp mới được thành lập, dưới quyền chỉ huy của tướng Antoine-Marie-Benoît Besson). Thế là Weygand để lãng phí 3 ngày chỉ để đổi tên Gamelin thành Weygand trong mệnh lệnh.
Với tình hình hiện nay, đòi hỏi phải có một cuộc tấn công toàn lực trên tuyến hành lang này. Theo kế hoạch, quân Bỉ sẽ gánh chiến tuyến để B.E.F và Tập đoàn quân số 1 Pháp thực hiện cuộc phản công phía bắc, còn Tập đoàn quân số 7 có từ 18-20 sư đoàn đánh lên từ phía nam. Nhìn trên bản đồ đây có vẻ là một nhiệm vụ khả thi: tuyến hành quân mà 2 quân đoàn thiết giáp của von Kleist đã đi qua ra đến eo biển khá là hẹp. Trên giấy tờ Weygand có đủ lực lượng để tiến hành kế hoạch: ở phía bắc có 3 sư đoàn cơ giới hạng nhẹ và Lực lượng Viễn chinh Anh, phía nam có Sư đoàn Thiết giáp Dự bị số 4 của de Gaulle. Tuy nhiên, thực tế hoàn toàn khác khi Vua Bỉ Leopold III đã mất ý chí, còn Tập đoàn quân số 7 chỉ còn vỏn vẹn có 6 sư đoàn đang rải mỏng trên chiến tuyến dài 105 km dọc theo hành lang tiến quân của Đức. Hơn nữa, khi tình thế của quân Đức còn đang nguy hiểm, thì cơ hội đã bị bỏ lỡ. Sự trì hoãn trước đó đã cho phép người Đức đẩy thêm nhiều sư đoàn bộ binh vào trong hành lang và tiến xa dọc theo bờ biển.
Gort nghi ngờ khả năng chiến thắng của quân Pháp trong cuộc tấn công này. Còn Weygand thay vì tập trung vào việc tiến hành cuộc tấn công phối hợp theo kế hoạch của mình, lại đã bắt đầu một cuộc tấn công bằng điện tín phàn nàn về các hành động của Gort từ ngày 23 tháng 5. Cũng trong ngày 23 tháng 5, tình hình lại càng tồi tệ hơn khi Billotte bị chết trong một vụ tai nạn giao thông khiến cho Cụm Tập đoàn quân số 1 Pháp đang bị vây rơi vào tình trạng không có chỉ huy trong vòng 3 ngày. Billotte lại là thành viên duy nhất trong quân Đồng Minh hiểu rõ hoàn toàn mọi chi tiết của kế hoạch Weygand. Cùng ngày hôm ấy, người Anh quyết định rút khỏi các cảng biển Manche. Kết quả là liên lạc bị gián đoạn và chỉ có 2 cuộc phản công nhỏ, một của người Anh tại Arras ngày 21 tháng 5 và một của người Pháp tại Cambrai ngày 22 tháng 5, được tiến hành.
Ngày 21 tháng 5, trận Arras bắt đầu khi Thiếu tướng Harold Edward Franklyn, chỉ huy 2 tiểu đoàn xe tăng của B.E.F đã tiến quân vào khu vực Arras. Franklyn không được biết về cuộc tiến quân của Pháp về hướng Cambrai, và người Pháp cũng không hay về việc tấn công của Anh đến Arras. Không nhận thức được tầm quan trọng của chiến dịch, Franklyn cho rằng mình chỉ có mục tiêu hạn chế là giải vây cho lực lượng đồn trú của Đồng Minh tại Arras và cắt đứt liên lạc của người Đức tại khu vực lân cận, nên không muốn mạo hiểm tung các đơn vị chủ lực là Sư đoàn Bộ binh số 5 và số 50 (Anh) vào cuộc chiến. Ông ta cũng có trong tay Sư đoàn Cơ giới Hạng nhẹ số 3 thuộc Tập đoàn quân số 1 Pháp - sư đoàn này đã gây rắc rối nghiêm trọng cho quân thiết giáp Đức trong trận Hannut với những chiếc xe tăng SOMUA S35 hạng nặng của mình - nhưng trong trận này chúng chỉ được giao nhiệm vụ bảo vệ sườn. Chỉ có 2 tiểu đoàn bộ binh và 2 tiểu đoàn xe tăng được huy động tấn công. Liên lạc radio giữa các xe tăng với bộ binh Anh còn yếu và chỉ có rất ít sự phối hợp hiệp đồng binh chủng như bên phía Đức. Số lượng quân thiết giáp Anh đã bị suy giảm do những vấn đề về máy móc. Tuy nhiên họ vẫn tung ra được 74 xe tăng Matilda và 14 xe tăng hạng nhẹ.
Trong trận đánh, người Anh đã gây bất ngờ và thu được thắng lợi ban đầu trước các lực lượng dàn trải của Đức. Giáp dày của xe tăng Matilda II Anh vô hiệu hóa pháo chống tăng 37 ly Đức, khiến Rommel phải cấp tốc dùng pháo dã chiến 105 ly và pháo phòng không 88 ly hạ nòng trực xạ để thiết lập hàng phòng thủ chặn cuộc tập kích sau khi đã để mất một số xe cơ giới và 400 quân. Nhưng thành công đến đó là hết, vì ngay tối hôm đó thì Sư đoàn Cơ giới hóa SS Totenkopf đã kịp đến tăng viện, đẩy lùi nỗ lực của quân Anh và ép họ phải lui về Vimy. Người Anh đã gây thiệt hại nặng cho quân thiết giáp Đức khi rút lui, nhưng Không quân Đức đã bẻ gãy cuộc phản công. Chỉ còn lại 28 trong tổng số 88 xe tăng Anh sống sót. Cuộc tấn công của Quân đoàn 5 Pháp tại Cambrai phía đông nam Arras ngày 22 tháng 5 cũng bị Sư đoàn Bộ binh 32 Đức - giờ đã bắt kịp quân thiết giáp - chặn đứng. Quân đoàn 5 đã trở nên vô tổ chức sau khi tham chiến tại Bỉ trước đó đến nỗi không thể thực hiện được một nỗ lực nghiêm túc nào cả.
Sự sợ hãi đã tạm thời ngăn bước quân Đức. Erwin Rommel, đã báo cáo là bị tấn công bởi "hàng trăm" xe tăng, trong khi chỉ có 74 xe tăng của Anh (58 Matilda I và 16 Matilda II và sau đó là 60 xe tăng Pháp trong trận chiến. Mặc dù cuộc tấn công này không phải là một hoạt động phối hợp nhằm tiêu diệt các quân đoàn Panzer, Bộ tư lệnh Tối cao Đức còn lo lắng hơn cả Rommel, người đang kiên quyết truy kích quân Đồng Minh. Họ nghĩ rằng hàng trăm xe tăng đối phương đang ở xung quanh sắp đập tan quân chủ lực của mình. Đó là một sự lo sợ vô căn cứ. Các thành quả tác chiến và chiến lược của cuộc tấn công của Anh không tương xứng với thành quả chiến thuật của nó. Sáng ngày 22 tháng 5 Bộ tư lệnh Tối cao Đức đã tự tin trở lại và ra lệnh cho Quân đoàn Panzer số 19 của Guderian đánh dồn lên phía bắc và tràn vào các cảng nằm sau lưng quân Anh và các lực lượng Đồng Minh trên eo biển: Sư đoàn Panzer số 1 đến Calais, Sư đoàn Panzer số 2 tới Boulogne còn Sư đoàn Panzer số 10 đánh chiếm Dunkirk. Sau đó, nhiệm vụ của sư đoàn Panzer số 1 và số 10 bị đổi ngược cho nhau: Sư đoàn Panzer số 1 được lệnh đánh Dunkirk còn sư đoàn Panzer số 10 được điều đi Calais.
Mặc dù De Gaulle đã mở vài cuộc phản công vô ích tại khu vực Péronne trong ngày 19 tháng 5, nhưng đến 23 tháng 5 cuộc phản công được trông chờ từ phía nam mới xảy ra, và Sư đoàn Bộ binh Thuộc địa số 7 Pháp được một ít xe tăng yểm trợ đã không đủ sức lấy lại Amiens. Ngày 27 tháng 5, Sư đoàn Thiết giáp số 1 không đầy đủ của Anh được điều vội từ Anh sang đã khẩn cấp từ Évrecy, Normandy tới và tấn công Abbeville nhưng bị đánh bại với tổn thất trầm trọng. Ngày hôm sau, Sư đoàn Thiết giáp Dự bị số 4 của De Gaulle được hỗ trợ của Sư đoàn Sơn chiến 51 Anh cố gắng tấn công Abbeville một lần nữa, thu hẹp các đầu cầu Đức trong thành phố, chiếm lại một diện tích 14 km vuông và bắt được nhiều tù binh và cùng chiến lợi phẩm, nhưng cuối cùng cũng không làm được gì hơn.

#### Cuộc sơ tán ở phía bắc của B.E.F.

##### Quân Đức tấn công các cảng biển

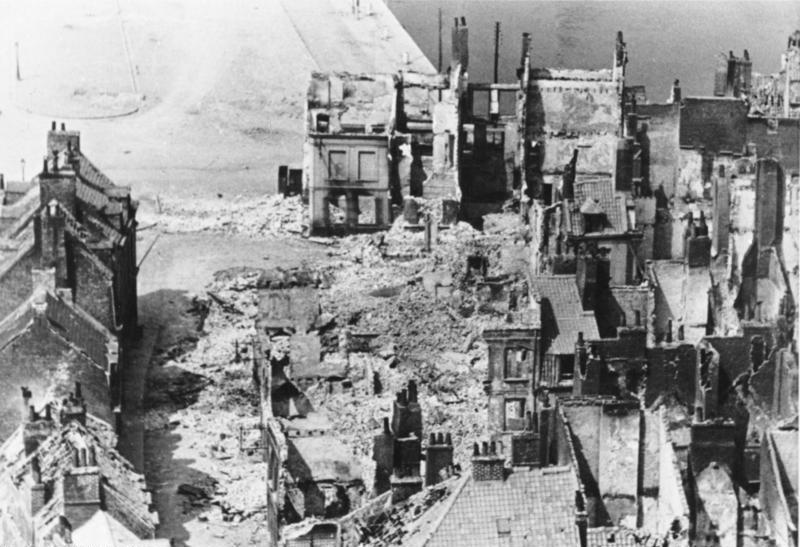
Calais bị tàn phá

Trong những giờ đầu tiên của ngày 23 tháng 5, tướng Gort đã ra lệnh rút quân ra khỏi Arras để tránh bị bao vây. Sau trận này, mối liên hệ giữa Gort với bộ chỉ huy Pháp, vốn đã có vấn đề ngay từ lúc đầu, đã bị gián đoạn hoàn toàn. Đến lúc này ông ta không còn niềm tin vào kế hoạch Weygand, cũng không tin vào kiến nghị của Weygand về khả năng tạo ra một ổ phòng ngự trên bờ biển Flanders, gọi là Réduit de Flandres, bởi Gort biết rằng các cảng biển cần thiết tạo nên một chỗ đứng như vậy đang bị đe doạ. Quyết định này bị Weygand diễn dịch là "bỏ chạy" và dẫn tới sự bất đồng giữa hai bên. Đến ngày 25, mặc dù được chính quyền Luân Đôn chỉ thị phải hợp tác với Pháp thực hiện kế hoạch Weygand, nhưng Gort tự quyết định đưa quân lên phía bắc gánh chiến tuyến đang vỡ của quân Bỉ để giữ đường rút ra Dunkirk, cảng duy nhất chưa bị chiếm.
Ngày 23 tháng 5, Sư đoàn Panzer số 2 đã tấn công Boulogne. Không quân Hoàng gia Anh thiết lập được ưu thế trên không tại cảng này, ngăn không cho Luftwaffe cơ hội tấn công các tàu thuyền. giúp Hải quân Hoàng gia Anh sơ tán được 4.286 người. Đến ngày 25 tháng 5, quân Anh đồn trú tại Boulogne buộc phải đầu hàng.

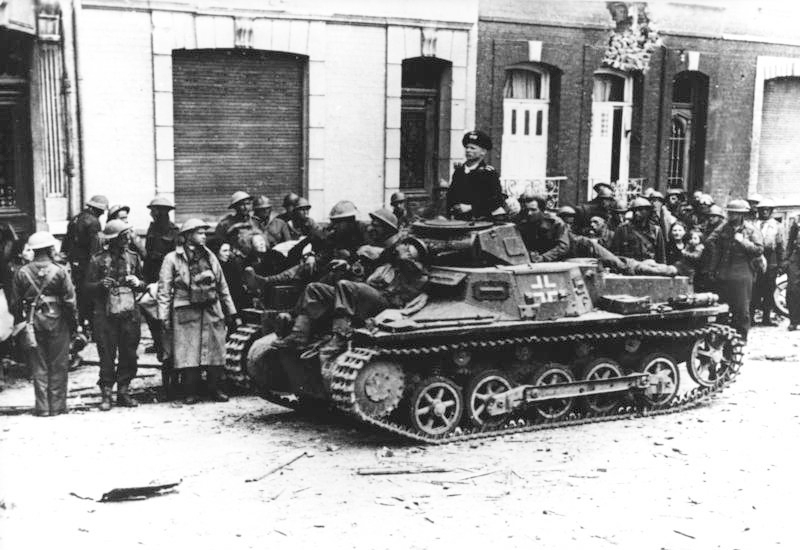
Xe tăng Đức bao vây các binh sĩ Anh bị thương tại Calais, tháng 5 năm 1940

Ngày 24 tháng 5, đến lượt Calais bắt đầu bị Sư đoàn Panzer số 10 của tướng Ferdinand Schaal tấn công. Trước đó 24 giờ, quân tiếp viện Anh bao gồm Trung đoàn Xe tăng Hoàng gia số 3 được trang bị xe tăng tuần tiễu và Lữ đoàn Mô tô số 30 đã tức tốc đổ bộ. Quân phòng thủ đã cầm cự tại cảng này hết sức có thể, vì hiểu rằng nếu Calais thất thủ sớm thì sẽ giải phóng các lực lượng Đức để họ tiến về Dunkirk. Người Anh và Pháp đã giữ vững thành phố bất chấp nỗ lực đột phá tối đa của sư đoàn dưới quyền Schaal. Bế tắc, Guderian liền hạ lệnh rằng nếu Calais không thất thủ trước 14h00 ngày 26 tháng 5, ông ta sẽ cho rút Sư đoàn Panzer số 10 và yêu cầu không quân Đức hủy diệt thành phố. Cuối cùng quân Đồng Minh cũng hết đạn dược và quân Đức tràn vào được trong thành phố lúc 13h30 ngày 26 tháng 5, nửa tiếng trước kỳ hạn của Schaal. Quân Anh, bất chấp việc người Pháp tại các công sự phòng thủ chính đầu hàng, đã giữ được bến tàu cho đến sáng ngày 27. Khoảng 440 người đã được sơ tán. Cuộc vây hãm Calais kết thúc sau 4 ngày chiến đấu ác liệt. Tuy nhiên, cuộc chiến cầm chân này cũng có một cái giá. Khoảng 60% binh sĩ Đồng Minh đã bị chết hoặc bị thương.

##### Mệnh lệnh ngừng tiến quân vào Dunkirk

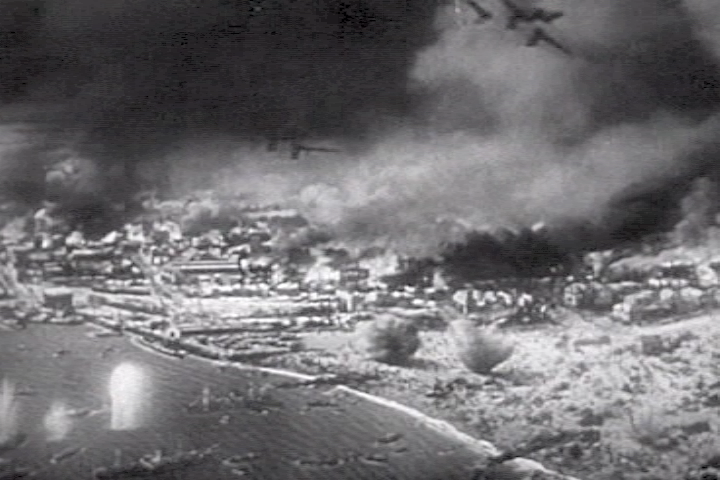
Sơ tán dưới mưa bom ở Dunkirk

Quân Đồng minh rút lui tại Dunkirk

Ngày 24 tháng 5 các lực lượng Đức đã tiến đến kênh Aa chỉ còn cách Dunkirk 48 km. Mặc dù địa hình trong khu vực không thích hợp cho xe tăng, nhưng không có gì nghi ngờ là họ sẽ tìm cách đánh tan quân đội Đồng Minh. Sư đoàn Panzer số 1 Đức đã sẵn sàng tấn công thành phố vào 25 tháng 5.
Thế nhưng trước đó, ngày 23 tháng 5 Günther von Kluge đã đề nghị Tập đoàn quân số 4 Đức được phân công tấn công các lực lượng Đồng Minh tại Dunkirk cần phải "tạm ngừng và siết chặt hàng ngũ." Thấy rằng quân Đồng Minh đã bị mắc kẹt bên trong thành phố, Gerd von Rundstedt tán thành ý kiến của von Kluge. Trong nhật ký chiến trường của Tập đoàn quân số 4 có ghi vào ngày 23 tháng 5: "về cơ bản, sẽ tạm dừng vào ngày mai [24 tháng 5] theo mệnh lệnh của thượng tướng von Rundstedt." Đại tướng Walther von Brauchitsch, tư lệnh lục quân Đức, không đồng ý với các đồng sự của mình và muốn tiếp tục tấn công vào Dunkirk bằng cách đặt Tập đoàn quân số 4 dưới quyền tướng von Bock. Lúc này Cụm Tập đoàn quân B của Bock đã bị rút bỏ hầu hết các sư đoàn của mình, bao gồm cả lực lượng dự bị và không quân yểm trợ. Lực lượng của nó còn lại đúng 21 sư đoàn, còn Cụm Tập đoàn quân A có đến 70 sư đoàn, trong đó có cả 10 sư đoàn thiết giáp Panzer. Cụm Tập đoàn quân B được dùng như một "cái búa" ứng với "cái đe" là Cụm Tập đoàn quân A. Sau này Halder đã xác nhận động cơ của Hitler cho những thay đổi này là ông ta muốn trận chiến quyết định phải diễn ra trên đất Pháp cứ không phải ở vùng Flanders.
Halder phản đối mệnh lệnh của von Rundstedt và von Kluge là cho ngưng tiến đánh Dunkirk. Mối bất đồng này đến tai Hitler vầ ông ta đã tán thành việc ngừng tấn công mà bác bỏ ý kiến của Brauchitsch. Buổi tối ngày 24 tháng 5, đích thân Hitler đã ra lệnh cho các xe tăng không được di chuyển một bước. Hitler không phải tác giả của mệnh lệnh ngừng tiến quân nhưng lỗi lầm của ông ta là đã cho phép cái mệnh lệnh này của các tướng lĩnh Đức được thực hiện. Thực tế cho thấy rằng Kleist cũng tán thành mệnh lệnh này khi nó đã được Hitler đồng ý.
Mệnh lệnh này trở thành một trong những quyết định gây tranh cãi nhất của toàn cuộc chiến. Cho đến tận ngày nay vẫn tồn tại nhiều giả thuyết khác nhau trong việc tìm kiếm lời giải thích cho động cơ của Hitler. Có thể ông ta đã chắc chắn rằng Pháp sẽ sớm thất thủ, và muốn tiết kiệm các sư đoàn thiết giáp quý giá. Sử gia Karl-Heinz Frieser giải thích mệnh lệnh này là Hitler muốn chứng minh trước Rundstedt và Bộ Tư lệnh Lục quân rằng ông ta là người giữ vai trò tổng tư lệnh tối cao các lực lượng vũ trang và định đoạt tất cả các quyết định quan trọng, chứ không chỉ giới hạn trong công việc luận công ban thưởng sau thất bại đã trông thấy của nước Pháp. Sau này, ngày 26 tháng 2 năm 1945, Hitler tuyên bố là ông ta đã để cho Lực lượng Viễn chinh Anh chạy thoát như là một hành động "thượng võ", với hy vọng Churchill sẽ chấp nhận tiến hành đàm phán. Thế nhưng rất ít nhà sử học chấp nhận lời nói của Hitler với bằng chứng là Chỉ thị số 13, trong đó đòi hỏi "sự hủy diệt lực lượng Pháp, Anh và Bỉ trong cái túi [Dunkirk]".
Hermann Göring muốn lực lượng Anh bị bao vây tại Dunkirk phải bị tiêu diệt bởi Không quân Đức, để có được một trận đánh lớn mà trong đó Không quân Đức đã có thể một mình giành chiến thắng nên đã khẳng định với Hitler vào ngày 23 tháng 5 rằng Luftwaffe có thể một mình ngăn chặn được mọi cuộc sơ tán và đưa quân Đồng Minh tại Dunkirk đến chỗ "gục hoàn toàn", còn Rundstedt cũng cảnh báo Hitler rằng bất kì cố gắng nào nữa của các sư đoàn thiết giáp cũng sẽ đẩy lực lượng này đến quá kì hạn sửa chữa. Hitler đồng ý với Rundstedt, bất chấp những ý kiến phản đối của các thành viên OKH như Franz Halder và von Brauchitsch, mặc dù vậy sau này Rundstedt vẫn cho rằng Hitler phải tự chịu trách nhiệm đối với mệnh lệnh trì hoãn này.
Sự trì hoãn này cùng với thất bại của Luftwaffe trong việc ngăn chặn cuộc sơ tán đã làm phí mất 3 ngày (từ 24 đến 27 tháng 5) và giúp cho quân Đồng Minh kịp thiết lập hệ thống phòng ngự bảo vệ lối vào Dunkirk, cảng biển chính yếu của cuộc sơ tán. Dường như Hitler, Göring và Rundstedt phải chịu chung trách nhiệm về sai lầm này.

##### Chiến dịch Dynamo

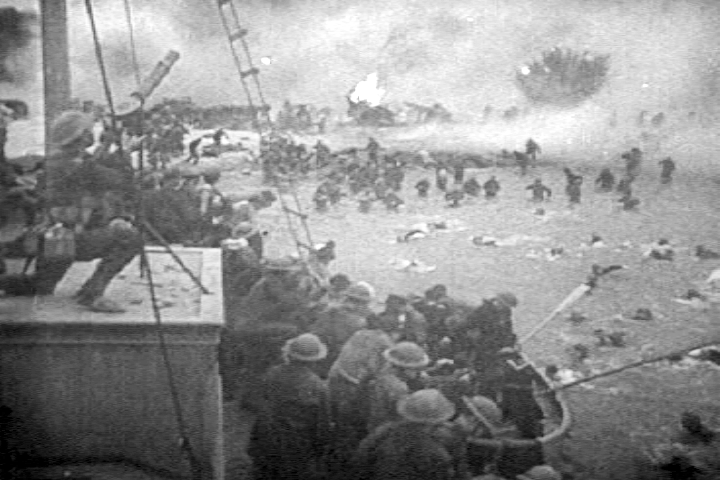
Quân Anh rút khỏi Dunkirk

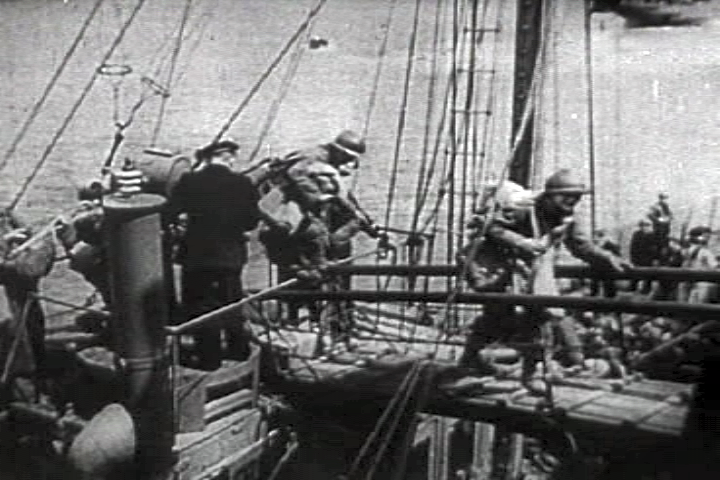
Quân Pháp đang lên một chiếc tàu Anh tại Dunkirk

Ngay từ ngày 20 tháng 5, khi lực lượng xe tăng của Guderian đột nhập vào thành phố Abeville, Hải quân Anh đã bắt đầu chuẩn bị một kế hoạch cho việc giải cứu quân đội Anh bị bao vây. Thời gian quý giá nhờ lệnh dừng của Hitler đã giúp B.E.F kịp rút về Dunkirk và lập được đai chặn hậu, đồng thời giúp cho Hải quân Hoàng gia Anh tập hợp đủ tàu bè và máy bay. Chiến dịch Dynamo nhằm sơ tán các đạo quân Anh, Pháp, Bỉ trong vòng vây tại Bỉ và vùng Pas-de-Calais bắt đầu lúc 19h kém 3 phút ngày 26 tháng 5, ngay trước khi Hitler ra lệnh tấn công trở lại vào Dunkirk. 850 lượt tàu thuyền lớn nhỏ đủ loại được huy động, sơ tán được khoảng 28.000 người trong ngày đầu tiên.
Tình thế của quân Đồng Minh càng thêm rắc rối do sự đầu hàng của quốc vương Bỉ Léopold III vào 17h00 27 tháng 5, được hoãn thông báo cho đến 4h00 hôm sau, khiến cho Dunkirk nhanh chóng bị bao vây từ phía bắc. Khoảng trống mà quân đội Bỉ để lại sau khi đầu hàng trải dài từ Ypres cho đến Dixmude. Tuy nhiên Đồng Minh đã tránh được sự sụp đổ hoàn toàn với việc sơ tán được hơn 139.732 quân Anh và 139.097 quân Pháp. Từ ngày 28 tháng 5, Tập đoàn quân số 1 Pháp, với phần lớn lực lượng vẫn còn ở lại Lille do thất bại của Weygand trong việc rút nó ra bờ biển cùng với các lực lượng Pháp khác, đã cố thủ khá lâu trong thành phố, và cuối cùng 50.000 người đã đầu hàng ngày 31 tháng 5.
Trong thời gian Tập đoàn quân số 1 tử thủ tại Lille, họ đã hút các lực lượng Đức ra xa Dunkirk, giúp cho thêm 70.000 quân lính Đồng Minh có thể trốn thoát. Ngày 31 tháng 5 là thành công nhất với khoảng 68.000 quân được sơ tán. Kết quả này làm bản thân người Anh cũng bị bất ngờ vì họ dự định chỉ cứu được 45.000 người. Cho đến lúc này Đồng Minh đã sơ tán được 165.000 người. Từ ngày 31 tháng 5 đến 4 tháng 6, thêm khoảng 20.000 lính Anh và 98.000 lính Pháp được cứu thoát.
Nhờ tinh thần chiến đấu dũng cảm của các đơn vị chặn hậu, trong đó có 2 sư đoàn Pháp đã chiến đấu tự sát theo nghĩa đen khi phải đánh 1 chọi 4 với quân Đức trong nhiều ngày cho đến khi cạn sạch đạn dược, cũng như những sự hỗ trợ của bộ binh và Không quân Hoàng gia Anh (họ phải chịu nhiều tổn thất hơn không quân Pháp trong trận này), thành phố và khu cảng Dunkirk đã giữ được cho đến ngày 4 tháng 6. Tuy vậy, khoảng 30-40.000 quân Pháp ở lại chặn hậu đã bị bắt làm tù binh. Tổng cộng trong 9 ngày chiến dịch, con số sơ tán được là 338.226 người.
Cuộc sơ tán diễn ra không dễ dàng, vì Luftwaffe đã làm hết sức để ngăn chặn quân Đồng Minh với 1.882 phi vụ ném bom và 1.997 phi vụ tiêm kích. Nhờ ưu thế do khoảng cách tiếp cận của các máy bay đến các căn cứ ở miền nam nước Anh ngắn hơn, Không quân Anh đã chiếm được ưu thế trên không tại Dunkirk, thực hiện được 2.739 lượt xuất kích. Tổng thiệt hại của Anh chiếm 6% toàn bộ thiệt hại của họ trong chiến dịch tại Pháp, trong đó có 60 phi công tiêm kích nhiều kinh nghiệm. Nhưng Luftwaffe vẫn thất bại trong nhiệm vụ chặn đứng cuộc sơ tán, dù đã gây tổn thất nghiêm trọng cho các lực lượng Đồng Minh với 89 tàu buôn (tổng dung tích 126.518 tấn) bị đánh đắm, 6 tàu khu trục của Hải quân Anh và 2 của Hải quân Pháp bị chìm; tổng cộng Hải quân Hoàng gia Anh có 29 trong tổng số 40 khu trục hạm bị đánh chìm hay đánh thương nghiêm trọng. Phía Đức mất khoảng 100 máy bay bị phá hủy hoàn toàn, còn RAF mất 106 tiêm kích. Các nguồn khác cho rằng thiệt hại của Luftwaffe tại khu vực Dunkirk là 240 máy bay.
Hỗn loạn vẫn tiếp tục bao trùm. Sau cuộc rút lui ở Dunkirk và trong khi Paris đang phải chịu đựng cuộc bao vây chớp nhoáng, một phần của Sư đoàn Bộ binh Canada số 1 đã được gửi đến Brittany (Brest) để hành quân đến Paris, nhưng khi nghe tin Paris thất thủ và sau đó nước Pháp đầu hàng họ đành phải rút lui lên tàu trở về Anh. Còn Sư đoàn Thiết giáp số 1 của Anh dưới quyền tướng Evans (không có lực lượng bộ binh do đã bị điều đi phòng thủ Calais) đã tới Pháp tháng 6 năm 1940. Sư đoàn này được nhập vào "tiểu đoàn lao động" cũ của Sư đoàn Highland số 1 và họ buộc phải tiến hành chặn hậu quân địch. Vào cuối chiến dịch Erwin Rommel đã khen ngợi sự kháng cự ngoan cường của quân đội Anh, dù phải chiến đấu trong tình trạng trang bị kém hơn và thiếu đạn dược. Ở Anh, cuộc di tản này đã được đón chào như một chiến thắng.

## Tháng 6:Kế hoạch đỏ, nước Pháp

### Khó khăn của Pháp
Đến cuối tháng 5 năm 1940, những đội quân tinh nhuệ được trang bị hiện đại nhất của Pháp được điều lên phía bắc giờ đã bị loại khỏi vòng chiến do kết quả của cuộc bao vây; Pháp cũng đã mất 3 trong 4 sư đoàn thiết giáp dự bị, cùng rất nhiều vũ khí hạng nặng. Quân đội Pháp lúc này không còn sự hỗ trợ đáng kể nào của các đồng minh. Tổng cộng phe Đồng Minh mất 61 sư đoàn trong giai đoạn "Kế Hoạch Vàng". Weygand chỉ còn lại 65 sư đoàn (64 sư đoàn Pháp và sư đoàn Highland số 51 của Anh) là còn khả năng chiến đấu. Trong số đó, hầu hết là các sư đoàn hạng B được hối hả rút ra mặt trận Tây và tây nam, cộng với tàn quân sơ tán từ phía bắc gấp rút lắp ghép lại để rải dọc sông Somme nối với sông Aisne dài tới gần 400 km. Cho nên, không giống như quân Đức, Weygand không có lực lượng dự bị để tiến hành phản công vá lỗ thủng trận tuyến hay để thay thế các đội quân ở tiền tuyến một khi họ đã mệt mỏi vì những trận đánh kéo dài trên mặt trận trải dài 965 kilomet từ Sedan đến biển Manche. Trận tuyến ngày càng bị đẩy lui xuống phía nam thì càng bị kéo dài và Pháp càng thiếu lực lượng phòng giữ. Trong khi đó thì Đức có tới 142 sư đoàn (trong đó có 10 sư đoàn thiết giáp), và kiểm soát toàn bộ bầu trời ngoại trừ trên eo biển Manche.

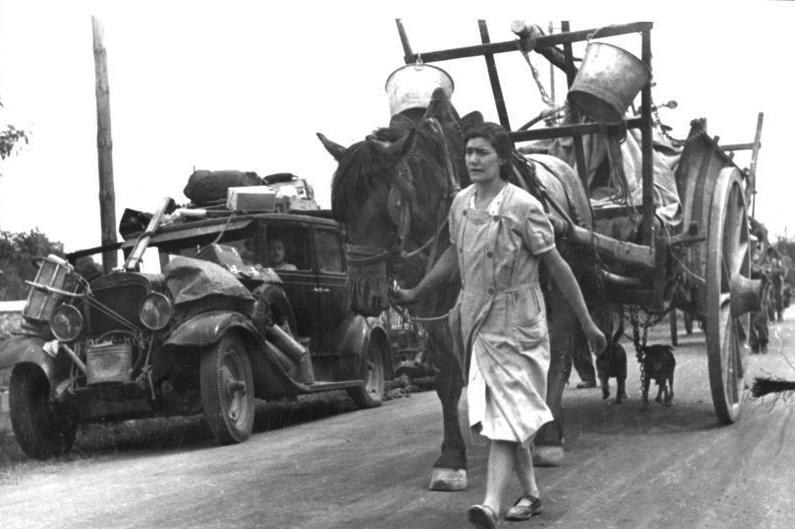
Người tị nạn chiến tranh trên đường phố Pháp.

Người Pháp còn gặp phải vấn đề hàng triệu thường dân chạy nạn; những chiếc ô tô và xe ngựa kéo chở tài sản tắc nghẽn đầy đường. Vì chính phủ không lường trước được sự thất trận mau chóng đến vậy, nên đã không có kế hoạch đối phó. Có khoảng từ 6 đến 10 triệu người Pháp tị nạn, nhiều khi họ chạy vội đến nỗi phải bỏ lại cả thức ăn ăn dở trên bàn, cho dù các viên chức vẫn tuyên bố là không cần hoảng sợ và thường dân nên ở lại. Dân số Chartres giảm từ 23.000 xuống còn 800 người, còn Lille giảm từ 200.000 xuống 20.000 người, trong khi ở các thành phố miền nam như Pau và Bordeaux lại tăng đến chóng mặt.
Trong tình thế quân lực Pháp đã suy yếu thì Anh chỉ còn lại hơn 1 sư đoàn ở miền Nam Pháp cộng thêm 2 sư đoàn mới được đổ xuống trong thời gian cuộc sơ tán đang diễn ra. Một vài bộ phận lãnh đạo Pháp công khai tỏ ra mất tinh thần, đặc biệt khi mà quân đội Anh đã rút lui. Trong hoàn cảnh đó, mặc dù đã cho thiết lập "phòng tuyến Weygand" ở phía nam sông Somme nhưng Weygand không còn tin rằng lực lượng của mình có thể ngăn chặn cuộc tấn công của Đức. Kết quả của việc phòng thủ phụ thuộc vào việc các binh sĩ Pháp sẽ trở lại sau cuộc sơ tán khỏi Dunkirk, và sự tham chiến trên bộ và trên không của các lực lượng mới của Anh, và nếu những điều kiện này không diễn ra thì không có cơ hội ngăn chặn được quân Đức. Weygand cùng với ban lãnh đạo Quân đội Pháp cũng hiểu "tuyến Weygand" là một canh bạc tuyệt vọng. Vì thế nên trong khi kêu gọi binh lính tử chiến thì ông ta lại ngầm tìm cách cho nước Pháp được đàm phán riêng rẽ, thậm chí tự mình phác thảo ra các hoạt động nhằm mang lại một nền "hòa bình riêng" cho nước Pháp.

### Phòng tuyến Weygand sụp đổ, Paris thất thủ

Case Rot của Đức trong tháng 6.

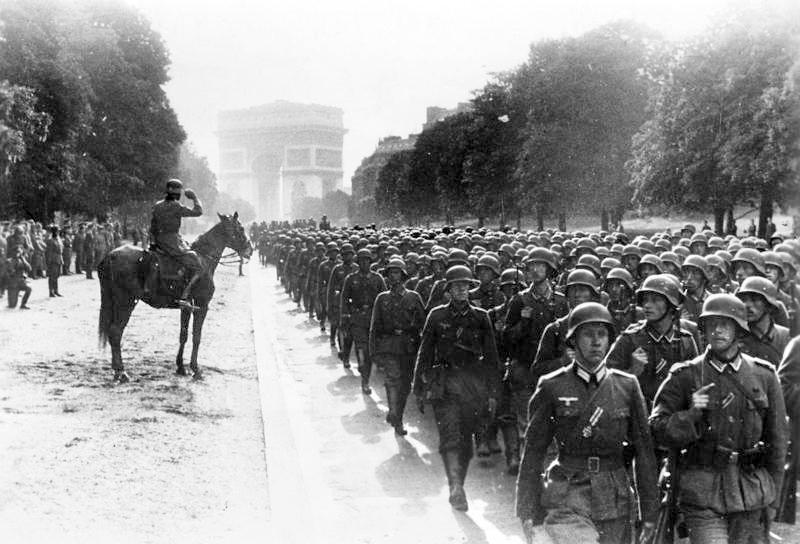
Quân Đức diễu hành chiến thắng tại Khải Hoàn Môn ngày 14 tháng 6.

Trong khi trận Dunkirk chưa kết thúc thì các sư đoàn thiết giáp Đức đã được rút ra, bổ sung lực lượng. Người Đức tiếp tục cuộc tấn công của mình ngày 5 tháng 6, ngay sau cuộc sơ tán tại Dunkirk. Cuộc tấn công này có một trở ngại tự nhiên rất quan trọng cần vượt qua, đó là sông Somme, nhưng trong quá trình tiến về phía tây, quân đội Đức đã thiết lập được các đầu cầu ở bờ nam sông Somme tại Abbeville, Amiens và Peronne.
Cụm Tập đoàn quân B của von Bock mở màn cuộc tấn công về phía nam dọc theo sông Somme với 6 sư đoàn của Cụm Thiết giáp Kleist chia làm 2 mũi: một mũi đánh dọc theo bờ biển phía tây, một mũi hướng đến bờ biển Địa Trung Hải. Trong ba tuần lễ tiếp theo, trái với cuộc tiến quân dễ dàng mà Wehrmacht mong đợi, họ đụng phải sự kháng cự mạnh của lục quân Pháp. Nhờ những tuyến đường tiếp tế, liên lạc nội địa, cộng với việc ở gần hơn các xưởng sửa chữa, kho đạn dược dự trữ tiếp tế nên tình hình phía Pháp được cải thiện. Thêm nữa, có 112.000 quân Pháp sơ tán đã về nước qua các cảng Normandy và Brittany, thay thế phần nào cho những sư đoàn bị mất tại Flanders. Người Pháp cũng đã có thể bù đắp một lượng đáng kể những tổn thất về thiết giáp và tăng cường cho các Sư đoàn Thiết giáp Dự bị số 1 và số 2. Sư đoàn Thiết giáp Dự bị số 4 của De Gaulle cũng được bổ sung những tổn thất. Tinh thần binh sĩ lại lên rất cao vào cuối tháng 5 năm 1940.
Việc tinh thần chiến đấu lên cao trở lại chủ yếu có 3 nguyên nhân: hầu hết binh sĩ Pháp tham gia chiến trường lúc này mới chỉ biết về thắng lợi của Đức qua những tin đồn; các sĩ quan Pháp còn sống sót giờ đã nâng cao kinh nghiệm chiến thuật đối phó với những đơn vị cơ động Đức; niềm tin về vũ khí được nhân lên sau khi họ chứng kiến lực lượng pháo binh của mình (sau cuộc chiến, Wehrmacht đã phân tích và công nhận chất lượng kỹ thuật pháo binh Pháp là rất tốt), cũng như việc xe tăng Pháp đã thể hiện sức chiến đấu tốt hơn quân thiết giáp Đức, với lớp giáp và vũ trang nặng hơn.

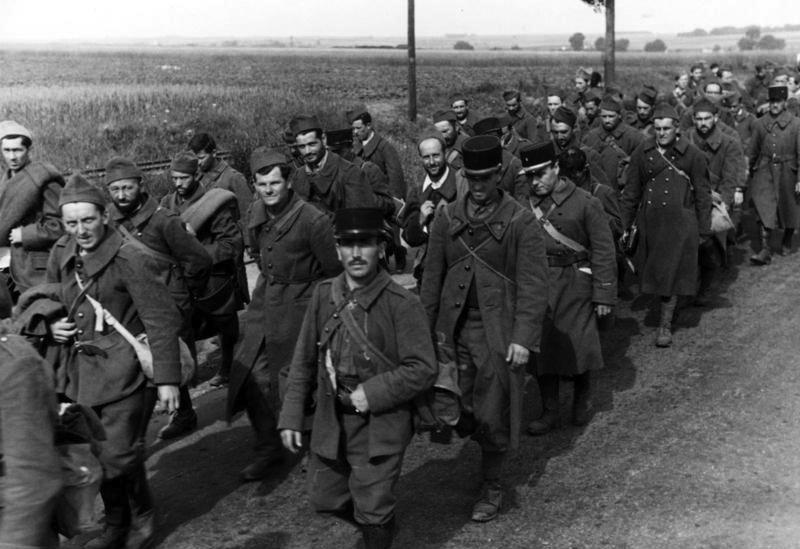
Tù binh Pháp bị áp giải đến trại giam

Trong các ngày từ 23 đến 28 tháng 5, Pháp đã tái lập được Tập đoàn quân số 7 và số 10. Weygand quyết định áp dụng chiến thuật "con nhím", thực hiện phòng ngự chiều sâu và triển khai các chiến lược trì hoãn được bố trí để gây tối đa cho các đơn vị của đối phương. Ông ta huy động những đơn vị vào các thị trấn và ngôi làng nhỏ, cũng như các đô thị và thành phố lớn, rồi thiết lập củng cố 360° theo chu vi của chúng. Đóng ở phía sau sẽ là các sư đoàn bộ binh, thiết giáp và bán cơ giới mới thành lập, sẵn sàng phản công và giải vây cho những đơn vị lân cận, vốn đã được lệnh cố thủ bằng mọi giá.
Cụm Tập đoàn quân B của Đức tiến đánh Paris từ cả hai phía. Trong số 47 sư đoàn của họ, phần lớn là các đơn vị cơ động. Thực tế, sau 48 tiếng đồng hồ tấn công, người Đức không đạt được đột phá nào đáng kể. Tập đoàn quân số 4 Đức thành công trong việc chiếm các đầu cầu bắc qua sông Somme, nhưng Quân đoàn Panzer 16 của Erich Hoepner phải chiến đấu khá khó khăn để tiến qua được sông Aisne. Tại đây Hoepner đã tung hơn 1.000 phương tiện chiến đấu bọc thép, 2 sư đoàn thiết giáp và 1 sư đoàn cơ giới vào trận tuyến Pháp, nhưng Weygand đã tổ chức một hệ thống phòng ngự chiều sâu và bẻ gãy cuộc đột phá, Hoepner mất 80 trong tổng số 500 xe cộ của đợt công kích đầu tiên. Cuộc tấn công tại đây đã không thể kết thúc nhanh chóng. Trong nhiều đợt xung phong ở Amiens, quân Đức cũng liên tiếp bị đẩy lui trước lực lượng pháo binh tập trung mạnh mẽ của Pháp và phải thừa nhận sự tiến bộ trong chiến thuật của đối phương.
Một lần nữa, Lục quân Đức lại trông cậy vào Luftwaffe để tung đoàn quyết định nhằm bịt miệng các họng pháo Pháp, giúp cho bộ binh Đức tiến lên trước. Quân Đức đạt được tiến triển vào cuối ngày thứ ba của chiến dịch, và cuối cùng đột phá thành công. Không quân Pháp cố gắng ném bom đối phương nhưng thất bại. Các nguồn ghi chép của Đức thừa nhận trận chiến này "khó khăn và tốn nhiều nhân mạng, quân địch kháng cự ác liệt, đặc biệt là các trận tuyến trong rừng vẫn tiếp tục chiến đấu khi quân ta đã vượt qua chốt kháng cự". Tuy nhiên, ở phía nam Abbeville, Tập đoàn quân số 10 do tướng Robert Altmayer chỉ huy đã bị vỡ trận tuyến và buộc phải rút lui về Rouen và phía nam dọc theo sông Seine. Những tiến triển nhanh chóng của Đức cho thấy sự suy yếu của đối phương. Các mũi tấn công đã đột phá phòng tuyến Pháp theo một kịch bản gần giống nhau: Quân Pháp cầm cự được trong ngày đầu tiên, rút lui một phần vào ngày thứ hai và tan vỡ trong ngày thứ ba. Trong các cuộc cận chiến, Luftwaffe đã phải chật vật mới có thể tham gia. Tuy nhiên, về ý nghĩa tác chiến, họ đã giúp phân tán lực lượng thiết giáp Pháp. Các mũi nhọn của quân Đức bị trải rộng ra và trở nên dễ bị công kích, nhưng nhờ không quân Đức tập trung lại đã ngăn không cho quân Pháp tập hợp, và mối e ngại về các đòn không kích đã ngăn không cho Weygand tận dụng sự tập trung và cơ động của quân đội mình.
Ngày 9 tháng 6, Cụm Tập đoàn quân A của von Rundstedt gia nhập chiến dịch và nổ súng đột phá phòng tuyến Pháp dọc sông Aisne. Chỉ sau 1 ngày, mũi thiết giáp gồm 4 sư đoàn của Guderian đã lập được đầu cầu bên sông Aisne.

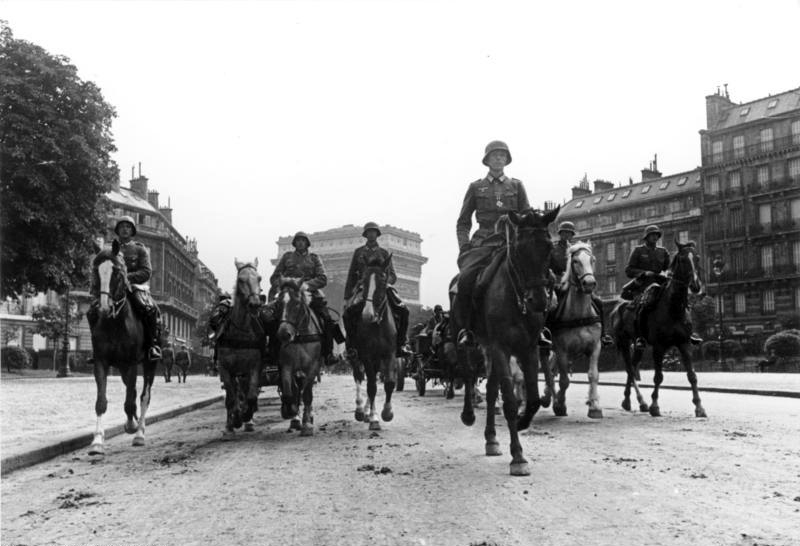
Quân Đức tại Paris

Đến ngày 10 tháng 6, chính phủ Pháp bỏ chạy về Bordeaux, tuyên bố Paris là một thành phố mở. Đức huy động Tập đoàn quân 18 tấn công Paris. Quân Pháp kháng cự mạnh mẽ trên đường vào thủ đô, nhưng phòng tuyến vẫn bị phá vỡ ở nhiều nơi. Weygand giờ đã xác định rằng chẳng bao lâu nữa quân đội Pháp sẽ tan rã.
Ngày 13 tháng 6 năm 1940, Churchill tham dự một cuộc họp của Hội đồng Chiến tranh Tối cao Anh-Pháp tại Tours. Ông ta đề nghị hợp nhất 2 quốc gia nhưng bị từ chối. Người Pháp yêu cầu Churchill cung cấp tất cả phi đội máy bay chiến đấu sẵn có để cứu vãn cuộc chiến. Churchill từ chối vì lực lượng tiêm kích còn lại của Anh theo Hugh Dowding, tổng tư lệnh Bộ chỉ huy tiêm kích RAF, đã giảm xuống dưới 25 phi đội, chỉ đủ để bảo vệ nước Anh. Không quân Anh không thể hỗ trợ có hiệu quả cho Pháp nếu họ muốn đảm bảo sự an toàn của đất nước họ. Lực lượng của RAF từ 1.078 máy bay giờ chỉ còn 475 chiếc. Hồ sơ của RAF cho thấy trong ngày 5 tháng 6 năm 1940 chỉ có 179 máy bay Hawker Hurricane và 205 máy bay Supermarine Spitfire có thể sử dụng được. Trong cuộc gặp, Churchill nhận được lời bảo đảm từ đô đốc François Darlan rằng hải quân Pháp sẽ không rơi vào tay người Đức.
Ngày 14 tháng 6, Paris thất thủ, Quân đội Đức Quốc xã đã lấy được Paris, chiến lợi phẩm đã vuột mất trong trận sông Marne lần thứ nhất. Đây là mốc đánh dấu lần thứ hai trong vòng một thế kỷ Paris bị các lực lượng quân sự Đức chiếm đóng (lần đầu tiên là trong chiến tranh Pháp-Phổ 1870-1871). Những người dân Paris ở lại đã chứng kiến trong hầu hết các trường hợp rằng quân Đức đã cư xử một cách cực kỳ tử tế.
Ở phía tây, Rommel và Sư đoàn Panzer số 7 của mình băng qua sông Seine tại Normandy và chiến được cảng Cherbourg ngày 18 tháng 6. Trên đường đến Cherbourg, Rommel đã bức hàng Sư đoàn Highland số 51 của Anh vào ngày 12 tháng 6.

### Phòng tuyến Maginot sụp đổ

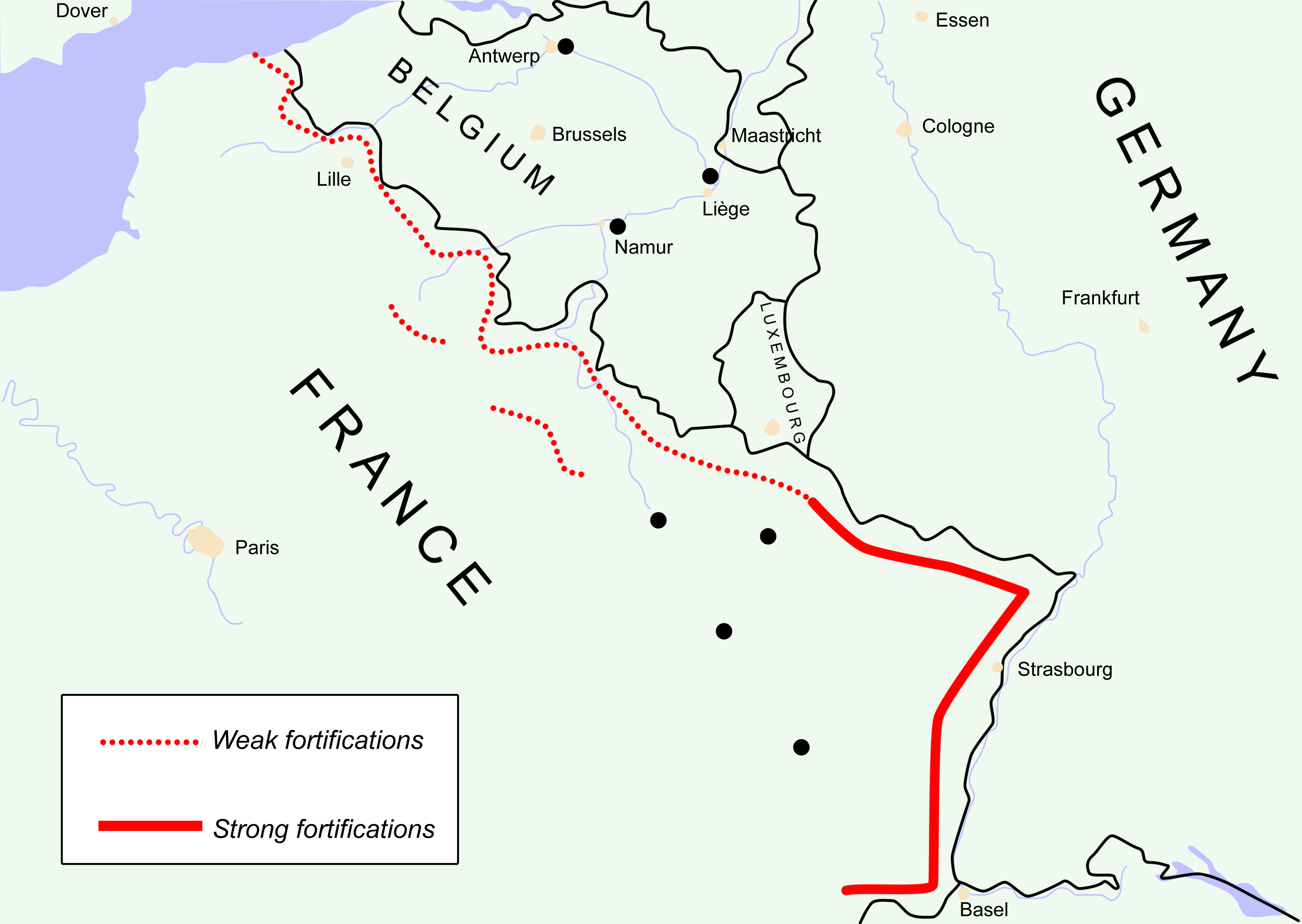
Tuyến phòng thủ Maginot

Trong khi ấy, ở phía đông, Cụm Tập đoàn quân C đã cùng Cụm Tập đoàn quân A bao vây và bắt sống các lực lượng Pháp tại phòng tuyến Maginot. Mục tiêu của hoạt động này là bao vây khu vực Metz cùng các công sự của nó, nhằm ngăn chặn một cuộc phản công của Pháp từ miền Alsace vào trận tuyến của Đức tại sông Somme. Quân đoàn 19 của Guderian sẽ tiến đến biên giới Pháp - Thụy Sĩ và bao vây các lực lượng Pháp tại vùng núi Vosges, còn Quân đoàn 16 tấn công phía sau lưng đang sơ hở của phòng tuyến Maginot từ phía tây để chiếm các thành phố Verdun, Toul và Metz. Lúc này, người Pháp đã đưa Cụm Tập đoàn quân số 2 ra khỏi Alsace và Lorraine để điều đến "phòng tuyến Weygand" trên sông Somme, chỉ để lại các lực lượng nhỏ bảo vệ phòng tuyến Maginot này. Sau khi Cụm Tập đoàn quân B bắt đầu tấn công Paris và tiến vào Normandy, Cụm Tập đoàn quân A cũng bắt đầu tiến quân vào sau lưng phòng tuyến Maginot. Ngày 12 tháng 6, Cụm Thiết giáp Guderian để lại các điểm đề kháng cho bộ binh và cấp tốc vượt sông Marne thọc sâu đánh dọc lưng chiến tuyến Maginot, bao vây Cụm Tập đoàn quân số 2 Pháp. Ngày 15 tháng 6, Cụm Tập đoàn quân C của tướng Leeb mở chiến dịch Tiger (Con Hổ), một cuộc tấn công trực diện vượt qua sông Rhine và tiến vào Pháp.
Những nỗ lực của Đức nhằm chọc thủng hay vượt qua phòng tuyến Maginot trước chiến dịch Tiger đã thất bại. Một cuộc tấn công kéo dài 8 tiếng đồng hồ tại cực bắc của phòng tuyến đã khiến Đức mất 46 người chết và 251 bị thương, trong khi chỉ có 2 lính Pháp thiệt mạng (1 tại pháo đài Ferme-Chappy và 1 tại pháo đài Fermont). Ngày 15 tháng 6, lực lượng cuối cùng được trang bị tốt của Pháp, trong đó có Tập đoàn quân số 4 đã sửa soạn rời đi trước khi người Đức tấn công. Lực lượng Pháp trấn giữ phòng tuyến nay chỉ còn lại bộ khung. Quân Đức đã hoàn toàn áp đảo Pháp về số lượng. Họ có thể yêu cầu Quân đoàn 1 huy động 7 sư đoàn và 1.000 khẩu pháo, cho dù hầu hết chỉ là loại pháo cũ từ thời Chiến tranh thế giới thứ nhất và không thể chọc thủng được lớp tường dày của các pháo đài. Chỉ có đại bác 88 ly là có thể làm được việc đó, và 16 khẩu loại này đã được điều động cho chiến dịch. Để hỗ trợ thêm, 8 khẩu đội pháo xe lửa 150 ly cũng được triển khai. Luftwaffe đã tung Quân đoàn Không quân số 5 làm lực lượng yểm trợ trên không.
Cuộc chiến vẫn diễn ra khó khăn và tiến triển chậm do sự kháng cự mãnh liệt của quân Pháp. Tuy nhiên, lần lượt từng pháo đài cũng bị xóa sổ. Pháo đài Schoenenbourg đã bị bộ binh tấn công Đức nã 15.802 viên đạn 75 ly, đây là nơi bị bắn phá dữ dội nhất trong tất cả các vị trí của quân Pháp. Tuy vậy, lớp tường dày đã giúp nó không bị tổn thương nghiêm trọng. Cùng ngày chiến dịch Tiger được triển khai, chiến dịch Kleiner Bär cũng bắt đầu. 5 sư đoàn xung kích thuộc Quân đoàn 7 đã vượt sông Rhine tiến vào khu vực Colmar nhằm tiến đến dãy núi Vosges. Họ nắm trong tay 400 khẩu pháo cùng với sự yểm trợ của pháo hạng nặng và súng cối. Họ đã đánh dồn các sư đoàn số 104 và 105 Pháp vào dãy núi Vosges trong ngày 17 tháng 6. Trước đó, ngày 16 tháng 6, các sư đoàn thiết giáp của Guderian đã tới Besançon và đến ngày 17 thì tiến đến biên giới Thụy Sĩ, hoàn toàn cắt rời Cụm Tập đoàn quân số 2. Hệ thống phòng thủ tại Maginot bị cắt rời khỏi phần còn lại của nước Pháp. Hầu hết các đơn vị Pháp tại đây đã đầu hàng ngày 25 tháng 6 năm 1940, và Đức tuyên bố bắt được 500.000 tù binh. Nhưng một số pháo đài chính vẫn không chịu buông súng bất chấp những lời kêu gọi đầu hàng cho đến khi đại diện của Chính phủ Pháp đến tận nơi vào tháng 7 năm 1940. Pháo đài cuối cùng chỉ chịu đầu hàng vào ngày 10 tháng 7 năm 1940 theo lời kêu gọi của tướng Alphonse Joseph Georges, sau những phản đối gay gắt. Trong số 58 công sự chính yếu thuộc phòng tuyến Maginot, chỉ có 10 chiếc bị quân đội Đức chiếm trong cuộc chiến.

### Chiến thắng của Không quân Đức
Trong thời gian này, chiến sự trên không cũng nguy cấp không kém trên bộ. Luftwaffe đã chiếm được ưu thế tuyệt đối trong khi sức mạnh không quân Pháp ở bên bờ vực sụp đổ. Trong tình thế tuyệt vọng, Không quân Pháp lúc này mới bắt đầu tiến hành những đợt ném bom lớn nhất, và từ ngày 5 đến 9 tháng 6, hơn 1.815 phi vụ, trong đó có 518 đợt ném bom đã được thực hiện trong chiến dịch Paula. Thế nhưng, tổn thất trong những phi vụ này giờ không thể thay thế được, và số lượng các phi vụ nhanh chóng giảm đi. Không quân Hoàng gia Anh (RAF) cố gắng đỡ đòn cho Pháp với 660 đợt tấn công vào các mục tiêu ở vùng Dunkirk nhưng bị tổn thất nặng nề; tính riêng trong ngày 21 tháng 6 đã mất 37 máy bay Bristol Blenheim. Sau ngày 9 tháng 6, sự kháng cự trên không của Pháp hầu như chấm dứt và số máy bay còn khả năng chiến đấu đều đã rút chạy sang Bắc Phi thuộc Pháp. Không quân Đức giờ đã được "xả láng" hoành hành. Những cuộc tấn công giờ tập trung vào hỗ trợ trực tiếp hoặc gián tiếp cho Lục quân Đức. Luftwaffe tập trung vào các tuyến phòng thủ để công kích dữ dội, khiến cho chúng phải nhanh chóng sụp đổ dưới đòn tấn công thiết giáp sau đó.
Trong toàn chiến dịch, ước tính Pháp mất 1.274 máy bay, Anh mất 959 chiếc (trong đó có 477 tiêm kích). Đổi lại, tính chung cả chiến dịch thì Không quân Đức cũng bị mất 28% lực lượng, tức là khoảng 1.428 máy bay (1.129 bị bắn rơi, 299 do tai nạn). Ngoài ra 488 máy bay bị hư hỏng (225 là do đối phương, 263 do tai nạn), nâng tổng số thiệt hại của Đức lên đến 36%. Tuy nhiên, toàn bộ chiến dịch là một thành công ngoạn mục của Không quân Đức khi đã huỷ diệt Armée de l'Air cùng 2 lực lượng không nhỏ của Bỉ và Hà Lan, ngoài ra còn gây thiệt hại nặng cho Không quân Hoàng gia Anh. Với thành tích này, Thống chế Hermann Göring - Tư lệnh Không quân Đức - đã được trao thưởng Huân chương Chữ thập sắt Kỵ sĩ.

### Ý tham chiến
Theo lời mời của Hitler, Mussolini đã đồng ý sẽ tấn công Pháp ngày 5 tháng 6, nhưng cuối cùng lại hoãn đến ngày 10 tháng 6 mới tuyên chiến với Anh và Pháp. Cuộc tấn công của Ý vào thời điểm này được mô tả như một hành động "đâm sau lưng" nước Pháp. Tuy nhiên, nước Ý lúc này chưa được chuẩn bị sẵn sàng cho chiến tranh. Sức mạnh quân sự Ý được khoa trương qua lời của Mussolini đã bộc lộ sự thật khi sau một tuần lễ tham chiến, tại vùng núi Alps, khoảng 32 sư đoàn Ý hầu như không tiến được bước nào trước 6 sư đoàn Pháp, mặc dù các sư đoàn này đang bị quân Đức đe dọa từ sau lưng. Tướng Pháp René Olry tư lệnh Tập đoàn quân Alps đã chống lại tất cả các cuộc tấn công của Ý, cũng như sau đó đẩy lui các cuộc tấn công của Đức tại khu vực thung lũng sông Rhone. Nhà độc tài Ý Benito Mussolini nhận thức được điều đó và chỉ có ý định kiếm lợi từ chiến thắng của người Đức. Mussolini đã giới hạn xung đột và chỉ tham chiến một cách hạn chế trong 12 ngày cuối cùng của cuộc chiến, cho đến lúc đó quân Ý vẫn không vượt qua các công sự trên dãy Alps của Pháp. Như ông ta đã nói với tham mưu trưởng của mình, thống chế Badoglio: "Tôi chỉ cần vài nghìn cái chết để có thể ngồi vào bàn hội nghị hoà bình như một người đã chiến đấu."
Trong khi đó, tâm lý chiến bại của ban lãnh đạo Pháp đã ngăn cản các hành động đáp trả. Thủ tướng Pháp Paul Reynaud đã kêu gọi Hạm đội Pháp tấn công cảng Genova ngay sau khi Ý tham chiến, nhưng chỉ có một chi hạm đội tiến hành trong ngày 14 tháng 6, và Đô đốc Hải quân François Darlan đã ngăn cản mọi hành động khác. Cố gắng sau đó của Không quân Hoàng gia Anh nhằm tấn công các mục tiêu ở Milan và Turin từ sân bay Marseille cũng bị Darlan ngăn chặn bằng cách cho đặt xe tải chặn đường băng cất cánh.
Mặc dù có tham vọng nhân cơ hội lấn chiếm lãnh thổ Pháp càng nhiều càng tốt và đặc biệt là chiếm lấy Hạm đội Pháp, xa hơn nữa là nhằm mở rộng thuộc địa của Ý ở Bắc Phi bằng cách chiếm đoạt các thuộc địa của Anh và Pháp tại đó, nhưng kết quả nghèo nàn của Quân đội Ý khiến tiếng nói của Mussolini không có nhiều trọng lượng. Đề nghị được cùng Hitler ký chung Hiệp định đình chiến với Pháp bị từ chối vì Hitler không muốn san sẻ vinh quang chiến thắng.

### Cuộc sơ tán phía nam của B.E.F.
Ngoài lực lượng ở phía bắc Pháp, thì B.E.F còn Sư đoàn Sơn chiến số 51 và một phần Sư đoàn Thiết giáp số 1 ở Nam sông Somme và các đơn vị hậu tuyến ở các cảng căn cứ ở miền Nam nước Pháp. Trong khi cuộc sơ tán phía bắc đang diễn ra, thì Churchill cho rằng Anh vẫn có nghĩa vụ hỗ trợ Pháp, do đó đổ tiếp Sư đoàn Sơn chiến số 52 và Sư đoàn Canada số 1 xuống cảng Cherbourg, tất cả đặt dưới quyền của tướng Alan Brooke. Vào tối ngày 14 tháng 6, sau khi Paris bị chiếm đóng, tướng Alan gọi điện cho Churchill yêu cầu sơ tán trước khi quá muộn. Churchill đồng ý và cuộc sơ tán thứ hai của BEF diễn ra với cái tên chiến dịch Ariel từ ngày 15 đến 25 tháng 6.
Không quân Đức làm chủ tuyệt đối bầu trời nước Pháp đã kiên quyết ngăn chặn các cuộc sơ tán khác của Đồng Minh sau lần thất bại ở Dunkirk. Quân đoàn Không quân số 1 được phân công phụ trách vùng Normandy và Brittany. Trong 2 ngày 9 và 10 tháng 6, cảng Cherbourg đã phải hứng chịu 15 tấn bom Đức, trong khi tại Le Havre 10 đợt không kích đã đánh chìm 2.949 tấn dung tích đăng ký các tàu sơ tán của Đồng Minh. Ngày 17 tháng 6 năm 1940, các máy bay Junkers Ju 88 (chủ yếu thuộc không đoàn ném bom Kampfgeschwader 30) đã đánh chìm "một chiếc tàu 10.000 tấn" mà chính là chiếc Lancastria có tổng dung tích 16.243 tấn ngoài khơi Saint-Nazaire, giết chết khoảng 5.800 nhân viên Đồng Minh (chiếm một nửa số người chết của Anh trong toàn Trận chiến nước Pháp).
Thế nhưng, rốt cuộc Luftwaffe vẫn thất bại trong việc chặn đứng cuộc sơ tán với tổng cộng 144.171 quân nhân Anh, 18.246 Pháp, 24.352 Ba Lan, 4.938 Tiệp Khắc và 163 Bỉ đã được sơ tán thành công. Riêng một số đơn vị của Sư đoàn Sơn chiến 51 tập kết tại Saint-Valery-en-Caux buộc phải đầu hàng vào ngày 11 tháng 6 do quân Đức đã khống chế các cao điểm quanh thành phố.

### Đầu hàng và đình chiến

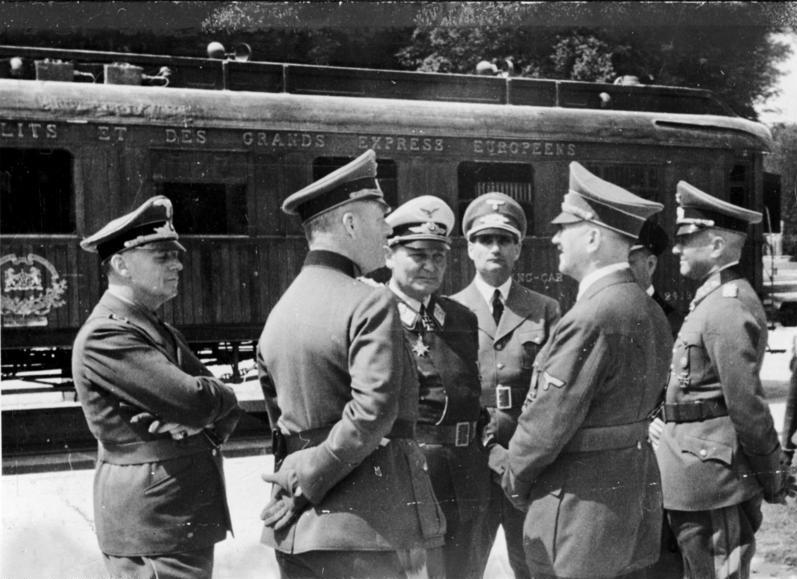
Hitler cùng Göring trước lễ ký hiệp định tại Compiègne.

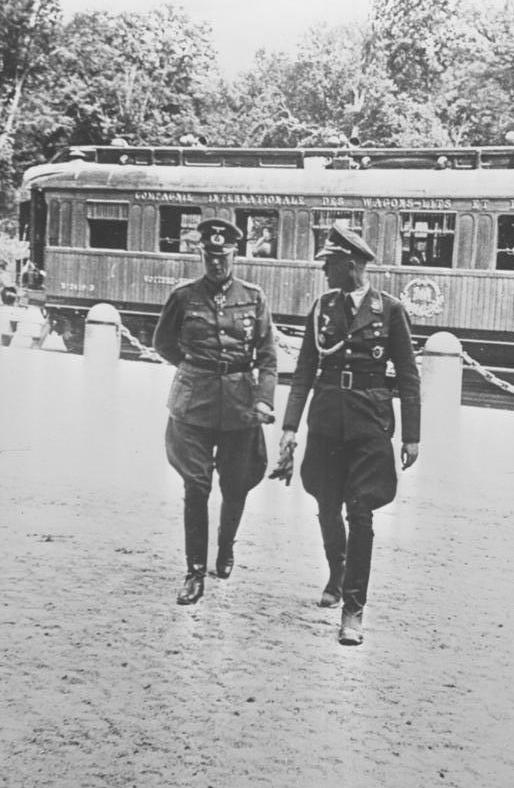
Wilhelm Keitel trước toa xe trong thời gian đàm phán tại Compiègne

Thất bại quân sự của Pháp dẫn tới khủng hoảng chính trị. Một số chính khách muốn thừa nhận thất bại và cầu hòa, trong khi một số khác muốn dựa vào thuộc địa ở Bắc Phi để tiếp tục chiến tranh theo cam kết với Đồng Minh. Trong lúc này, với một nỗ lực cuối cùng để giữ Pháp tiếp tục chiến tranh, ngày 16 tháng 6, chính phủ Anh đã đề nghị thành lập một liên minh với Pháp, theo đó, về nguyên tắc, sẽ hợp nhất hai quốc gia vào làm một, với một chính phủ và một loại tiền tệ duy nhất.
Một số nhà sử học, như Jacques Belle, cho rằng những thiệt hại lúc này của Đức có thể làm chậm bước tiến của họ đủ lâu để các lực lượng Pháp có thể rút sang Bắc Phi với một hạm đội nguyên vẹn. Tuy nhiên khuynh hướng đầu hàng được tướng Weygand, Thống chế Pétain, Pierre Laval và Đô đốc Darlan ủng hộ đã chiến thắng, dẫn tới những phản ứng thù địch với đề nghị của Anh trong chính phủ. Nản lòng trước những phản ứng thù địch của nội các trước đề xuất của Anh, và tin rằng các bộ trưởng không còn ủng hộ mình nữa, Thủ tướng Paul Reynaud, người chủ trương tiếp tục chiến tranh đã từ chức vào ngày 16 tháng 6 năm 1940. Kế nhiệm ông là Thống chế Philippe Pétain, người sau đó đã bác bỏ đề nghị của Anh và tuyên bố trên radio ngày 17 tháng 6 với dân chúng Pháp về dự định đề nghị đình chiến với Đức.
Ngày 17 tháng 6, Pétain gửi đề nghị cầu hòa qua Đại sứ Tây Ban Nha. Nhận được đề nghị, Hitler đã chọn rừng Compiègne làm địa điểm đàm phán. Compiègne là nơi ký kết hiệp định đình chiến năm 1918, kết thúc chiến tranh thế giới thứ nhất với thất bại nhục nhã của nước Đức, Hitler thấy lựa chọn này là sự rửa nhục tốt nhất của Đức đối với Pháp.
Hiệp định đình chiến được ký ngày 22 tháng 6 trên cùng toa xe lửa mà tại đó hiệp đình chiến năm 1918 được ký kết (đã được mang ra từ bảo tàng và đặt lại đúng nơi nó đã nằm năm 1918), Hitler ngồi đúng tại chiếc ghế mà thống chế Ferdinand Foch từng ngồi trước các đại diện của nước Đức chiến bại năm xưa. Sau khi nghe đọc nghi thức, Hitler đã rời toa xe trong một cử chỉ tỏ ý khinh miệt có tính toán đối với các đại biểu của Pháp, để cuộc đàm phán lại cho tham mưu trưởng của OKW là tướng Wilhelm Keitel. Cụm Tập đoàn quân số 2 của Pháp dưới quyền chỉ huy của tướng Pretelat đã đầu hàng cùng ngày hôm đó.
Ngày 24 tháng 6 năm 1940, Pháp cũng phải ký một hiệp định đình chiến với Ý. Thời điểm hiệu lực của cả hai hiệp định đều bắt đầu 6 tiếng đồng hồ sau khi hiệp định thứ hai được ký kết, tức là lúc 1h35 ngày 25 tháng 6 năm 1940. Trước thời hạn đó, quân Đức vẫn tranh thủ mở rộng vùng chiếm đóng trên lãnh thổ Pháp cùng với Quần đảo Eo biển của Anh.

## Kết quả và các hệ lụy

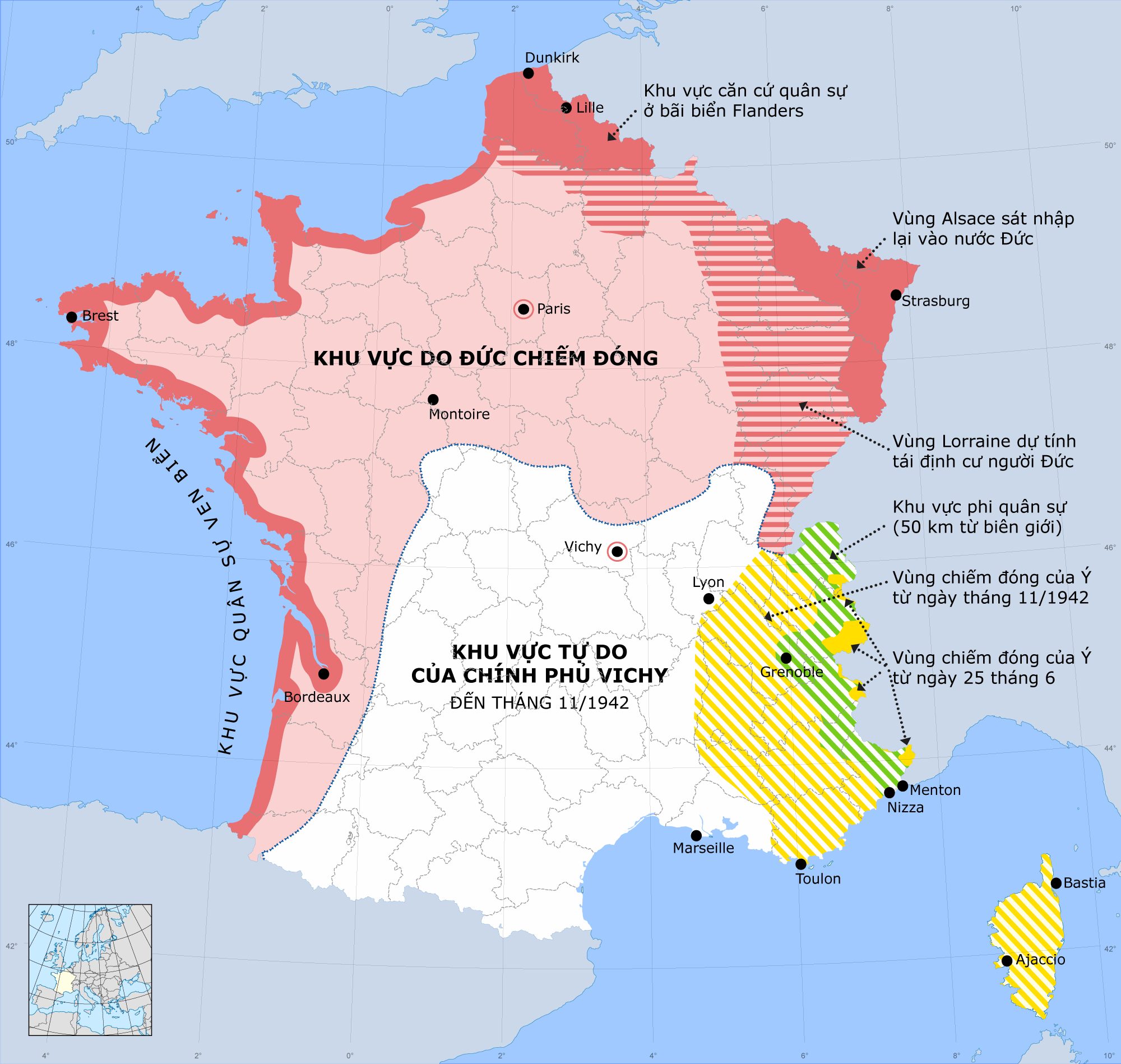
Nước Pháp sau ngày 25 tháng 6 năm 1940.

### Nước Pháp bị chiếm đóng và chia cắt
Chỉ còn lại lá bài duy nhất là khả năng chuyển Hạm đội Pháp và các thuộc địa cho Đồng Minh, chính phủ Petain phải bằng lòng để nước Pháp bị phân chia thành một vùng bị Đức chiếm đóng ở phía bắc và phía tây cùng với một "vùng tự do" ở phía nam. Về mặt hình thức thì cả hai vùng này đều thuộc chủ quyền của một nhà nước độc lập trên danh nghĩa đóng tại thành phố nghỉ dưỡng Vichy, gọi là Chính phủ Vichy do Pétain cầm đầu, thay thế cho nền Đệ tam Cộng hòa Pháp. Quốc gia Pháp mới này chấp nhận hoàn cảnh một quốc gia bại trận và cố gắng giành thiện cảm của Đức bằng cách hoà hoãn và thụ động. Quân đội Pháp ở chính quốc phải giải ngũ, nhưng vẫn giữ một lực lượng tối thiểu đủ để duy trì trật tự, đồng thời duy trì các lực lượng cần thiết để bảo vệ hệ thống thuộc địa. Đến tháng 7 năm 1940, Quốc hội Pháp chuyển đến Vichy.
Đáp lại việc thành lập cơ cấu chính trị mới theo yêu cầu của Đức Quốc xã tại Pháp, Charles de Gaulle, người được Reynaud bổ nhiệm làm thứ trưởng quốc phòng, đang ở Luân Đôn vào thời điểm đầu hàng và đã đưa ra lời kêu gọi ngày 18 tháng 6. Trong bài phát thanh này ông từ chối công nhận tính hợp pháp của chính phủ Vichy và bắt đầu tổ chức nên Lực lượng Pháp tự do. Mặc dù Hiệp định đảm bảo chủ quyền của Pháp các thuộc địa, nhưng một số thuộc địa như Guyane thuộc Pháp, Châu Phi xích đạo thuộc Pháp đã từ bỏ chính phủ Vichy để công nhận de Gaulle.
Chính phủ Pháp quốc Tự do đã tuyên bố tái lập một nền Cộng hòa lâm thời để tiếp nối nền Đệ tam Cộng hòa đã bị thủ tiêu. Họ cũng xây dựng các đội quân mới để sau này tham gia vào cuộc tiến quân đến sông Rhine và xâm chiếm lãnh thổ Đức, với các Lực lượng Nội địa Pháp làm nòng cốt và lượng nhân lực tiêm kích nhiều kinh nghiệm giúp phát triển nhanh chóng quy mô lớn Quân Giải phóng Pháp (Armée française de la Libération). Lực lượng này được trang bị và tiếp tế tốt bất chấp tình trạng kinh tế khó khăn do sự chiếm đóng của Đức đem lại, nhờ vào chương trình Cho vay-Cho thuê, đã phát triển từ 500.000 người vào mùa hè năm 1944 lên đến hơn 1.300.000 vào thời điểm Ngày chiến thắng, biến nó thành đội quân lớn nhất của Đồng Minh phương Tây tại lục địa châu Âu.
Theo hiệp định đình chiến, trong khi Ý chỉ được một phần nhỏ ở Đông Nam thì Đức chiếm đóng phần lớn lãnh thổ Pháp chạy từ ven biển Đại Tây Dương qua Bắc Pháp đến Alsace. Trong khu vực chiếm đóng này, Alsace bị sáp nhập trở lại vào Đức, vùng Lorraine được dự tính tái định cư cho người Đức để đẩy biên giới Pháp về lại tuyến năm 1540, còn vùng bãi biển Flanders ở Bắc Pháp được cắt làm căn cứ quân sự cho các hoạt động chống lại Anh. Tình trạng này tiếp diễn cho đến tháng 11 năm 1942, khi Đồng Minh mở Chiến dịch Bó đuốc đánh chiếm Tây Bắc châu Phi. Để phòng giữ miền nam Pháp, người Đức đã tiến hành chiến dịch Anton chiếm đóng nước Pháp Vichy. Nước Pháp bị chiếm đóng hoàn toàn cho đến tháng 6 năm 1944, quân Đồng Minh mở các chiến dịch Overlord đổ bộ lên Normandy và chiến dịch Dragoon đổ bộ vào miền Nam Pháp. Trước nguy cơ bị chia cắt ở miền Tây và miền Trung Pháp, phần lớn quân Đức bắt đầu triệt thoái về nước, riêng các căn cứ tàu ngầm kiên cố trên bờ biển Đại Tây Dương vẫn cố thủ cho đến khi Đức đầu hàng. Ngày 24 tháng 8 năm 1944, Paris được giải phóng và đến tháng 9, phần lớn nước Pháp đã về tay phe Đồng Minh.

### Phản ứng của công chúng Đức
Hitler đã dự tính hy sinh một triệu lính Đức trong cuộc xâm chiếm nước Pháp; thế nhưng ông ta đã đạt được mục tiêu chỉ trong vòng 6 tuần lễ với 27.000 người chết, 18.400 mất tích và 111.000 bị thương, không bằng 1/3 thương vong của Đức trong trận Verdun thời Chiến tranh thế giới thứ nhất.:233–34 Thắng lợi mau chóng đến không ngờ này dẫn đến một làn sóng hưng phấn cuồng nhiệt trong công chúng Đức, cũng như làm bột phát một cơn cuồng chiến mạnh mẽ. Ngay cả những đối thủ của chế độ cũng thấy khó mà cưỡng lại được tâm trạng thắng lợi. Công nhân trong các nhà máy sản xuất vũ khí chen lấn để xin được gia nhập quân đội. Ai cũng cho rằng thắng lợi cuối cùng sắp đến nơi rồi. Chỉ còn lại nước Anh ngáng đường. Có lẽ đó là lần duy nhất trong thời Đế chế thứ Ba có một sự cuồng chiến thực sự trong quần chúng.
Chiến thắng đã đưa Hitler đạt đến đỉnh cao quyền lực ở vị trí chủ nhân của châu Âu lục địa, biển Baltic và vịnh Biscay. Khi trở về Berlin sau chuyến đi Paris cuối tháng 6, uy tín cá nhân của Hitler trong dân chúng lên đến đỉnh cao nhất trong lễ kỷ niệm ngày nước Pháp đầu hàng ngày 6 tháng 7 năm 1940. Bản thân Hitler cũng tự cho mình là một thiên tài quân sự không thể thất bại, và tự tin tiếp tục cuộc phiêu lưu chiến tranh.

#### Mười hai tân Thống chế Đức
Ngày 19 tháng 7, trong Nghi thức Thống chế năm 1940, tại Nhà hát Opera Kroll ở Berlin, Hitler đã phong hàm Thống chế Đức (Generalfeldmarschall) cho 12 tướng lĩnh để tưởng thưởng công lao trong Trận chiến nước Pháp. Đó là:
- Walther von Brauchitsch, Tổng tư lệnh Lục quân Đức.
- Wilhelm Keitel, Tham mưu trưởng OKW.
- Gerd von Rundstedt, Tổng tư lệnh Cụm Tập đoàn quân A.
- Fedor von Bock, Tổng tư lệnh Cụm Tập đoàn quân B.
- Wilhelm von Leeb, Tổng tư lệnh Cụm Tập đoàn quân C.
- Günther von Kluge, tư lệnh Tập đoàn quân số 4.
- Wilhelm List, tư lệnh Tập đoàn quân số 12.
- Erwin von Witzleben, tư lệnh Tập đoàn quân số 1.
- Walter von Reichenau, tư lệnh Tập đoàn quân số 6.
- Albert Kesselring, tư lệnh Tập đoàn quân Không quân số 2.
- Erhard Milch, Tổng thanh tra Luftwaffe.
- Hugo Sperrle, tư lệnh Tập đoàn quân Không quân số 3.

Cùng với việc thăng Hermann Göring từ hàm Thống chế lên thành "Thống chế Đế chế" (Reichsmarschall), sự thăng thưởng lên hàm cao nhất của Lục quân Đức với số lượng thế này là chưa từng có trước đây. Trong suốt Thế chiến thứ nhất, Đức hoàng Wilhelm II chỉ phong có 5 vị tướng lên hàm Thống chế.

### Thúc đẩy chiến tranh lan rộng toàn cầu
Thất bại của Pháp khiến cho cán cân sức mạnh quốc tế bị nghiêng lệch, hút theo các quốc gia chưa tham chiến vào vùng xoáy. Ở Liên Xô, Stalin ngay lập tức ra lệnh sáp nhập các nước vùng Baltic vào ngày 15 và 16 tháng 6 để củng cố phòng ngự cho khu vực Leningrad, tiến chiếm vùng Bessarabia và Bukovina của Rumania vào ngày 26 tháng 6 để kiểm soát cửa sông Danube và Biển Đen. Những hành động này làm Hitler lo lắng, thúc đẩy ý định tấn công Liên Xô sớm nhất có thể, dẫn tới cuộc xâm lược Liên Xô vào ngày 22 tháng 6 năm 1941.
Trong tháng 5 năm 1940, Ủy ban Tổng Tham mưu Anh đã đi đến kết luận rằng nếu nước Pháp thất thủ thì "chúng ta không nghĩ mình có thể tiếp tục cuộc chiến với bất cứ cơ hội thành công nào" mà không có "hỗ trợ tối đa về kinh tế và tài chính" từ phía Hoa Kỳ. Việc Churchill mong mỏi viện trợ của người Mỹ đã dẫn tới Hiệp nghị đổi Tàu khu trục lấy Căn cứ trong tháng 9, là bước khởi đầu quan hệ hợp tác Anh-Mỹ trong thời chiến.
Ở khu vực Địa Trung Hải, tuy hành động cơ hội của Ý chỉ giúp lấy được một vùng nhỏ ở Pháp, nhưng lại đặt Anh vào vị trí đối địch trực tiếp mà không còn Hạm đội Pháp giúp sức. Theo nội dung của hiệp định đình chiến, các tàu Pháp đã đến những cảng thuộc địa của Pháp trước đó sẽ phải quay trở về Pháp, khiến người Anh bắt đầu nghi ngờ lời hứa của đô đốc François Darlan về việc không để cho hạm đội Pháp tại Toulon rơi vào tay Đức. Lo ngại Đức sẽ chiếm lấy hạm đội của Hải quân Pháp đang neo tại các cảng biển của nước Pháp Vichy và Bắc Phi rồi sử dụng chúng để tấn công nước Anh, nên ngày 3 tháng 7 năm 1940 Hải quân Hoàng gia Anh đã tấn công tiêu diệt các lực lượng hải quân Pháp đóng tại Mers El Kebir trong chiến dịch Catapult. Ngoài ra, Anh phải điều một phần lớn Hải quân đến Địa Trung Hải, chấp nhận bỏ trống các khu vực quyền lợi ở châu Á như Singapore và Hồng Kông. Sự suy giảm sức mạnh của Anh ở châu lục này cùng với khoảng trống quyền lực của Pháp ở Đông Dương đã tạo cơ hội bành trướng cho Nhật Bản. Đây chính là tiền đề để Nhật Bản xích lại gần hơn với Đức, Ý trong Hiệp ước Liên minh khối Trục tháng 9 năm 1940, dẫn tới cuộc tấn công Trân Châu Cảng hơn một năm sau đó và kéo theo Hoa Kỳ tham chiến.

## Thương vong và thiệt hại

### Phe Trục

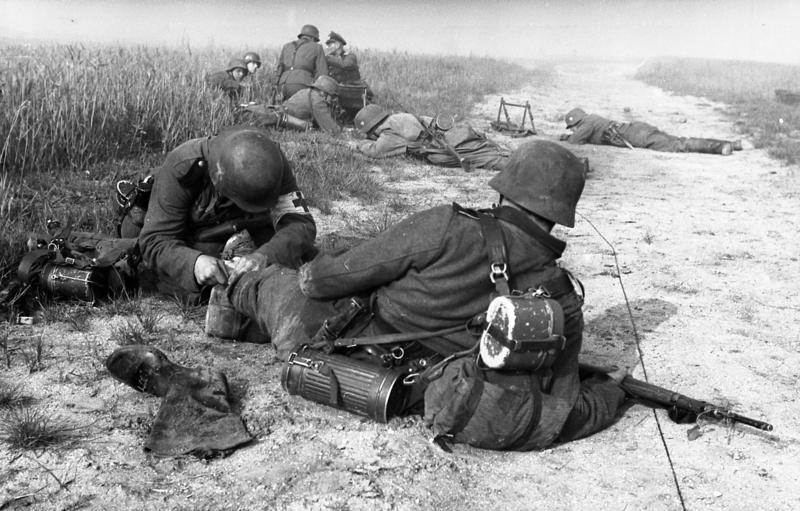
Một lính cứu thương Đức đang sơ cứu cho đồng đội

Tổng số thương vong của quân Đức là rất khó xác định. Số liệu thường được công nhận là: 27.074 người chết, 111.034 bị thương, 18.384 mất tích hay bị bắt. Tuy nhiên, số lính Đức chết có thể lên đến khoảng 49.000 người, nếu tính cả những trường hợp chết bởi lý do ngoài chiến đấu, chết do bị thương và mất tích được xác định là đã chết.
Trong Trận chiến nước Pháp, Lục quân Đức mất 714 xe tăng, trong đó có 428 loại Panzer I và Panzer II. Nguồn khác cho rằng thiệt hại về xe tăng là 795 chiếc. Luftwaffe thiệt hại 28% sức mạnh, với khoảng từ 1.236 đến 1.428 máy bay bị tiêu diệt (1.129 do quân địch, 299 do tai nạn). Thêm 323 đến 488 chiếc khác bị hư hại (225 do đối phương, 263 do tai nạn), nâng tổng số thiệt hại của Đức lên đến 36%. Con số thiệt hại của Không quân Đức trong chiến dịch này có thể so sánh với thiệt hại trong cuộc Không chiến tại Anh Quốc sau đó. Thiệt hại nhân mạng của Luftwaffe ước tính là 6.653 người, gồm 4.417 có phi hành đoàn; trong đó có 1.129 người chết, 1.930 mất tích và bị bắt. Một số lớn trong đó đã được giải phóng sau khi nước Pháp đầu hàng.
Thương vong của Ý là 1.247 chết hoặc mất tích, 2.361 bị thương. Ngoài ra còn có hơn 2.000 trường hợp chết vì nhiễm lạnh trong chiến đấu trong nhiệt độ dưới 0 độ C tại vùng núi Alps thuộc Pháp.

### Đồng Minh

#### Pháp
Con số thương vong của Quân đội Pháp không được nghiên cứu chính xác và thống nhất giữa các nguồn. Theo ước tính của các sử gia khác nhau: chết từ 55.000 đến 123.000 người, bị thương từ 120.000 đến 250.000 người. Những con số này có thể đã bao gồm cả khoảng 39.000 chết trong khi bị giam cầm và 5.200 mất tích, cũng như 21.000 thường dân cùng những thương vong của quân đội Vichy tại Cận Đông và Bắc Phi cho đến ngày 1 tháng 11 năm 1943. Theo Ban Lịch sử Quốc phòng, có 85.310 người chết (trong đó có 5.400 lính Maghreb), 12.000 mất tích, 120.000 bị thương và 1.540.000 bị bắt (bao gồm 67.400 lính Maghreb). Một số nguồn sau này của Pháp chỉ ra rằng con số thiệt mạng nằm trong khoảng 55.000 đến 85.000 người, 123.000 bị thương và 1.800.000 bị bắt.
Trong tháng 8 năm 1940, 1.540.000 tù binh đã bị đưa về Đức và đến năm 1945 còn lại 940.000 sống sót khi được quân Đồng Minh giải phóng. Có ít nhất 3.000 lính Senegal bị giết hại sau khi trở thành tù binh. Trong thời gian bị giam cầm tại Đức, có 24.600 tù binh Pháp chết; 71.000 trốn thoát; 220.000 được phóng thích theo nhiều thỏa thuận khác nhau giữa chính phủ Vichy và Đức; hàng trăm ngàn người được tha bổng vì lý do tàn tật cũng như đau yếu. Một số lượng lớn các tù nhân cố gắng trốn thoát được, tổng cộng là 70.000 người, nếu không kể những người bỏ trốn trong những tháng đầu tiên trước khi bị chuyển sang Đức. Hầu hết tù binh trong thời gian giam giữ đều bị cưỡng bức lao động. Ngoài ra, trong thời kỳ "Công tác lao động bắt buộc" (STO) của chế độ Vichy, ở Đức đã sử dụng đến 720.000 lao động nô lệ và có 40.000 người chết. Đây chỉ là một phần nhỏ trong số 350.000 nạn nhân dân sự của Pháp sau chiến tranh. Trong số 75.721 người Do Thái Pháp bị đưa đến Auschwitz chỉ có 2.566 trở về. Đồng thời có 3.000 người Pháp trở về từ những trại giam Đức, chỉ là số dư trong số 80.000 nạn nhân của cuộc đại đồ sát tại Pháp. 20.000 thành viên của quân kháng chiến Pháp đã chết trong chiến đấu, 30.000 bị hành quyết và 60.000 bị đưa vào các trại tập trung, trong đó không đến một nửa quay về. Còn lại là những người nổi dậy đấu tranh (trên bộ và không chiến) bị chết hoặc là nạn nhân của những cuộc đàn áp do quân chiếm đóng và chế độ Vichy thực hiện. Tính riêng con tin Pháp đã có 29.662 người chết.
Thiệt hại về không quân Pháp trong chiến dịch ước tính là 1.274 máy bay bị phá hủy. Quân đội Pháp mất tất cả vũ khí, trang thiết bị nặng (pháo binh, súng chống tăng), cùng 320.000 trong tổng số 400.000 con ngựa. Có 148 tàu thuyền Pháp di tản đến trú tại các cảng của Anh (chiếm 38% tổng trọng tải), và cuối cùng đã được nước Anh tiếp nhận từ sau ngày 22 tháng 6. Nhưng cũng có nhiều tàu đang được đóng hoặc sửa chữa dở đã bị đánh đắm hoặc bị người Đức tịch thu, với trọng tải ước tính 170.000 tấn. Tuy Hải quân Pháp tạm giữ được phần lớn các tàu chiến (235 trong số 291 tàu nổi, chiếm 95% trọng tải) nhưng chúng đều phải trừ vũ khí và bị giam trong cảng Toulon cho đến khi buộc phải tự phá hủy các tàu chiến 1 năm sau đó, lúc Hitler phá bỏ cam kết. Tất cả các cảng và kho vũ khí trên bờ biển Đại Tây Dương của Pháp đều bị phá hoại và hầu như không còn các cơ sở hạ tầng hỗ trợ, nên chỉ còn có thể hoạt động với mức độ hạn chế.
Cho đến cuối cuộc chiến, khoảng 580.000 thường dân Pháp đã bị giết hại (trong đó 40.000 là do lực lượng Đồng Minh phương Tây oanh tạc trong 48 tiếng đồng hồ đầu tiên của Chiến dịch Overlord). Thiệt hại quân sự trong 2 năm 1939, 1940 là 92.000 người. Khoảng chừng 58.000 người chiến đấu cho lực lượng Pháp tự do bị chết trong những năm 1940 - 1945. Tại tỉnh Alsace-Lorraine bị sáp nhập vào Đức, các công dân cũng gia nhập quân đội Đức, trong đó có khoảng 40.000 người chết. Thương vong dân sự ước tính chừng 150.000 người (60.000 do không kích, 60.000 chết trong kháng chiến, và 30.000 bị các lực lượng chiếm đóng Đức giết hại). Tù binh chiến tranh và những người bị lưu đày tổng cộng khoảng 1.900.000. Trong đó, chừng 240.000 chết trong khi bị giam cầm. Ước đoán có 40.000 tù binh, 100.000 người bị đi đầy theo chủng tộc, 60.000 tù chính trị và 40.000 người chết do nô lệ lao động.

#### Các Đồng Minh còn lại
Đối với các nước Đồng Minh tham chiến còn lại, số liệu thương vong như sau:
- Anh: không đến 10.000 người tử trận (tính cả vụ đánh chìm tàu Lancastria), tổng cộng thương vong là 68.111 người chết, bị thương hay bị bắt.[411] Quân Anh đã phải bỏ lại tất cả vũ khí, trang thiết bị nặng tại Dunkirk;[412] khoảng 64.000 xe cộ cùng 2.472 khẩu pháo bị phá hủy hoặc bị bỏ lại.[411] Tổn thất của RAF trong toàn chiến dịch (từ 10 tháng 5 đến 22 tháng 6) ước tính là 931 máy bay và 1.526 người thương vong (chết, bị thương và mất tích). Ngoài ra hải quân Anh còn mất 243 tàu bị máy bay ném bom Đức đánh chìm to trong chiến dịch Dynamo, trong đó có 8 tàu khu trục và 8 tàu chở quân.[411]
- Bỉ: tổn thất nhân mạng là 6.093 người bị chết và bị thương. Khoảng 2.000 tù nhân chiến tranh chết trong lúc bị giam cầm[413] và hơn 500 người bị mất tích.[414] Con số bị bắt tính ra là 200.000 người, còn bị thương là 15.850 người.[415] Bỉ cũng mất 112 máy bay bị phá hủy.[145]
- Ba Lan: tổn thất nhân mạng vào khoảng 6.000 bị chết và bị thương. Gần 12.000 quân (Sư đoàn Bộ binh số 2) bị quản thúc tại Thụy Sĩ trong suốt thời gian chiến tranh.

Nguồn khác thống kê tổn thất của Đồng Minh là: Bỉ 12.000 chết, 15.850 người bị thương, 300.000 bị bắt; Hà Lan 2.890 chết, 6.889 bị thương; Anh 3.458 chết, 13.602 bị thương, 48.052 mất tích và bị bắt (trong đó có 45.000 tù binh tại Dunkirk). Thương vong dân sự ở Hà Lan, bao gồm nạn nhân của những vụ đánh bom, hành quyết, các cuộc thảm sát là 2.500 người.

## Tội ác chiến tranh
Trong thời gian chiến sự lẫn ngay sau khi ngừng bắn đã có nhiều tội ác chiến tranh xảy ra đối với thường dân và tù binh. Ngoài các nạn nhân của cuộc ném bom Rotterdam ngày 14 tháng 5 thì ngày 27 tháng 5 năm 1940, quân Đức đã tiến hành cuộc thảm sát tại Vinkt, Bỉ, giết hại hơn 130 dân thường. Trong ngày hôm sau tại Oignies và Courrières, 114 dân thường đã bị sát hại bởi lính không chính quy Đức. Cùng ngày, Trung đoàn Leibstandarte SS Adolf Hitler đã sát hại từ 80 - 97 lính Anh và Pháp trong cuộc thảm sát Wormhout. Sư đoàn SS Totenkopf cũng chịu trách nhiệm giết hại hàng loạt tù binh chiến tranh, chẳng hạn như 99 lính Anh trong vụ thảm sát Le Paradis, hay tù binh da đen châu Phi trong các vụ khác. Ước tính khoảng 1.500-3.000 binh sĩ thuộc địa trong Quân đội Pháp đã bị giết sau khi rơi vào tay quân Đức ở thời kỳ cuối của trận đánh.
Ngoài các vụ thảm sát, sử gia Raul Hilberg và một số tác giả khác cáo buộc rằng Bộ Tư lệnh Tối cao Các Lực lượng Vũ trang Đức (OKW) đã ban hành một số mệnh lệnh trái luật pháp quốc tế trong tháng 6 năm 1940, trong đó có lệnh cô lập và giết hại người Do Thái gốc Đức phục vụ trong Quân đội Pháp.
Tù nhân Do Thái trong chiến tranh đã bị đưa vào các trại tập trung và buộc phải đóng những dấu hiệu đặc biệt lên người. Chỉ có sự can thiệp của Ủy ban quốc tế Chữ thập đỏ mới dẫn đến một lệnh cấm về hành động ghi dấu này.

## Sử học
"Trận chiến nước Pháp" là một thất bại nhục nhã nhất trong lịch sử nước Pháp, và tiếp tục ám ảnh người dân Pháp trong nhiều thập kỷ. Ngay sau chiến tranh, tác phẩm "Thất bại xa lạ" (Étrange Défaite) của sử gia Marc Bloch, đồng thời là một chứng nhân trong vai trò người lính của Tập đoàn quân số 1, có nhiều ảnh hưởng. Trong tác phẩm, ông cho rằng thất bại của Pháp không chỉ đến từ chiến lược sai, mà bắt nguồn từ những nguyên nhân sâu xa hơn. Ông chỉ trích sự bất lực của giới chính trị và tướng lĩnh, các điểm yếu tư duy của mọi giới trong xã hội, từ trí thức, giáo viên cho tới công nhân, qua đó quy lỗi cho thất bại là sự xơ cứng về ý thức xã hội.
Tháng 8 năm 1946, Quốc hội Pháp thành lập một ủy ban điều tra nguyên nhân thất bại, tuy nhiên, trách nhiệm chưa hoàn thành thì đến năm 1951, Quốc hội cũ hết nhiệm kỳ còn Quốc hội mới không duy trì tiếp Ủy ban. Vì thế, công việc khảo cứu quay trở lại với các cá nhân, nhất là các sử gia Anh và Mỹ.
Cuối những năm 1960, vấn đề lại được lật lại trong 3 tác phẩm lớn: Tại sao nước Pháp sụp đổ của Guy Chapman (Why France Collapsed, 1968); Thua trận: nước Pháp 1940 của Alistair Horne (To Lose a Battle: France 1940, 1969) và Sự sụp đổ của Đệ Tam Cộng hòa: nghiên cứu về sự thất thủ của nước Pháp năm 1940 của William Shirer (The Collapse of the Third Republic: An Inquiry into the Fall of France in 1940, 1969). Hai tác phẩm sau có chung quan điểm với Marc Bloch, cho rằng thất bại của nước Pháp không chỉ riêng trách nhiệm của giới quân sự, mà là do "sự sụp đổ của quân đội, của chính phủ lẫn sự khủng hoảng tinh thần của người dân".
Trên góc độ khoa học quân sự, một số sử gia cho rằng nguyên nhân quan trọng là giới lãnh đạo Quân đội Pháp đã không hiểu rõ khía cạnh nghệ thuật chiến dịch, xây dựng một hệ thống chỉ huy tập trung để kiểm soát và tiến hành trận đánh theo mô hình Trận đánh theo phương pháp (Bataille conduite) cứng nhắc từ Chiến tranh thế giới thứ nhất, bất cập với bản chất linh động của trận đánh hiện đại. Thế nhưng sau khi sử gia người Đức Karl-Heinz Frieser đưa ra quan điểm rằng Blitzkrieg không xuất phát từ nền tảng lý luận quân sự đã xác lập của Đức, mà chỉ là sáng tạo của vài cá nhân trong việc lập kế hoạch lẫn triển khai cuộc tấn công, thì vài sử gia khác, như tác giả Mỹ Ernest May trong tác phẩm Chiến thắng xa lạ: cuộc xâm lăng nước Pháp của Hitler (2000), lại đưa ra quan điểm khác. Căn cứ vào việc Tập đoàn quân số 1 Pháp đã chặn được các đoàn quân thiết giáp Đức, ông cho rằng nguyên nhân chính của thất bại không phải ở tư duy chiến tranh của giới quân sự Pháp mà là sự yếu kém trong chỉ đạo chiến lược.